# Świadkowie Jehowy w Polsce
Świadkowie Jehowy w Polsce – społeczność wyznaniowa w Polsce należąca do ogólnoświatowej wspólnoty Świadków Jehowy, licząca w 2024 roku 114 437 głosicieli (według Spisu Powszechnego z 2021 - 108 754), należących do 1268 zborów (w tym zbory i grupy innojęzyczne oraz języka migowego). Trzeci pod względem liczebności związek wyznaniowy w Polsce, jedna z 27 wspólnot Świadków Jehowy na świecie, których liczebność przekracza 100 000 głosicieli.
W 2024 roku doroczna uroczystość Wieczerzy Pańskiej w Polsce zgromadziła 181 252 Świadków Jehowy, sympatyków oraz osób zaproszonych. Biuro Oddziału, koordynujące działalność Świadków Jehowy w Polsce, znajduje się w Nadarzynie niedaleko Warszawy. Zbory korzystają z ponad 660 Sal Królestwa na terenie całego kraju oraz ośmiu Sal Zgromadzeń, znajdujących się w Lublinie, Łodzi, Malborku, Mostach, Skarbimierzu, Sosnowcu, Stęszewie i Warszawie.

## Historia
| Historia Świadków Jehowy w województwach: |
| --- |
| dolnośląskie • kujawsko-pomorskie • lubelskie • lubuskie • łódzkie • małopolskie • mazowieckie • opolskie • podkarpackie • podlaskie • pomorskie • śląskie • świętokrzyskie • warmińsko-mazurskie • wielkopolskie • zachodniopomorskie |

### Początki

#### Pierwsi Badacze
Historia Świadków Jehowy na ziemiach polskich sięga roku 1891, kiedy to latem w trakcie swojej pierwszej podróży do Europy Charles Taze Russell odwiedził Kraków.
W 1892 roku do ojczyzny ze Stanów Zjednoczonych powrócił kolporter Constantine Antoszewski, który w Chicago rozpowszechniał Biblie i książki Badaczy Pisma Świętego emigrantom.
W roku 1895 Hipolit Oleszyński – Badacz Pisma Świętego ochrzczony w 1893 roku na pierwszej Konwencji Generalnej zorganizowanej w Chicago – na trzy miesiące przyjechał ze Stanów Zjednoczonych do Warszawy, by członków swojej rodziny i znajomych zapoznać z wierzeniami Badaczy Pisma Świętego. Wizyta ta jednak nie przyniosła oczekiwanych rezultatów.
Pomimo wielu trudności, w okresie późniejszym na tereny trzech zaborów docierała literatura w języku niemieckim i angielskim, wysyłana przez przebywających na emigracji krewnych i znajomych. W 1898 roku Margarete Giesecke z Niemiec, która w tym czasie opiekowała się znajdującym się w Berlinie składem literatury, przeznaczonym do wysyłania publikacji na teren Niemiec i innych krajów europejskich, zapoznała z wierzeniami Badaczy Pisma Świętego pewnego misjonarza protestanckiego, działającego na terenie zaboru pruskiego. Misjonarz ten dzielił się zdobytą wiedzą z innymi osobami na ziemiach polskich.
W 1901 roku zbierała się w Warszawie niemieckojęzyczna grupa 15 osób, posługująca się publikacjami w języku niemieckim. Do grupy tej należał Johann Weinz, a literaturę otrzymywali z Niemiec za pośrednictwem Margarete Giesecke.

#### Pierwsze zbory
Kolejnym Badaczem Pisma Świętego działającym na terenie obecnej Polski był Szwajcar E. Bente, który w 1905 roku objął wakujące stanowisko dyrektora w warszawskiej fabryce koronek. Wkrótce przy pomocy tłumacza zorganizował grupę w Warszawie, która omawiała Biblię z pomocą publikacji Badaczy Pisma Świętego. 17 października 1905 roku udało się dokonać pierwszej rejestracji grupy polskich Badaczy Pisma Świętego. Grupę tę kilka razy odwiedził przedstawiciel niemieckiego biura, pielgrzym Hermann Herkendell; stamtąd też sprowadzano literaturę.
Dzięki staraniom Hipolita Oleszyńskiego w latach 1904–1909 wydano po polsku szereg publikacji (m.in. skrócone wydanie pierwszego tomu Wykładów Pisma Świętego), a w 1915 roku regularnie, co miesiąc, była wydawana „Strażnica” w języku polskim. Jej pierwszym tłumaczem i redaktorem był mieszkający w Chicago H. Oleszyński. Na Mazowszu grupy powstały też w Kicinie i Makowicy.
Po roku 1907 powrócił ze Stanów Zjednoczonych do Warszawy Wincenty Kin, który wierzenia Badaczy Pisma Świętego przyjął dzięki Oleszyńskiemu.

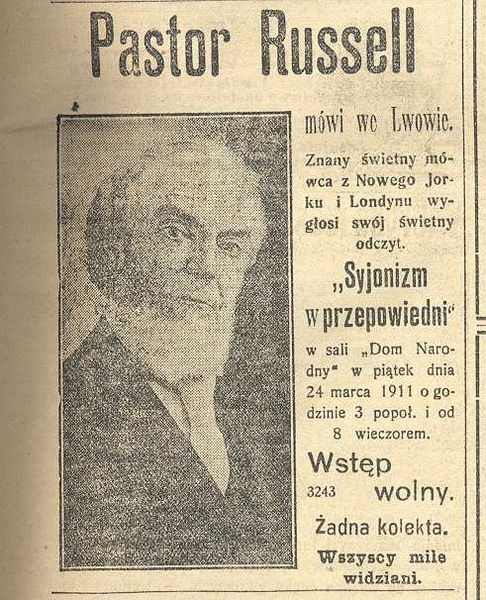
Zapowiedź wykładu publicznego C.T. Russella we Lwowie w dniu 24 marca 1911 (gazeta „Wiek Nowy”)

3 maja 1910 roku w 14-osobowym warszawskim zborze, zbierającym się w mieszkaniu E. Bente przy ul. Żelaznej 78/7, złożył wizytę Charles T. Russell wraz z Josephem F. Rutherfordem. Podczas całodniowego zebrania rolę tłumacza pełnił sługa oddziału niemieckiego Otto Albert Kötitz. W spotkaniu tym uczestniczyło około 20 osób. W trakcie tej jednodniowej wizyty trzy osoby zostały pełnoczasowymi kolporterami.
W marcu 1911 roku w trakcie posługi skierowanej do Żydów C.T. Russell odwiedził Kraków i Lwów z zamiarem wygłoszenia wykładu „Syjonizm w proroctwie”. W Krakowie z powodu restrykcji rządowych zabraniających organizowania wystąpień publicznych nie doszło do jego publicznego przemówienia, niemniej jednak Russell przeprowadził kilkanaście indywidualnych rozmów. We Lwowie oba zaplanowane wykłady zostały zakłócone przez sympatyków rabina J.L. Magnesa, lidera społeczności żydowskiej z Nowego Jorku. Rabin Magnes telegraficznie przestrzegł swoich znajomych przed Charlesem T. Russellem, przedstawiając go jako chrześcijańskiego misjonarza nawracającego Żydów. Ludzie ci podnosili hałas, by na wszelkie sposoby nie dopuścić C.T. Russella do głosu.
Mimo że już wtedy w Warszawie było wiele osób, które interesowały się studiowaniem Biblii, w urządzaniu ich spotkań przeszkadzała carska policja, we wszystkim dopatrująca się sposobności do przygotowań zbrojnego powstania. Podczas wizyty Russell zasugerował złożenie do władz wniosku o prawną rejestrację wyznania. W roku 1911 zbór w Warszawie liczył około 25 osób, w Pabianicach – 20, w Raszynie – około 8. Pojawiły się też osoby zainteresowane w Łodzi. 15 sierpnia tego samego roku 7 osób zostało ochrzczonych w Wiśle na terenie Warszawy.
W 1911 roku wysłany do Polski przez C.T. Russella Hipolit Oleszyński odwiedził zbory w Warszawie, Łodzi, Pabianicach i innych miastach (głównie w Galicji). W trakcie pobytu w Warszawie wydał w języku rosyjskim, w nakładzie 10 tysięcy egzemplarzy, broszurę pt.: „Gdzie są umarli? Co Biblia mówi o piekle?”. W roku 1912 oraz w 1913 Oleszyński ponownie odwiedzał zbory, a także wygłaszał przemówienia publiczne gdziekolwiek było możliwe uzyskanie jednorazowego zezwolenia na takie wykłady. Zezwoleń jednak udzielano niechętnie. W tym czasie Bente i Oleszyński przygotowali dwa wnioski do Sekretarza Spraw Religijnych, dotyczące legalizacji działalności Badaczy Pisma Świętego, jednak mimo poniesionych znacznych nakładów finansowych zostały one załatwione odmownie.
20 maja 1913 roku dzięki pomocy pewnego urzędnika pracującego w wojskowości udało się zalegalizować zbór warszawski oraz uzyskać prawną podstawę działalności Badaczy Pisma Świętego. Stało się to na mocy reskryptu nr 2167/5, wydanego przez Gieorgija Skałona generała-gubernatora Warszawy na Wincentego Kina. Reskrypt ten umożliwił działalność na większą skalę. Potwierdzał on istnienie zboru warszawskiego od 1905 roku. Akta urzędowe i sądowe, powołujące się na ten dokument, nawiązują równocześnie do 17 października 1906 roku, kiedy to car wydał ukaz tolerancyjny, zatwierdzający prawo tworzenia zborów mniejszościowych wyznań (Rosyjski Zbiór Praw poz. 1728). Tym samym 20 maja 1913 roku uzyskano status wyznania uznanego przez państwo.
Krótko przed wybuchem I wojny światowej przedstawiciel Towarzystwa Strażnica, Joseph F. Rutherford, odbył podróż służbową do kilku krajów. Odwiedził również Polskę, gdzie w Łodzi spotkał się z Badaczem Pisma Świętego o nazwisku Dojczman. W wyniku tego spotkania rodzina Dojczmanów wyruszyła w podróż ewangelizacyjną do Rosji. Podróż ta miała potrwać dwa miesiące, jednak w wyniku wybuchu najpierw I wojny światowej, a później wojny domowej pobyt Dojczmanów w Rosji przeciągnął się i do Polski wrócili w 1921 roku. W kwietniu 1915 roku zebrało się w Warszawie na uroczystości Wieczerzy Pańskiej (Pamiątce) 90 osób, a niedługo potem 16 osób przyjęło chrzest. W wyniku I wojny światowej grupy zbierające się w Warszawie i Łodzi uległy częściowemu rozproszeniu. Wciąż jednak pojawiały się nowe osoby zainteresowane wierzeniami Badaczy Pisma Świętego. W 1918 roku warszawski zbór liczył już około 50 osób, które regularnie przychodziły na wykłady.
Badacze Pisma Świętego odmawiali odbycia służby wojskowej, za co byli skazywani na kary więzienia.
Od stycznia 1919 roku „Strażnica” w języku polskim ukazywała się już dwa razy w miesiącu. Wiosną 1920 roku zarząd główny polskiej filii Towarzystwa Strażnica w Detroit przysłał do Polski jako swoich przedstawicieli W.S. Kołomyjskiego i Czesława Kasprzykowskiego.

#### Działalność w okresie podziałów
Podczas I wojny światowej zbory na terenie byłego zaboru rosyjskiego nie miały kontaktu z resztą Badaczy Pisma Świętego. Dlatego wiadomość o śmierci C.T. Russella dotarła do Warszawy dopiero dwa lata po fakcie. W okresie rozłamu i podziałów w ruchu Badaczy Pisma Świętego w Stanach Zjednoczonych jedna z grup – Wincentego Kina (zm. 10 maja 1922) – przyjęła nauczanie Wolnych Badaczy Pisma Świętego. Wysłana przez amerykański oddział Towarzystwa Strażnica delegacja złożona z Kołomyjskiego i Kasprzykowskiego uznała, że nauki tej grupy są niezgodne z naukami Towarzystwa Strażnica i w niedługim czasie przywróciła właściwe poglądy w zborze. Ponieważ jednak Kin i inni nie powrócili do zboru, utracono prawo do działalności, na podstawie którego działali Badacze związani z Towarzystwem Strażnica, oraz salę, w której zgromadzał się zbór warszawski. Z tego względu zebrania zborowe i wykłady publiczne odbywały się w wynajmowanych salach kinowych. Prężnie działająca grupa publikowała zapowiedzi niedzielnych wykładów w prasie oraz w ulotkach rozdawanych na ulicach. Dzięki temu w 1921 roku wykłady publiczne w stolicy gromadziły do 700 słuchaczy.
Kołomyjski zachorował na tyfus, a po wyzdrowieniu powrócił do Stanów Zjednoczonych, gdzie ponownie usługiwał w charakterze pielgrzyma. Pomimo trudności, jakie wynikły na arenie politycznej Polski (trwała wojna z Rosją), w 1920 roku Kasprzykowski doprowadził do zarejestrowania „Stowarzyszenia Badaczy Pisma Świętego – Grupa II”. Znaleźli się w tej grupie Badacze Pisma Świętego związani z Towarzystwem Strażnica. Działalność jednak w znacznej mierze ograniczała inflacja. Zbory w tym czasie odwiedzał i wygłaszał wykłady pielgrzym ze Stanów Zjednoczonych Józef Krett.
16 marca 1920 roku do Krakowa powrócił ze Stanów Zjednoczonych Jan Kusina pochodzący z Młodochowa w powiecie mieleckim, który szybko zorganizował w tym mieście grupkę Badaczy Pisma Świętego. Po rewizji w jego mieszkaniu na krakowskich Grzegórzkach, już 23 marca przesłuchiwała go policja. Zbór krakowski zbierał się w Podgórzu przy ulicy Kącik, w domu zakupionym z przeznaczeniem na salę zborową, przez pochodzącego z Mielca członka zboru o nazwisku Winiarz. W roku 1920 dziesięciu wykładowców wygłosiło około 600 wykładów w zborach, których wysłuchało ponad 200 000 osób.
30 kwietnia 1921 roku Ministerstwo Wyznań Religijnych i Oświecenia Publicznego zaświadczyło, że „Stowarzyszenie Badaczy Pisma Świętego”, jest jawnym Stowarzyszeniem Religijnym.
Pierwszy kongres w Polsce zorganizowano w październiku 1921 roku w Krakowie, W trzydniowym kongresie uczestniczyło około 50 osób, odbył się również chrzest. W dniach od 30 października do 2 listopada 1921 roku w Warszawie odbył się pierwszy walny zjazd, w którym uczestniczyło ogółem ponad 500 osób z 30 miejscowości, a 14 osób ochrzczono. W roku 1921 w Warszawie w lokalu przy ul. Chmielnej 67/4 powstało przedstawicielstwo Towarzystwa Strażnica oraz skład literatury, natomiast przy ul. Hożej 35 znajdowała się sala zebrań warszawskiego zboru, która po remoncie mogła pomieścić 400 osób. Pierwszym przedstawicielem Towarzystwa Strażnica w latach 1921–1924 został Czesław Kasprzykowski.
W roku 1921 regularna działalność kaznodziejska objęła tereny w okolicach Nowogrodu, Łomży, a krótko później Białegostoku, okolic Plutycz i całego Podlasia. Pomimo trudności ze strony lokalnych władz (w tym aresztowań i konfiskat publikacji) rozpoczęto regularną działalność m.in. w Małopolsce: w okolicach Krakowa, Chrzanowa, Limanowej, Andrychowa, Stryszawy, Przytkowic, Ząbkowic Będzińskich, Niska, Dębicy, Staszowa, Lubaczowa, Lublina, Nałęczowa i na Łemkowszczyźnie oraz w okolicach Bełżca, a także Koła i Kalisza.
Franciszek Puchała, który od 1913 roku przebywał na emigracji w Stanach Zjednoczonych, a Badaczem Pisma Świętego został w roku 1918, w 1921 roku powrócił w rodzinne strony. Tu z powodu wyznawanej przez niego religii spotkał się z szykanami ze strony miejscowego księdza Zygmunta Migdała z parafii Niepołomice i okolicznej ludności. Z tego względu wydał on własnym kosztem ulotkę, zawierającą krytykę 13 doktryn katolickich. Ulotkę tę Puchała przygotował w oparciu o książkę ks. Antoniego Wapplera „Historya Kościoła Katolickiego”. Obiecał w niej, że za udowodnienie ich biblijnego pochodzenia zapłaci po 10 000 marek polskich za każdą z doktryn. Treść ulotki stała się podstawą dyskusji, która miała miejsce 10 sierpnia 1922 roku w Krakowie przy ul. Kącik, na Podgórzu, w lokalu Badaczy Pisma Świętego. Uczestniczyli w niej ze strony Badaczy Pisma Świętego: Franciszek Puchała, Czesław Kasprzykowski i Wacław Narodowicz, a ze strony jezuitów: Jan Rostworowski, Józef Gliwa i Stanisław Chodoleński, którym towarzyszył prawnik Adam Konopka. Na życzenie jezuitów odbyła się ona przy drzwiach zamkniętych z udziałem kilku świadków i stenotypistek. Treść dyskusji podjętej i przegranej przez teologów jezuickich została wydana w formie broszury pt. „Bitwa na niebie” w nakładzie 10 000 egzemplarzy, nie licząc późniejszych dodruków. Między innymi dzięki temu w 1923 roku w Krakowie na uroczystości Pamiątki zgromadziło się 69 osób. Z czasem władze kościelne wywierały coraz większą presję na władze świeckie, nakłaniając je do aresztowań Badaczy Pisma Świętego.
Strona katolicka zarzucała Badaczom Pisma Świętego, iż ich działalność jest finansowana przez środowiska amerykańskich Żydów względnie masonów, a także sprzyjanie komunizmowi i dążenie do anarchii co miało prowadzić do odrywania słabszych jednostek od wiary przodków.
W wyniku donosów w 1921 roku policja krakowska przerywała zebrania, w których uczestniczyło około 40 osób. Powoływano się wówczas na brak odpowiedniego zezwolenia ze strony władz na urządzanie zebrań w mieszkaniach prywatnych w celu wysłuchania wykładów biblijnych. Chrztu udzielano w Wiśle (np. w lipcu 1921 roku pod Wawelem), a w porze zimowej w wielkim basenie łaźni parowej hotelu Krakowskiego przy ul. Dunajewskiego 8. Według doniesień prasy krakowskiej, przy jednej z takich okazji – w grudniu 1921 roku – na skutek donosu na teren basenu wkroczyła policja, przerywając uroczystość, której przewodził Jan Kusina, a chrztu udzielał Czesław Kasprzykowski (chrztu udzielał również sam Jan Kusina). Jednakże „Nowa Reforma” i „Głos Narodu” zamieściły wypowiedz Kusiny, który zdementował informacje o takiej sytuacji. Stwierdził, że uroczystość chrztu odbyła się tam bez zakłóceń, a chrzest w Wiśle został zaplanowany w lipcu.
Niemniej jednak działaniom przerywania spotkań sprzyjał brak uregulowania prawa wyznaniowego w okresie międzywojennym, stąd na organizowanie zebrań publicznych potrzebne było posiadanie jednorazowego zezwolenia wydawanego przez urząd starosty. 25 kwietnia 1921 roku Jan Kusina w czasie zebrania na krakowskich Dębnikach z powodu donosu miejscowego księdza o nazwisku Maca, został aresztowany, pobity i oskarżony o herezję i bolszewizm. W czerwcu tego samego roku Czesław Kasprzykowski złożył w Ministerstwie Wyznań Religijnych i Oświecenia Publicznego (MWRiOP) skargę na to aresztowanie, w której poinformował, że Jan Kusina na polecenie księży był aresztowany cztery razy i trafił do więzienia „Pod Telegrafem” w Krakowie. 11 sierpnia tego samego roku Kusina został uniewinniony przez krakowski Sąd Okręgowy. 30 kwietnia 1921 roku Badaczy Pisma Świętego zaliczono do stowarzyszeń religijnych, którym przysługiwało prawo do odprawiania nabożeństw domowych. W odpowiedzi na interpelację poselską wniesioną przez Kazimierza Czapińskiego, MWRiOP stwierdziło, że Kusina „bezprawnie urządzał zgromadzenia i wygłaszał na nich przemówienia, w których uczestnicy dopatrywali się antyreligijnej i antypaństwowej agitacji”. Opinia ta została wydana wbrew uniewinniającemu wyrokowi sądowemu. Dała ona postawy do podejmowania dalszych działań szykanujących Badaczy Pisma Świętego. W tym kolejnych przerywań zebrań i aresztowań w Krakowie (w tym ponownie Kusiny i 40 uczestników spotkań).
W 1922 roku na Pamiątce w 32 miastach Polski zebrało się 657 osób (najwięcej w Warszawie – 259, w Krakowie – 81, w Pisarzowej – 26, w Kątach (k. Chrzanowa) – 23 i w Poznaniu – 20), a podczas kilku zgromadzeń chrzest przyjęło 108 osób. W roku 1923 największe skupiska wyznawców i zainteresowanych były (według liczby obecnych na Pamiątce) w Warszawie – 285, w Krakowie – 69, w podkrakowskim Gaju i Jugowicach – 34, Łodzi – 30, Pisarzowej – 26 i w Lublinie – 23 oraz w Domaczewie (obecnie na terenie Białorusi) – 20 osób. W wynajętych salach organizowano bezpłatne odczyty biblijne.
W latach 20. XX wieku wyświetlano film Fotodrama stworzenia, do których sporządzono napisy w języku polskim. W miastach i choć starano się wynajmować jak największe sale, to jednak ze względu na dużą ilość chętnych do obejrzenia filmu projekcje trzeba było kilkakrotnie powtarzać. Biletem wejścia na projekcje były publikacje Towarzystwa Strażnica, które rozprowadzano przed wejściem na salę kinową.

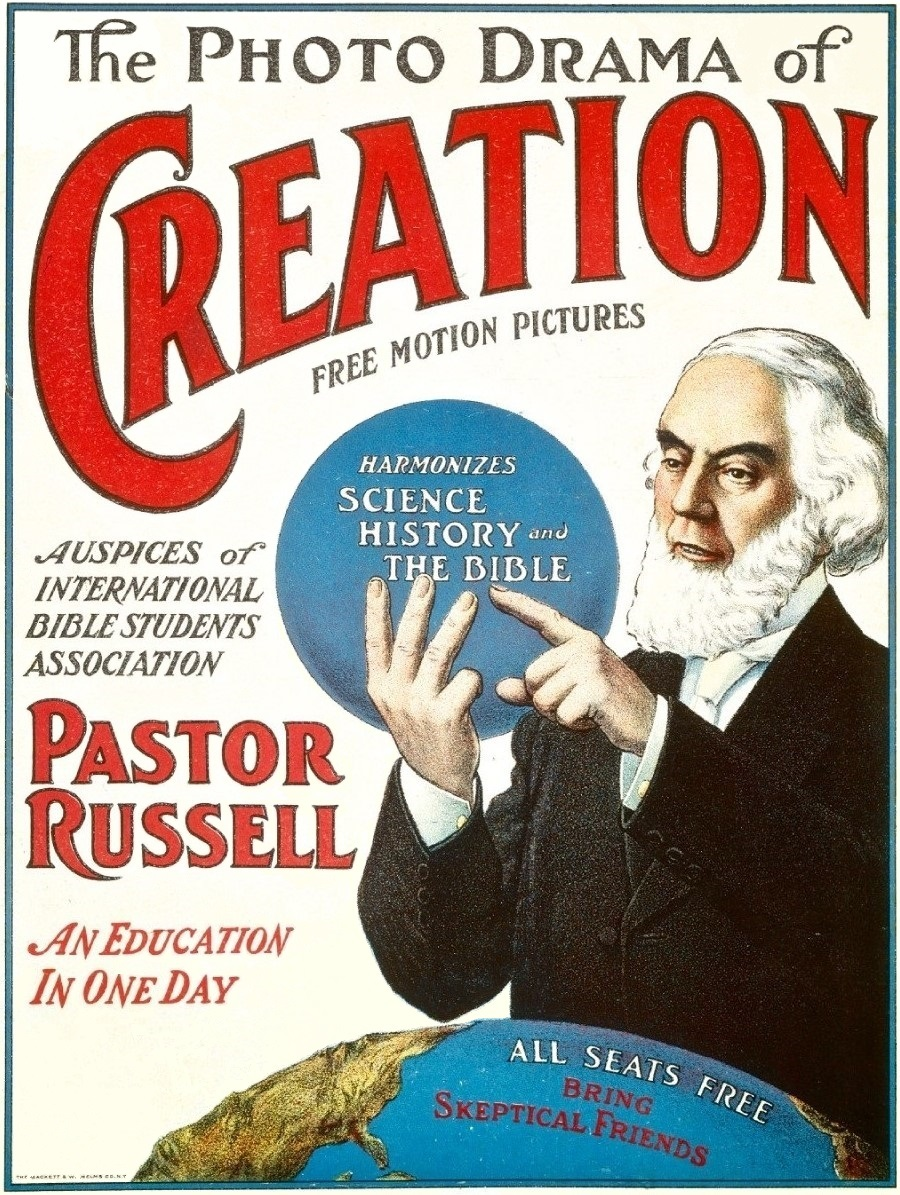
Fotodramę stworzenia rozpoczęto wyświetlać w Polsce w latach 20. XX wieku

W 1924 roku na corocznej Wieczerzy Pańskiej (Pamiątce) w Warszawie zgromadziło się 281 osób, w Łodzi 92 osoby, w Poznaniu – 91, a także – uwzględniając jedynie grupy liczące powyżej 20 osób – 625 osób w 13 innych miastach i miasteczkach (m.in. w Krakowie 70 osób, w Lublinie 52, w Pabianicach 44, w Gaju i Jugowicach – 43, we Lwowie 36, w Inwałdzie – 35, w Siemianowicach 35, w Borach (Jaworzno) 34, w Bełżcu 22, Domaczewie 27, w Kozach 24 oraz w Kątach (Chrzanów) – 20).
W 1924 roku wyremontowano halę fabryczną w centrum Łodzi, która stała się miejscem zebrań religijnych, odbywających się zarówno w języku polskim, jak i niemieckim. W lipcu 1924 roku na kongresie w Łodzi zgromadziło się 200 osób.
17 sierpnia 1924 roku w Woli Batorskiej koło Krakowa odbyła się konwencja z udziałem około 100 osób m.in. z Poznania, Warszawy, Krakowa, Częstochowy, Jaworzna, Wieliczki i innych miejscowości. Była to jedna z 16 konwencji (zjazdów), które odbyły się w Polsce.
W grudniu 1924 roku, by przeciwdziałać zarysowującemu się podziałowi w zborach, Towarzystwo Strażnica wydelegowało jako swojego przedstawiciela do Polski Wacława Wnorowskiego, który był również na kongresie w Warszawie (25–29 grudnia). W Polsce przebywał od 24 grudnia 1924 roku do połowy września 1925 roku. Rozłam w warszawskim zborze wyraźnie zaznaczył się w okresie Pamiątki 1925 roku. W tym czasie Czesław Kasprzykowski stał się jawnym przeciwnikiem Towarzystwa Strażnica. Związał się on z ruchem LHMM, który w Polsce działa pod nazwą Świecki Ruch Misyjny „Epifania”. W wyniku tego rozdziału Kasprzykowski przekazał Biuro przy ul. Chmielnej 67/4 Wacławowi Wnorowskiemu, działającemu w roli nowego przedstawiciela Towarzystwa Strażnica, natomiast sala zebrań przy ul. Hożej 35 należała do założonego przez Kasprzykowskiego odłamu. Kasprzykowski przejął też zarejestrowane na siebie „Stowarzyszenie Badaczy Pisma Świętego – Grupa II”. W wyniku tego grupa Badaczy Pisma Świętego związana z Towarzystwem Strażnica pozostała bez rejestracji. W 1925 roku W. Wnorowski wygłaszał przemówienia publiczne (m.in. w Łodzi, gdzie starczyło miejsc na ponad 2000, 14 września w Warszawie (ponad 1000 osób) i w innych miejscach w Małopolsce i na Śląsku.
W 1925 roku w województwie białostockim działało działało około 50 głosicieli, w tym w Białymstoku – 25, a w Łomży – 12. 29 października 1924 roku oraz 29 stycznia złożono w Starostwie Powiatowym prośby o rejestrację zboru w Białymstoku.
W roku 1925 zbory w Polsce odwiedził Joseph F. Rutherford wraz z Alexandrem H. Macmillanem, odwiedzili m.in. zbór w Warszawie i Łodzi. Od 15 marca 1925 roku w języku polskim zaczęło się regularnie ukazywać czasopismo „Złoty Wiek” (wcześniej pierwszy numer próbny po polsku ukazał się 10 listopada 1920 roku w Detroit w Stanach Zjednoczonych). W roku 1925 odbyło się 11 konwencji, m.in. w Andrychowie (15, 16 sierpnia; około 250 obecnych), w Królewskiej Hucie (Chorzowie (od 30 sierpnia do 1 września z udziałem ponad 600 osób, na której przemówienie wygłosił Wacław Wnorowski i Ludzik Kuźma) oraz w Plutyczach koło Białegostoku (ponad 100 obecnych). Natomiast w roku 1926 zorganizowano 15 konwencji.
W 1925 roku w Warszawie przy ul. Nowy Zjazd 1 zaczęło funkcjonować krajowe biuro Towarzystwa Strażnica oraz sala zebrań. Po powrocie Wnorowskiego do Stanów Zjednoczonych warszawskim biurem kierował Szwed, którego w następnym roku zastąpił Wacław Narodowicz. Ponieważ Narodowiczowi nie odpowiadała praca biurowa powrócił do wygłaszania wykładów w zborach Badaczy Pisma Świętego. W roku 1927 przybył do Polski Ludwik Kuźma, wydelegowany przez Towarzystwo Strażnica. Uznał on, że potrzebna jest sprawniejsza komunikacja z głównym biurem Towarzystwa.
Paul Balzereit, wysłany z niemieckiego Biura Oddziału, które sprawowało nadzór nad biurem w Polsce, zaproponował objęcie po Narodowiczu kierownictwa nad biurem w Warszawie Wilhelmowi Scheiderowi. Ten wskazał na Edwarda Rüdigera, który przez blisko rok pełnił te obowiązki. Gdy wskutek trudności paszportowych obywatele Niemiec stracili możliwość przyjeżdżania do Polski, bezpośrednią opiekę nad działalnością teokratyczną w Polsce przejęło środkowoeuropejskie biuro Towarzystwa w Bernie, w Szwajcarii. Skierowało ono do Polski w roku 1928 Martina Harbecka, by jeszcze raz poszukać kogoś, kto nadawał by się do usługiwania w charakterze nadzorcy działalności w Polsce. Wtedy też sługą oddziału został Wilhelm Scheider.
W tym czasie Wilhelmowi Scheiderowi swoje pełnomocnictwa do reprezentowania pierwszej grupy Badaczy Pisma Świętego zarejestrowanej przed I wojną światową na mocy reskryptu nr 2167/5 przekazał Całka, który był w 1913 roku upoważniony przez władze carskie. Dzięki temu Badacze Pisma Świętego, związani z Towarzystwem Strażnica ponownie działali legalnie.
W 1927 roku z polecenia Hipolita Oleszyńskiego przyjechał do Polski August Stahn, współpracownik Pastoralnego Instytutu Biblijnego. Rozpoczął on organizowanie w Polsce w jedną całość, luźno działających w zborach grupek opozycjonistów, które z czasem utworzyły zbory Wolnych Badaczy Pisma Świętego. Stało się to przyczynkiem do ostatecznego rozdziału ruchu badackiego w Polsce na zbory lojalne wobec Towarzystwa Strażnica oraz zbory Wolnych Badaczy Pisma Świętego, który to podział nastąpił około roku 1928. Wyciąganie głosicieli ze zborów związanych z Towarzystwem Strażnica czy nawet przeciąganie całych zborów na stronę Wolnych Badaczy Pisma Świętego trwało jeszcze na początku lat 30. W roku 1927 na Pamiątkę śmierci Jezusa Chrystusa przybyło 1101 osób, w tym 76 głosicieli. Odbyło się też kilka zgromadzeń (m.in. w Krakowie, 25, 26 grudnia, około 225 obecnych oraz w Kurdwanowie, 4–7 czerwca).
W roku 1928 w Polsce do 24 zborów związanych z Towarzystwem Strażnica należało 256 głosicieli. Oprócz polskojęzycznych zborów istniały również zbory niemieckojęzyczne m.in. w Łodzi i Pabianicach. W tym samym roku do kraju powrócili głosiciele, którzy przyjęli wierzenia Badaczy Pisma Świętego we Francji, m.in. Teofil Piaskowski, Szczepan Kosiak i Jan Zabuda. W Warszawie odbyła się konwencja generalna, a jeden dzień został przeznaczony na służbę kaznodziejską.
W roku 1929 działało w Polsce 40 zborów oraz 40 mniejszych grup, odbyło się również 5 zgromadzeń. Działało 30 kolporterów. W 1930 roku funkcjonowało 55 zborów oraz 25 mniejszych grup, działalność prowadziło również 30 kolporterów. Oprócz literatury w języku polskim rozprowadzano też literaturę głównie w języku niemieckim, rosyjskim i ukraińskim. W konwencji w Warszawie, która odbyła się w dniach 7–9 czerwca 1930 roku w sali przy ul. Nowy Zjazd 1, uczestniczyło ponad 300 osób, a ochrzczono 52. Obecni byli delegaci z całej Polski oraz zagraniczni przedstawiciele Towarzystwa Strażnica (m.in. Łabuszewski z Berlina oraz Martin Harbeck z Biura Europejskiego w Szwajcarii). W programie konwencji była również prowadzona działalność kaznodziejska na terenie Warszawy, w której uczestniczyło 142 głosicieli.
Po okresie podziałów w zborach Badaczy Pisma Świętego w Polsce jakie nastąpiły w latach dwudziestych, 6 kwietnia 1931 roku na zjeździe w Łodzi delegaci z poszczególnych około 70 zborów z całej Polski oraz z Wolnego Miasta Gdańska przyjęli statut organizacyjny. Zgodnie z przyjętym statutem siedziba związku mieściła się w Łodzi, a obszar jego działania objął całą Polskę wraz z Wolnym Miastem Gdańsk. W celu odróżnienia od innych grup badackich, działających wówczas w Polsce w statucie przyjęto też nazwę „Zjednoczenie Badaczy Pisma Świętego”, którą nie posługiwano się jednak zbyt długo.
W latach trzydziestych na terenie Galicji i Wołynia nadzorcą podróżującym został Ludwik Kinicki. Pochodził on z Czortkowa skąd jego rodzina wyemigrowała do Stanów Zjednoczonych. Tam zetknął się z Badaczami Pisma Świętego i wrócił w rodzinne strony by prowadzić działalność kaznodziejską. W okresie międzywojennym bardzo szybko przybywało Świadków Jehowy w szczególnie takich miastach jak Warszawa, Kraków, Łódź, Poznań, chociaż wzrost odnotowywano również w mniejszych miastach i na terenach wiejskich. Liczba zborów wzrosła z 24 w 1928 roku do 55 w 1930 roku.

#### Procesy sądowe
W latach 20. i 30. XX wieku bardzo częste stało się szkalowanie Badaczy Pisma Świętego za pośrednictwem prasy przez stronę kościelną. Najczęściej posługiwano się pomówieniami o związkach Badaczy z komunizmem. Franciszkanin Maksymilian M. Kolbe w piśmie „Rycerz Niepokalanej” w roku 1923 pisał: „Badacze zaś Pisma św. są (...) niczem innem, jak tylko zamaskowanym bolszewizmem ze wszystkiemi obietnicami talmudystycznymi”, a także zarzucał im zjednywanie wyznawców „grubymi dolarami”. Często też wytaczano poszczególnym osobom procesy o rzekome bluźnierstwa, których jakoby mieli się dopuszczać.
Przykładem takiego procesu była sprawa w 1933 roku w Chojnicach, w której pionierowi Świadków Jehowy, Janowi Śmieszko zarzucono dopuszczenie się bluźnierstw za pomocą druków. W roli eksperta katolickiego wystąpił doktor teologii, ksiądz Franciszek Jank, a w roli biegłego z ramienia Towarzystwa Strażnica Wilhelm Scheider. W trakcie rozprawy sądowej rozpatrywano takie zagadnienia jak nieśmiertelność duszy, wieczne męki i czyściec. Rozprawa ta zakończyła się uniewinnieniem Śmieszki.
Z kolei w roku 1931 Świadkowie Jehowy wytoczyli proces krakowskiemu „Ilustrowanemu Kurierowi Codziennemu”, który pisał, że Świadkowie Jehowy to w rzeczywistości zakonspirowani komuniści, śpiewają pieśni bolszewickie, a szkoleni są na terenie Związku Radzieckiego i stamtąd są opłacani. 10 maja 1932 roku redaktor naczelny pisma Jan Stankiewicz został skazany sądownie.
W wydanej w 1927 roku książce „Sekty żydujące w Polsce” jezuita Mieczysław Skrudlik pisał o Badaczach Pisma Świętego jako o ugrupowaniu o koncepcjach społeczno-politycznych „na wskroś antypaństwowych”, które miało tworzyć na terenie kraju siedliska „bolszewizmu, komunizmu i anarchii” oraz miało dążyć do zniszczenia istniejącego ustroju państwowego i zachwiania fundamentami polskiej państwowości. Zdaniem jezuity Badacze Pisma Świętego mieli poprzez „propagowanie wolnej miłości ze wszystkimi jej następstwami” stanowić szczególne niebezpieczeństwo dla rodzin. Książkę tę 6 czerwca 1927 roku autor wysłał na ręce arcybiskupa Augusta Hlonda. Opublikował też kilka broszur o podobnej treści. Pozwany do sądu, Skrudlik trzykrotnie wnosił o odroczenie rozprawy ze względu na stan zdrowia, a później po kilku zmianach miejsca zamieszkania stał się dla sądu nieuchwytny.
W roku 1933 było około 100 wypadków zatrzymania Świadków Jehowy przez policję, a w roku 1935 już ponad 3000. Zanotowano też kilkadziesiąt wypadków ciężkiego pobicia przez tłum. Większość tych zajść zostawała umarzana. Kilku prawników była gotowa bronić Świadków Jehowy w sprawach sądowych. Dla przeciwdziałania zarzutom o rzekomy handel domokrążny zaczęto wydawać legitymacje upoważniające do pracy ewangelizacyjnej. Sporządzano je w oparciu o przepisy o wolności sumienia i wyznania.

#### Historia działalności naKresach Wschodnich
Działalność na terenie województwa nowogródzkiego oraz w południowej części powiatu oszmiańskiego, a także w województwa poleskiego na terenie powiatu brzeskiego (Domaczewo), na wschodnich krańcach województwa białostockiego na terenie powiatu wołkowyskiego (Dziaki, Frankowo) rozpoczęto na początku lat 20. XX wieku, a w kolejnym dziesięcioleciu m.in. w powiecie baranowickim, powiecie lidzkim, powiecie stołpeckim i Grodnie.
Działalność wśród polskojęzycznej ludności Wileńszczyzny rozpoczęto na początku lat 20. XX wieku, a w latach 30. XX wieku w powiecie brasławskim.
Działalność na terenach Galicji Wschodniej rozpoczęto co najmniej w pierwszej dekadzie XX wieku. W połowie lat 20. XX wieku zbory działały na terenie województw lwowskiego, stanisławowskiego, tarnopolskiego i wołyńskiego (m.in. we Lwowie, w Borysławiu, Bystrzycy, Czeskim Boratynie, Gnilczy, Jabłonce, Pawłowie, Podhajcach, Uhryńkowcach i Złotym Potoku).

#### Działalność na terenach należących w tamtym czasie doCesarstwa Niemieckiego
Pierwsze udokumentowane relacje o działalności w Poznaniu pochodzą z 1904 roku. Jeszcze przed rokiem 1918 w wyłoniła się grupa osób studiujących tomy Wykładów Pisma Świętego C.T. Russella w języku polskim, która utworzyła pierwszy zbór w tym mieście. Zborowi temu do 1922 roku przewodził Teofil Szmidt, a po jego wyprowadzce z Poznania przybyły z Warszawy Władysław Kącki, który na swój koszt wynajmował salę przy ul. Górna Wilda, gdzie wygłaszał wykłady. W 1922 roku zbór ten liczył około 20 członków. Powstały również zbory polskojęzyczne w innych miejscowościach Wielkopolski.
W roku 1906 w Szczecinie działał zbór niemieckojęzyczny. W kolejnych latach zbory w tym języku powstały również w innych miejscowościach tamtego regionu. Pierwszy kongres w Szczecinie odbył się 23 maja 1915 roku, a w kolejnych latach zorganizowano go również w Stargardzie i Goleniowie.
Działalność na Kujawach zapoczątkowano na początku XX wieku. W 1906 roku w Bydgoszczy działał niewielki zbór niemieckojęzyczny. W kolejnych latach zbory w tym języku powstały m.in. w Chełmnie, Dworzysku, Grudziądzu, Kłódce, Strzelnie i Toruniu.
Na Dolnym Śląsku w 1906 roku niemieckojęzyczne zbory działały we Wrocławiu, w Legnicy, Borowie, Świebodzicach, Zgorzelcu i Bielawie, a w kolejnych latach powstały w innych miejscowościach. W 1910 roku we Wrocławiu, na wykładach było dwukrotnie co najmniej 1000 osób. W 1913 roku zorganizowano działalność kaznodziejską w 20 miastach i okolicach.
Jedna z pierwszych opublikowanych informacji z obecnego terenu Warmii i Mazur pochodzi z roku 1906. Początkowo działalność rozwijała się na terenie obecnego powiatu szczycieńskiego i węgorzewskiego. 11 maja 1913 roku w Szczytnie zorganizowano pierwsze w Prusach Wschodnich niemieckojęzyczne zgromadzenie.
Pierwsze wzmianki o działalności w Gdańsku pochodzą z 1907 roku. W lipcu 1910 roku w Gdańsku i Słupsku istniały już niewielkie zbory niemieckojęzyczne. W kwietniu 1914 roku grupa w Gdańsku liczyła 30 członków i sympatyków. Od roku 1917 gdański zbór zgromadzał się w mieszkaniu rodziny Ruhnauów. Do roku 1925 liczba jego członków wzrosła do 196 aktywnych głosicieli i sympatyków. Powstawały również zbory poza Gdańskiem. Zgromadzenia odbywały się w Gdańsku i Słupsku.
W roku 1913 niemieckie Biuro Oddziału wysłało barona Nikolausa von Tornowa w trzy podróże misyjne, w których uczestniczyło około 10 osób. Grupa ta rozpowszechniała traktaty oraz zapraszała okoliczną ludność na wykłady wygłaszane przez Bernharda Buchholza. Sale, w których wygłaszano wykłady, zawsze były przepełnione, a następny dzień poświęcano na odwiedzanie ludzi. Trzecia podróż tej grupy prowadziła aż pod ówczesną granicę niemiecko-rosyjską, dzięki czemu dotarła ona do niemieckojęzycznej ludności mieszkającej na terenie zaboru pruskiego.
W 1906 roku działalność prowadzono na terenie Łużyc Dolnych, a na początku lat 20. XX wieku na Górnym Śląsku.

#### „Złoty Wiek”

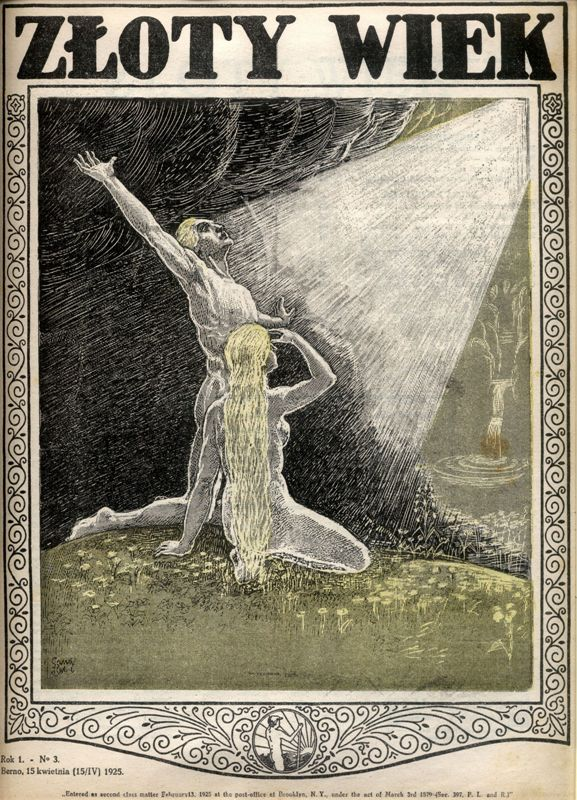
„Złoty Wiek” z 15 kwietnia 1925
(1925 nr 3)

Pierwszy numer próbny czasopisma „Złoty Wiek” (obecnie „Przebudźcie się!”) w języku polskim ukazał się w Detroit w Stanach Zjednoczonych 10 listopada 1920 roku. Regularnie zaczęło się ukazywać od 15 marca 1925 roku, a jego tłumaczem był Edward Rüdiger. Do roku 1933 czasopismo to było drukowane w Szwajcarii i sprowadzane do Polski. Przez krótki czas „Złoty Wiek” był dostępny również w sprzedaży w kioskach ulicznych wraz z prasą światową i szeroko reklamowany na ulicach Warszawy i Łodzi. Ponieważ czasopismo to zdaniem strony kościelnej podważało doktryny i autorytet Kościoła katolickiego, strona kościelna wywierała presję na władze by uniemożliwić jego wydawanie. W 1929 roku dwóch arcybiskupów wystosowało petycję, wnoszącą o zakaz wydawania czasopisma „Złoty Wiek” w języku polskim.
24 października 1929 roku Felicjan Sławoj Składkowski minister spraw wewnętrznych cofnął debit pocztowy na sprowadzanie czasopisma „Złoty Wiek” w języku polskim ze Szwajcarii. Po kilku tygodniach musiał zrezygnować ze stanowiska, a jego następca Henryk Józewski 22 stycznia 1930 roku ponownie zezwolił na sprowadzenie czasopisma i rozsyłanie go pocztą. Gdy w 1933 roku uniemożliwiono sprowadzanie „Złotego Wieku” ze Szwajcarii, zaczęto drukować czasopismo w Łodzi. Kilkakrotnie jednak zmieniano wydawców, gdyż strona kościelna wywierała na nich presję by zaprzestali wydawania pisma. Po licznych konfiskatach czasopisma zarządzonych przez urząd cenzury doszło do zakazu publikacji „Złotego Wieku”. Po wniesionej apelacji wydawano „Złoty Wiek” aż do czasu wydania decyzji o nieodwołalnym zakazie wydawania czasopisma. Augustyn Raczek odpowiedzialny za wydawanie „Złotego Wieku” został skazany na 15 miesięcy więzienia.

„Nowy Dzień” (15 listopada 1936) ujawniający zbrodnie dokonywane przez III Rzeszę

Ostatni numer „Złotego Wieku” ukazał się 1 września 1936 roku. Jednak w miejsce tego czasopisma 1 października 1936 roku zaczęto w Warszawie wydawać czasopismo pod tytułem „Nowy Dzień”. Miało ono taki sam charakter jak „Złoty Wiek”. Ukazywało się ono do samego wybuchu II wojny światowej. Redaktorem nowego czasopisma został Ludwik Kinicki.
Krótko po zakazie wydawania polskiej edycji „Złotego Wieku” cofnięto debit pocztowy dla „Das Goldene Zeitalter” (niemieckiego wydania „Złotego Wieku”). 18 października 1937 roku Łódzki Sąd Okręgowy pierwszej instancji skazał Wilhelma Scheidera, nadzorcę Biura Oddziału w Łodzi na 18 miesięcy więzienia z powodu sprowadzenia trzech wydań niemieckiego czasopisma „Das Goldene Zeitalter”. Na rozprawie apelacyjnej adwokat prosił o łagodniejszy wyrok w zawieszeniu, a Sąd Apelacyjny w Warszawie wydał wyrok uniewinniający i zarządził zwrot skonfiskowanych egzemplarzy czasopism argumentując, że „pismo to nie nosi charakteru lżenia i wyszydzania dogmatów i wierzeń chrześcijaństwa, lecz jest popartą cytatami z Pisma Świętego polemiką religijną”.

#### Nazwa Świadkowie Jehowy
W lipcu 1931 roku w Columbus w stanie Ohio zorganizowano międzynarodowe zgromadzenie, którego część była transmitowana przez rozgłośnię radiową WBBR oraz 450 stacji radiowych w Ameryce Północnej, Australii i Europie. Na zgromadzeniu tym Badacze Pisma Świętego związani z Towarzystwem Strażnica przyjęli nazwę Świadkowie Jehowy. W Polsce program kongresowy poprzez Magdeburg retransmitowano na zgromadzeniu w Łodzi. Również na łamach „Strażnicy” podano biblijną nazwę jaką przyjęli Badacze Pisma Świętego na zgromadzeniu w Columbus. Zaczęto wówczas posługiwać się nazwą „Świadkowie Jehowy (Badacze Pisma Świętego)” i zastępować nazwę Badacze Pisma Świętego. W Starym Teatrze w Krakowie wygłaszono przemówienia biblijne w esperanto. W roku 1931 w kraju w działalności kaznodziejskiej brało udział 500 głosicieli, a w roku 1932 już 600. W tym też roku stałą siedzibą Towarzystwa Strażnica został budynek przy ul. Rzgowskiej 24 w Łodzi.
Z powodu nietolerancji religijnej od 1933 roku ataki grup ludności, napuszczanych przez duchownych na Świadków Jehowy stały się bardzo częste. W tym samym roku odnotowano też około 100 przypadków zatrzymań głosicieli przez policję. W 1935 roku dokonano ponad 3000 zatrzymań Świadków Jehowy oraz 41 ciężkich pobić. Choć sprawy pobić czy niszczenia mienia Świadków Jehowy były zgłaszane do sądów, to wiele z nich kończyło się umorzeniem postępowania lub wydaniem wyroku uniewinniającego, a rzadko na ławie oskarżonych stawiano rzeczywistych inicjatorów zajść. Mimo rosnącego sprzeciwu liczebność Świadków Jehowy ciągle wzrastała. W roku 1933 wyniosła 508, rok później wzrosła do 969 głosicieli. W 1935 roku na skutek dekretu władz francuskich 280 głosicieli polskiego pochodzenia powróciło z Francji do Polski. Liczba głosicieli wyniosła 1090.
Rządowe represje wobec Świadków Jehowy rozpoczęły się w roku 1936. Odnotowano w tym roku 68 aktów pobicia Świadków Jehowy. Przeciw Świadkom wniesiono 327 spraw sądowych, z czego 73 sprawy zostały rozstrzygnięte na ich korzyść, a większość spraw oddalono. W 8 wypadkach wydano wyrok skazujący z powodu rzekomego dopuszczenia się „bluźnierstw wobec Boga”. Tygodnik „Samoobrona Narodu” nr 30 z 26 lipca 1936 roku opublikował apel pewnego księdza: „Trzeba więc przy każdej okazji i sposobności wytaczać działaczom Badaczy sprawy karne. Trzeba, aby każda gmina, każda parafia w Polsce zwróciła się do Prezydenta Rzeczypospolitej, do Premiera do Ministra Wyznań Religijnych i Oświecenia Publicznego i Spraw Wewnętrznych, do Sejmu i Senatorów z żądaniem rozwiązania w Polsce sekty, organizacji czy jak to nazwać Badaczy”.
W roku 1937 minister spraw wewnętrznych zakazał wydawania „Strażnicy”, którą zaczęto wydawać nieoficjalnie. W tym samym roku Akcja Katolicka przeprowadziła 75 napadów na Świadków Jehowy, 2 osoby zamordowano. Ponadto odnotowano 108 przypadków zatrzymań przez policję i 263 rozprawy sądowe wytoczone Świadkom Jehowy. Spośród 170 spraw zamkniętych jeszcze w tym samym roku, 99 zakończyło się uniewinnieniem Świadków, a 71 wyrokiem skazującym. Zarządzono również 129 konfiskat literatury, lecz w 99 przypadkach Świadkowie Jehowy wywalczyli jej zwrot.
W miesiącu Pamiątki 1937 roku liczba głosicieli wyniosła 1040 osób skupionych w 121 zborach. 22 marca 1938 roku obłożono zakazem działalność Świadków Jehowy w Polsce. Tego samego dnia władze opieczętowały magazyny biura w Łodzi – rozpoczął się okres działalności konspiracyjnej. W miesięczniku „Jutrzenka Białostocka” w maju 1938 roku, ks. Adam Abramowicz pisał: „A więc nareszcie władze uwzględniły nasze żądanie. Od pięciu lat bowiem demaskowaliśmy stale łajdacką robotę „badaczy”, a nawet wydawaliśmy broszurę pt. „Badacze i rozbijacze Kościoła i Państwa Polskiego za żydowskie pieniądze”, w której dokładnie oświetliliśmy krecią robotę tej sekty”. W maju 1939 roku Świadkowie Jehowy odwołali się do Ministerstwa Wyznań Religijnych i Oświecenia Publicznego, które 5 czerwca podtrzymało decyzję najpierw Starostwa Grodzkiego Łódzkiego, a potem Wojewody Łódzkiego, o rozwiązaniu tego związku religijnego. W 1939 roku, na krótko przed wybuchem II wojny światowej, jedna z ostatnich małych konwencji odbyła się w Kostuninie, w powiecie Chełm. Było na niej obecnych około sześćdziesiąt osób.

### Okres II wojny światowej

#### Sytuacja w różnych regionach kraju
W ostatnim odnotowanym miesiącu przed II wojną światową było w Polsce 1039 głosicieli (około 140, czyli ponad 13% mieszkało w miejscowości Wisła). Około połowa głosicieli w tym okresie miała korzenie ukraińskie. Po zajęciu Polski przez Niemcy kraj został podzielony na trzy rejony, a w każdym z nich dla Świadków zapanowały inne warunki.
Na zachodzie kraju, włączonym bezpośrednio do Rzeszy, Gestapo aresztowało każdego, kto był znany jako Świadek Jehowy. Aresztowano nawet za posiadanie pojedynczego egzemplarza „Strażnicy”. Wielu zginęło w hitlerowskich obozach koncentracyjnych. Ci, którzy uniknęli aresztowania, spotykali się w niewielkich grupkach po 2–3 rodziny, a publikacje, które otrzymywali najczęściej od niemieckich współwyznawców, powielali lub przepisywali ręcznie.
Na terenach Generalnego Gubernatorstwa z Warszawą, Krakowem, Lublinem, a potem również ze Lwowem, matryce woskowe „Strażnicy” przygotowywano w Warszawie, a odpowiedzialni za poszczególne strefy (obwody) dbali o ich powielenie na swoim terenie. Wcześniej artykuły ze „Strażnicy” przewożono konspiracyjnie najczęściej z Niemiec. Miały postać listów (rękopisów). Następnie je tłumaczono. W grudniu 1942 roku hitlerowcy odkryli warszawską drukarnię, a jej pracowników: Stefana Milewskiego i Jana Gontkiewicza, wysłano do obozu koncentracyjnego Majdanek, a następnie do obozu Buchenwald. Po nich nadzorowaniem działalności i powielaniem publikacji na tym obszarze zajmował się Ludwik Kinicki – aresztowany w 1944 roku, zmarł pod koniec tego roku w obozie koncentracyjnym Mauthausen-Gusen. W wioskach – głównie w Lubelskiem – w czasie wojny podjęto na nowo działalność kaznodziejską od domu do domu. W Warszawie nadal prowadzono regularną nieoficjalną działalność kaznodziejską. Pod przykrywką sprzedawców, chodzono od domu do domu. Kiedy zauważono zainteresowanie, udostępniano publikacje biblijne. Następnie po kilku kontaktach, zainteresowanych łączono w grupy po 5–10 osób z którymi prowadzono bezpłatne studia biblijne. Trwało to aż do wybuchu powstania warszawskiego w 1944 roku. Podobną metodę stosowali posiadacze riksz, którzy prowadzili taką działalność wśród pasażerów oraz sprzedawcy płodów rolnych na targowiskach.
We wrześniu 1939 roku Związek Radziecki zajął wschodnie tereny Polski, wskutek czego blisko połowa głosicieli w kraju – głównie narodowości polskiej i ukraińskiej, ale także żydowskiej i rosyjskiej – została odcięta od współwyznawców w kraju. Świadkowie Jehowy z tych rejonów odmawiali wstąpienia do Armii Czerwonej, z tego powodu zostali osadzani w więzieniach; Niektórzy z rejonu Białegostoku zostali deportowani na Syberię. Odmawiali również udziału w zbrodniach podczas rzezi wołyńskiej (np. w 1943 roku w Kałusowie) W 1943 roku upowcy zamordowali w okolicy wsi Kąty/Kuty 16 Świadków Jehowy, głównie dzieci.
Już na początku II wojny światowej Świadkowie Jehowy utracili wszelką możliwość kontaktu z Biurem Oddziału w Bernie sprawującym wówczas nadzór nad działalnością. Jednak na przełomie 1940 i 1941 roku niemieckiemu Świadkowi Jehowy Fritzowi Otto z Łodzi udawało się otrzymywać z Poznania, Bydgoszczy i Gdańska nieregularną zaszyfrowaną korespondencję.
W okresie II wojny światowej „Strażnica” była powielana lub przepisywana ręcznie i rozprowadzana konspiracyjnie z zachowaniem najwyższej ostrożności ponieważ w niektórych wypadkach za posiadanie zaledwie jednego egzemplarza czasopisma groziło umieszczenie w obozie koncentracyjnym. W latach 1940–1944 powielana „Strażnica” miała postać luźnych kartek formatu A-4. Materiał tak komponowano, by na jednym arkuszu papieru zawierała się zamknięta całość pochodząca z bieżącego numeru. W ten sposób jeden egzemplarz czasopisma trafiał równocześnie do kilku czytelników. Dodatkowo w przypadku rewizji taki sposób wydania nie powodował utraty całego numeru, a tylko pojedynczych kartek.

#### „Nowy Ład”
W 1941 roku na terenach zajętych przez Związek Radziecki nie było żadnej łączności z resztą kraju ani z Biurem Oddziału w Bernie. W tej sytuacji Stanisław Burak ze Lwowa, który wcześniej odwiedzał zbory na tym terenie pociągnął za sobą niektórych głosicieli i starszych oraz doprowadził do wprowadzenia na tym obszarze swoistego ruchu nazwanego „Nowy Ład”. Od zboru do zboru wysyłano „duchowe małżeństwa”, składające się ze zdolnego mężczyzny i kobiety celem pozyskiwania zborów dla „Nowego Ładu”. Pod jego wpływem przez około trzy miesiące znalazła się pewna liczba zborów od Lwowa po Lubelszczyznę, próbowano też przejąć zbór w Warszawie.
Grupa ta całkowicie odrzuciła publikacje Towarzystwa Strażnica, a nawet postanowiła je niszczyć. Zalecono czytać wyłącznie Dzieje Apostolskie oraz postanowiono żyć w komunie i w bezwzględnym posłuszeństwie przełożonym.
Grupie w Białymstoku przewodził Józef Rogiński, który wprowadził swoją własną interpretację wydarzeń. Po zajęciu miasta przez Niemców, w sierpniu 1941 roku uznał on, że jest to początek Armagedonu, III Rzesza upadnie i zaraz nastanie Królestwo Boże. Wysłał swoich zwolenników, by z wieży ratusza zdjęli flagę ze swastyką, a na jej miejsce zatknęli białą chorągiew. Równolegle do urządzonej w ratuszu niemieckiej komendy wojskowej, wysłał delegację z poleceniem, by wezwała władze niemieckie do poddania się przed Królestwem Bożym. Komendant i inni oficerowie uznali to za głupi żart, a tych ludzi za pomylonych i zareagowali śmiechem. Gdy jednak usłyszeli strzały strażników do tych, którzy zdjęli swastykę z wieży i zakładali białą flagę wtedy całą delegację aresztowano i wywieziono. Wypuszczono tylko jedną ciężarną kobietę, a 26 osób straciło życie. Zostali zastrzeleni w Grabówce. Po tym zdarzeniu „Nowy Ład” upadł, a jego członkowie powrócili do zborów oraz do studiowania Biblii i korzystania z publikacji biblijnych.

#### Represje wobec Świadków Jehowy
Przyczyny umieszczania Świadków Jehowy w obozach koncentracyjnych były różne i zależne od regionu kraju. Najczęstszym powodem był udział w działalności kaznodziejskiej, organizowanie zebrań religijnych lub udział w nich, powielanie i przemyt literatury biblijnej. Na terenach bezpośrednio wcielonych do III Rzeszy głównym, bezpośrednim powodem aresztowania i represji wobec Świadków Jehowy była odmowa pracy w organizacji Todt bądź służby w Wehrmachcie. Inni zostali aresztowani w wyniku donosów lub zdrady. W niektórych wypadkach wystarczała już sama przynależność do Świadków Jehowy bądź też posiadanie jednego egzemplarza „Strażnicy”. Zdarzały się też aresztowania zupełnie przypadkowe.
Znanych jest co najmniej 854 Świadków Jehowy, którzy padli ofiarą hitlerowskich prześladowań i byli związani z Polską. Z tej grupy co najmniej 703 osoby posiadały polskie obywatelstwo, a 20 osób prawdopodobnie było Polakami. Spośród 703 polskich Świadków Jehowy przez jakiś czas więziono co najmniej 648 osób, w tym 143 dzieci. Z grupy uwięzionych Świadków Jehowy co najmniej 508 osób zesłano do obozów koncentracyjnych. Spośród nich co najmniej 178 osób straciło życie w wyniku hitlerowskich prześladowań. Co najmniej 174 osoby zmarły w więzieniach lub w obozach, w tym w 34 przypadkach wykonano egzekucję, jedna osoba zmarła w wyniku warunków uwięzienia, a trzy osoby zostały zamordowane na wolności. Statystyka ta nie uwzględnia Wolnego Miasta Gdańsk, w którym przez pewien czas w okresie międzywojennym działało niewielkie biuro Towarzystwa Strażnica przy Jakobsneugasse 7, kierowane przez Ewalda Niehußa.

#### Sytuacja w niektórych zborach
W liczonym oddzielnie Wolnym Mieście Gdańsk na 175 Świadków Jehowy było 168 Niemców, 6 Niemców lub Polaków i 1 osoba o nieustalonej narodowości. Spośród nich przez jakiś czas więziono 151 osób, w tym 18 dzieci. Z grupy uwięzionych gdańskich Świadków Jehowy 33 osoby zesłano do obozów koncentracyjnych (np. do obozu Sachsenhausen). Spośród nich 12 osób straciło życie w wyniku prześladowań nazistowskich. 9 osób zmarło w więzieniach lub w obozach, w tym w 5 przypadkach wykonano egzekucję, a 3 osoby zmarły w wyniku warunków uwięzienia. Ogółem represje dotknęły 175 gdańskich Świadków Jehowy.
Do obozów trafiło 69 głosicieli z Poznania, spośród których 22 osoby zginęły. Zostali oni wydani 6 i 7 maja 1942 roku przez gestapowca, który udając sympatyka Świadków Jehowy, dostał się do poznańskiego zboru, studiował Biblię, dał się ochrzcić i wywiedział się o adresy zamieszkania jego członków. Na zebraniu członków zboru przebrał się za kobietę w woalce by sprawdzić czy wszyscy są już obecni, po czym wyszedł i powrócił na zebranie już w mundurze SS. Ponieważ zebrania organizowano dla dwóch lub trzech rodzin inni członkowie zboru byli zabierani ze swoich domów późnym wieczorem lub następnego dnia rano. Aresztowano wówczas ponad 70 osób, które zostały przewiezione na przesłuchanie do Domu Żołnierza przy ul. Niezłomnych, a następnie trafiły do Fortu VII w Poznaniu. Następną akcję gestapo przeprowadziło w maju 1943 roku, jednak nie miała już ona takiego zasięgu.
Ze zboru w Wiśle 53 głosicieli wysłano do obozów koncentracyjnych (głównie do Auschwitz-Birkenau) lub do przymusowej pracy w kopalniach czy też kamieniołomach na terenie Polski, Niemiec i Czech – 38 osób spośród nich zginęło. Dla wiślackich Świadków Jehowy bezpośrednim powodem aresztowania i represji była odmowa pracy w organizacji Todt bądź służby w Wehrmachcie. Ogółem represjom podano 83 wiślackich głosicieli, zainteresowanych oraz ich dzieci. 15 lipca 1943 roku 10 dzieci Świadków Jehowy z okolic Wisły, których rodzice odmówili podpisania Volkslisty (niemieckiej listy narodowościowej), odebrano rodzicom, po selekcji w Auschwitz, umieszczono je w niemieckim nazistowskim obozie dla polskich dzieci w Łodzi (Kinder-KL Litzmannstadt).
W zborze wiejskim do którego należała grupa głosicieli ze wsi Grabowa doszło do donosu, w wyniku którego grupa ta trafiła do obozu koncentracyjnego Auschwitz. W trakcie wizyt duszpasterskich, które ksiądz Teofil Banach z parafii Niegowonice przeprowadzał we wsi Grabowa, duchowny ten wstąpił też do domu Świadków Jehowy. W trakcie rozmowy z domownikami wpadł w furię krzycząc m.in. „Ja was wszystkich heretyków Badaczy przez komin przepuszczę i wreszcie zrobię porządek w parafii”. Tego samego dnia podczas dalszych wizyt kilka domów dalej postanowiono o wydaniu „heretyków” w ręce Gestapo. Na liście sporządzonej przez księdza znalazło się osiem nazwisk. Na skutek tego donosu jakiś czas później Gestapo wraz z żandarmerią 10 maja 1941 roku urządziło obławę i aresztowało 11 Świadków Jehowy w Grabowej, w tym wszystkie osoby znajdujące się na sporządzonej przez księdza liście. Wszyscy w krótkim czasie zginęli w KL Auschwitz. Nie był to odosobniony przypadek.
Hitlerowcy represjonowali około 24 Świadków Jehowy z Łodzi. Część z nich aresztowano i więziono na terenie miasta, ale zdecydowanie większą część wywieziono do różnych obozów koncentracyjnych, w tym do Auschwitz, gdzie niektórzy ponieśli śmierć.
W regionie krakowskim hitlerowcy represjonowali co najmniej 23 Świadków Jehowy. Część z nich aresztowano i więziono najpierw na terenie Krakowa – w Więzieniu Montelupich, a później wywieziono ich do obozu Auschwitz.

#### Świadkowie Jehowy w obozach koncentracyjnych
- Auschwitz-Birkenau

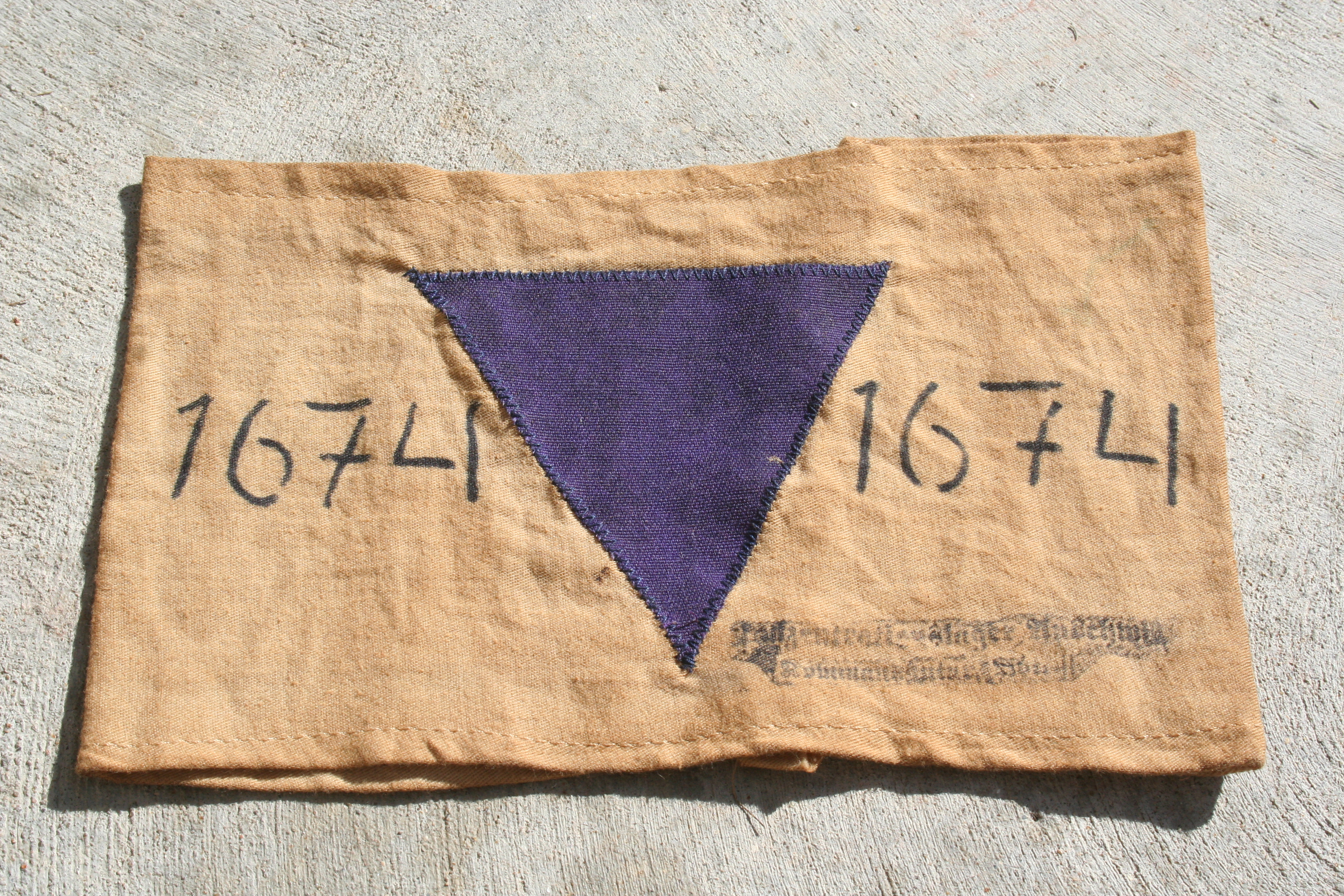
Znak fioletowego trójkąta, jaki nosili Świadkowie Jehowy w hitlerowskich obozach koncentracyjnych od roku 1937

W ciągu blisko 5 lat istnienia obozu Auschwitz-Birkenau osadzono w nim przeszło 400 Świadków Jehowy. Wśród nich było co najmniej: 193 Polaków, 126 Niemców, 21 Austriaków, 21 Holendrów, 12 Francuzów, 4 Czechów, 4 Jugosłowian, 3 Ukraińców, 2 Rosjan, 3 Węgierki, 1 Luksemburczyk, 1 osoba z terenów ZSRR oraz 28 osób o nieustalonej narodowości. Prawie 40% osadzonych w nim Świadków Jehowy straciło życie (co najmniej 152). Świadkowie Jehowy należeli do jednych z pierwszych więźniów tego obozu. Pomimo grożących konsekwencji w obozie organizowano nielegalnie spotkania religijne, także dla więźniów zainteresowanych poznawaniem Biblii. Zdarzały się pojedyncze przypadki, w których więźniowie różnych narodowości właśnie w obozach zostali Świadkami Jehowy. W jednym czasie w KL Auschwitz mogło przebywać przynajmniej kilkudziesięciu więźniów Świadków Jehowy, naziści starali się jednak, aby w jednym bloku trzymać nie więcej niż 2–3 Świadków Jehowy, by nie mogli przekazywać swoich nauk innym osadzonym. Co wieczór zbierali się przed apelem przy bloku 15 na terenie Auschwitz, gdzie dodawali sobie otuchy, modlili się, śpiewali pieśni i omawiali fragmenty Pisma Świętego. Pomagali sobie materialnie, m.in. dzielili się żywnością i lekarstwami. Zgodnie z zasadami swojej wiary nie uczestniczyli w jakiejkolwiek formy oporu, zachowując apolityczność. W 1941 roku komendant obozu Heinrich Himmler osobiście nakłaniał wyznawców do podpisania oświadczenia o wyrzeczeniu się wiary, jednak nikt tego nie uczynił.
30 września 1942 roku Rudolf Höss wydał zezwolenie na zatrudnianie kobiet będących Świadkami Jehowy w domach rodzin SS, w charakterze pomocy domowych (u niego pracowały Sophie Stippel i Gertrud Blask). W maju 1943 roku pracowało tak 99 więźniarek. Dołączyły do nich z kolejnych transportów (również Polki z fioletowymi trójkątami) Straże nazywały je „biblijnymi pszczołami” lub „biblijnymi gąsienicami”. Höss stwierdził: „Mimo swej mniej lub bardziej fanatycznej postawy były bardzo pożądanym elementem. Pracowały one przeważnie w gospodarstwach domowych wielodzietnych rodzinach, w domu SS-manów, a nawet w kasynie oficerskim SS jako personel obsługujący, głównie zaś w rolnictwie, jak np. na farmie drobiu w Harmężach oraz na różnych folwarkach obozowych”. Dzięki pracy poza obozem więźniarki zdobywały publikacje Świadków Jehowy i potajemnie przemycały je do obozu. Na farmie w Harmężach więźniarki będące Świadkami Jehowy gotowały dla grupy więźniarek. Podobnie jak mężczyźni, również kobiety, będące Świadkami Jehowy cieszyły się dobra opinia, zwłaszcza Niemki, które stanowiły przeciwieństwo znanych z okrucieństwa więźniarek funkcyjnych tej narodowości. Więźniarki pracujące bez dozoru, często na zewnątrz przekazywały informacje o sytuacji w obozie. Pocieszały też inne osoby (w tym Żydówki), które czekały na karę śmierci.
Spośród przeszło 400 Świadków Jehowy uwięzionych w Auschwitz-Birkenau co najmniej 194 osoby wywieziono do kolejnych obozów koncentracyjnych, 146 zmarło w obozie, 10 zwolniono z obozu, 7 doczekało wyzwolenia, 2 zmarły w transporcie ewakuacyjnym, 1 zmarła zaraz po wyzwoleniu, a dla 44 osób nie udało się ustalić ich dalszych losów. Prof. Christine King, napisała: „Im bardziej byli uciskani, tym mocniej zwierali szeregi, a ich opór nabierał twardości diamentu”.
- Groß-Rosen

W obozie koncentracyjnym Groß-Rosen uwięziono co najmniej 109 Świadków Jehowy, w tym 74 Polaków, 25 Niemców, 4 Austriaków, 1 Luksemburczyk, 1 Czech, 1 Holender oraz 3 osoby o narodowości nieustalonej. Na obecnym terenie Polski Świadkowie Jehowy umieszczeni w Groß-Rosen w większości pochodzili z miejscowości i mniejszych miast położonych w środkowej Polsce, na Śląsku, w Małopolsce i Wielkopolsce. Z dużych miast pochodziła mniejszość uwięzionych: z Łodzi 6 osób, z Gdańska 2, z Koszalina 1, z Bydgoszczy 1, z Poznania 1, i 1 ze Środy Wielkopolskiej. 43 więźniarki przeniesiono do KL Gross-Rosen dopiero w 1945 roku w transportach ewakuacyjnych (42 z KL Auschwitz, a 1 z KL Ravensbrück).
- KL Lublin

W obozie KL Lublin uwięziono co najmniej 57 Świadków Jehowy, w tym 27 Polaków, 16 Niemców, 4 Holendrów, 2 Jugosłowian, 2 Rosjan, 1 Austriaka, 1 Luksemburczyka, 1 Węgra oraz 3 osoby o narodowości nieustalonej. Dziewiętnaście osób z tego grona zatrudniono w filii KL Lublin – w przedsiębiorstwie DAW na ulicy Lipowej 7. Do KL Lublin Świadkowie Jehowy zaczęli przybywać od stycznia 1943 roku, 28 osób trafiło z obozów koncentracyjnych położonych na terenie Niemiec: Sachsenhausen (5 osób), Dachau (7 osób), Buchenwald (14 osób) i Neuengamme (2 osoby). Przed osadzeniem w KL Lublin 12 osób przetrzymywano w więzieniach: 4 osoby na Pawiaku, 8 osób w więzieniu we Lwowie. W przypadku 17 osób informacje o sposobie znalezienia się w obozie nie są znane. Świadkowie Jehowy trafiający do tego obozu znajdowali się w nim głównie z powodu samej przynależności do tego związku wyznaniowego.
- KL Stutthof

Do obozu koncentracyjnego Stutthof trafiło co najmniej 99 Świadków Jehowy. Było wśród nich 54 Niemców, 40 Polaków, 1 Austriak, 1 Szwajcar, 1 Jugosłowianin, 1 Ukrainiec i 1 osoba bezpaństwowa. Wielu Świadków Jehowy osadzonych w tym obozie trafiło do niego z powodu odmowy podpisania oświadczenia o wyrzeczeniu się wiary. Najczęściej też trafiali do KL Stutthof za działania związane ze swoimi przekonaniami religijnymi. 24 osoby zostały przewiezione do tego obozu z więzienia w Gdańsku, a pozostali Świadkowie Jehowy byli przewożeni raczej pojedynczo z różnych obozów przejściowych. W obozie w porze ciszy nocnej Świadkowie Jehowy regularnie organizowali zebrania, a także powielali literaturą biblijną, tłumaczoną przez Wilhelma Scheidera z języka angielskiego na niemiecki, okazyjnie przemycaną do obozu. Spośród co najmniej 99 Świadków Jehowy uwięzionych w KL Stutthof 29 osób zmarło, 24 osoby przeżyły (w tym 4 zwolniono), 11 osób dotarło w marszu śmierci do duńskiej wyspy Møn, 4 dotarły do Lauterbach na Rugii, 19 osób przewieziono do innych obozów, a dla 12 osób nie udało się ustalić ich dalszych losów.
- Fort VII w Poznaniu

W Forcie VII w Poznaniu więziono około 70 Świadków Jehowy, spośród których zidentyfikowano imiennie 60 osób (58 Polaków, 1 Niemiec, w jednym wypadku narodowość nie jest znana). Zdecydowana większość została wydana w maju 1942 roku przez gestapowca udającego sympatyka Świadków Jehowy. Ponieważ był to obóz przejściowy, całą grupę 60 zidentyfikowanych Świadków Jehowy przeniesiono do różnych obozów koncentracyjnych: 17 osób trafiło do KL Auschwitz, 11 Świadków Jehowy przeniesiono na krótko do obozu przejściowego Żabików, 10 kobiet osadzono w KL Ravensbrück, a pojedyncze osoby wywieziono do Dachau, Mauthausen, Oranienburga, Sachsenhausen i Stutthofu.
- Żabików

W obozie przejściowym Żabików więziono co najmniej 44 osoby (43 Polaków i 1 Niemiec), z których 11 osób zostało skierowanych z Fortu VII, a 33 osoby zostały wysłane przez poznańskie gestapo. Ponieważ był to obóz przejściowy więźniów wkrótce deportowano do innych obozów.
- Kinder-KL Litzmannstadt

W Kinder-KL Litzmannstadt w Łodzi, który był obozem dla polskiej młodzieży i dzieci umieszczono dziesięcioro dzieci Świadków Jehowy z Wisły (w wieku od 8 do 14 lat, w tym trzy dziewczynki i siedmiu chłopców). Ich rodzice odmówili podpisania Volkslisty. Dzieci te umieszczono najpierw w KL Auschwitz, skąd po wstępnej selekcji i pobycie w więzieniach w Cieszynie i Sikawie umieszczono je w tym obozie na stałe. Cała dziesiątka przeżyła wojnę i samodzielnie wróciła do domów. Po ucieczce Niemców z obozu grupa ta starała się trzymać razem, dzięki czemu w roku 1945 powróciły do domu. Dwie osoby, które odłączyły się od grupy, trafiły do domu później.
- Pozostałe obozy

Inne dzieci Świadków Jehowy – głównie ze Śląska czy Gdańska – umieszczono w wielu różnych miejscach, na przykład w obozie poprawczym w Grodkowie koło Nysy czy w klasztorze katolickim w Czarnowąsach pod Opolem. Zdarzały się wypadki, gdy na wniosek duchownych, rodziców dzieci umieszczonych w klasztorach pozbawiano sądownie praw rodzicielskich, a na samych dzieciach przeprowadzano na sposób katolicki obrzęd chrztu.
Świadkowie Jehowy przebywali również w obozach przejściowych: Dulag 121 Pruszków, Fort III Twierdzy Modlin („Pomiechówek”), Niemiecki obóz przesiedleńczy w Potulicach oraz Pawiak.
Polscy Świadkowie Jehowy trafili również do 12 obozów koncentracyjnych znajdujących się na terenie III Rzeszy. W Bergen-Belsen więziono 21 polskich Świadków Jehowy, w Buchenwaldzie zidentyfikowano dotąd imiennie 30 osób, w Dachau więziono co najmniej 18 polskich Świadków Jehowy, w Dora-Mittelbau 26, we Flossenbürgu 13, w Lichtenburgu 4, w Mauthausen co najmniej 98 polskich Świadków Jehowy, w Moringen 1, w Neuengamme 9, w Ravensbrück 140 polskich Świadków, w Sachsenhausen 43, a 3 polskich Świadków Jehowy w Wewelsburgu. Dane te dotyczą osób zidentyfikowanych imiennie, w wielu wypadkach są niepełne.

#### Sytuacja pod koniec wojny
Pod koniec wojny, gdy zbliżał się front wschodni, zmuszano ludzi do kopania rowów przeciwczołgowych. Ze względu na neutralność polityczną Świadkowie Jehowy odmawiali udziału w takich pracach. Skutkiem tego kilkadziesiąt osób zostało publicznie rozstrzelanych.

### Okres powojenny
Wiosną 1945 roku, po powrocie z obozu koncentracyjnego, Wilhelm Scheider przejął w użytkowanie budynek krajowego biura w Łodzi przy ul. Rzgowskiej 24. Dzięki temu w 1946 roku wznowiono w nim działalność, jaką prowadzono przed wojną. Choć połowa przedwojennej liczby głosicieli znalazła się na terenie ZSRR, a wielu innych zginęło w czasie wojny, to jednak zaraz po wojnie liczebność Świadków Jehowy w Polsce wzrosła do 2500 głosicieli i dalej wzrastała w szybkim tempie. Otwarto Sale Królestwa oraz wynajmowano inne lokale. W roku 1945 w Polsce zorganizowano strefy (1. Śląsk, 2. Dolny Śląsk (utworzona w 1946 roku), 3. Lublin, 4. Poznań, 5. Pomorze, 6. Katowice, 7. Rzeszów, 8. Kraków, 9. Łódź, 10. Warszawa, 11. Siedlce, 12. Częstochowa).
Zaczęto na nowo organizować większe zgromadzenia. Pierwsze zgromadzenie powojenne odbyło się 9 i 10 czerwca 1946 roku na posesji sługi strefy (obwodu) Włodarczyka, we wsi Borówek z udziałem ponad 1500 osób, a 260 osób przyjęło chrzest.
22 września 1946 roku zorganizowano pierwszy po wojnie kongres ogólnokrajowy w Hali Targowej przy ul. Kościuszki w Katowicach, na którym zebrało się ponad 5300 delegatów z całego kraju. W 1946 roku liczba głosicieli przekroczyła 6000.

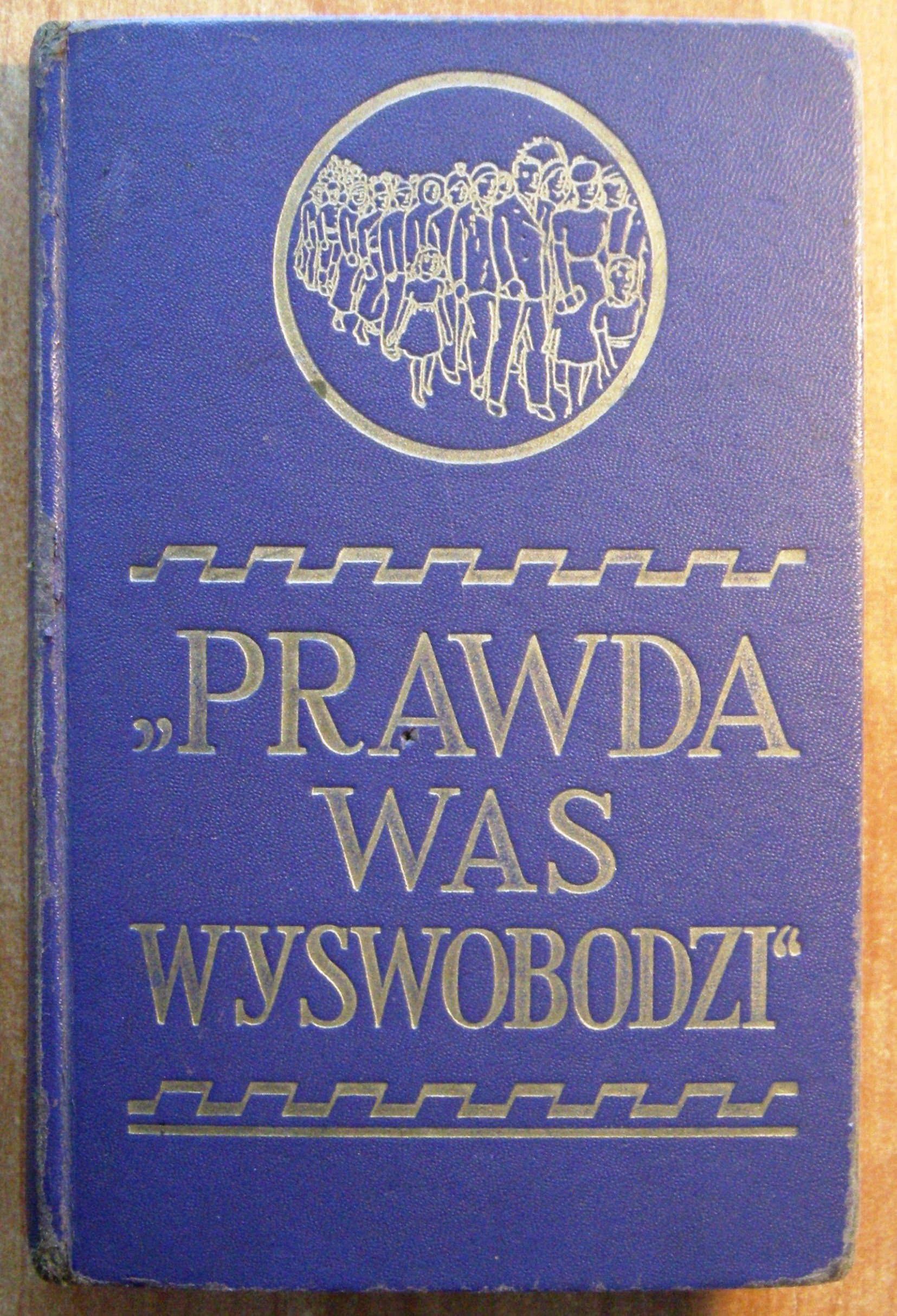
Prawda was wyswobodzi (1943)
Do Polski dotarła wraz z pomocą humanitarną od roku 1946 (7500 egz.)

Na początku 1946 roku zaczęła do Polski docierać pomoc materialna wysyłana przez Świadków Jehowy ze Stanów Zjednoczonych, z Kanady, ze Szwajcarii i ze Szwecji. Przy tej okazji wysłano również do Polski całe kartony Biblii, a nieco później 7500 egzemplarzy książek „Prawda was wyswobodzi” oraz 250 tysięcy egzemplarzy broszury „Religia zbiera wicher”.
19 marca 1947 roku przybyli do Polski misjonarze Biblijnej Szkoły Strażnicy – Gilead, Stefan Behunick i Paweł Muhaluk (obaj narodowości polskiej lub ukraińskiej), którzy organizowali działalność polskich Świadków Jehowy. Zorganizowali oni pracę w okręgach i obwodach (dawnych strefach) oraz szkolili nadzorców podróżujących. Nadzorcą pierwszego okręgu obejmującego cały kraj został Edward Kwiatosz. Dwa lata później zbory w Polsce były podzielone na 3 okręgi.
25 i 26 maja 1947 roku w hali sportowej (w budynku oraz na placu zewnętrznym) przy ul. Zwierzynieckiej 24 w Krakowie odbył się zjazd ogólnokrajowy pod hasłem „Chwalcie Jehowę wszystkie narody”. Uczestniczyło w nim ponad 7000 głosicieli (w tym dwoje misjonarzy), a 476 osób przyjęło chrzest. Wykładu publicznego wysłuchało około 8000 osób. Uczestnicy nosili plakietki kongresowe w kształcie fioletowego trójkąta, wzorowane na oznakowaniu Świadków Jehowy w obozach koncentracyjnych by przypominać o prześladowaniach, jakie przeszli pod rządami nazistów.
Później takie większe zjazdy odbyły się jeszcze w innych miastach, m.in. w dniach od 25 do 27 czerwca 1948 roku na terenie Międzynarodowych Targów Poznańskich. Uczestniczyło w nim ponad 6000 osób (w tym około 4600 głosicieli), 278 osób zostało ochrzczonych. Od 2 do 4 lipca 1948 roku w Lublinie (ponad 2500 obecnych, 124 osoby zostały ochrzczone) oraz zgromadzenia obwodowe w wynajętych halach i stadionach. W marcu 1948 roku przekroczono liczbę 10 tysięcy głosicieli.
Zaraz po wojnie z całego kraju zaczęły napływać informacje o brutalnych aktach przemocy, których się dopuszczano wobec Świadków Jehowy. Wyjątkowo bezwzględne były oddziały partyzanckiej formacji Narodowe Siły Zbrojne. Działalność ich programowo wymierzona była przeciwko komunistom i władzom komunistycznym, z inspiracji kleru katolickiego – także przeciwko Świadkom Jehowy. Jeszcze w 1946 roku Wilhelm Scheider zwrócił się w tej sprawie do Ministerstwa Sprawiedliwości w Warszawie, dokładnie opisując zaistniałą sytuację. W odpowiedzi minister poprosił o sporządzenie szczegółowego sprawozdania i przedłożenie go na piśmie. Gdy w roku 1947 zliczono akty przemocy, których dopuszczono się na Świadkach Jehowy w trakcie podejmowania prób nawracania ich siłą na katolicyzm, zastraszenia bądź fizycznej eliminacji, okazało się, że ucierpiało z tego powodu 4000 osób, a 60 z nich zamordowano. Narodowe Siły Zbrojne dokonały około 800 napadów na domy Świadków Jehowy. 18 lutego 1948 roku Świadkowie Jehowy złożyli w Ministerstwie Spraw Wewnętrznych i Urzędzie Bezpieczeństwa Publicznego w Warszawie memorandum opisujące najdrastyczniejsze akty przemocy, jakich się na nich dopuszczono.
Już w 1946 roku Świadkami Jehowy zainteresowały się służby bezpieczeństwa ze względu na dostarczane przez informatorów sugestie jakoby agitowali oni za bojkotem wyborów. Z drugiej strony po wojnie przedstawiciel Wojewódzkiego Urzędu Bezpieczeństwa Publicznego w Łodzi próbował nakłonić Świadków Jehowy do współpracy przeciw Kościołowi katolickiemu. Po otrzymaniu odpowiedzi odmownej na tę oraz powtórzoną cztery miesiące później propozycję władze zaczęły utrudniać Świadkom Jehowy działalność. W lutym 1946 roku do łódzkiego oddziału Towarzystwa Strażnica po raz pierwszy wkroczyli funkcjonariusze UB. Dokonano rewizji oraz aresztowania niemal wszystkich pracowników biura. Jedna z osób pozostawionych w biurze przekazała telegraficznie informację o aresztowaniach do Biura Oddziału w Bernie. Interwencja w ambasadzie polskiej w Bernie skłoniła władze dbające o swój wizerunek na arenie międzynarodowej do wycofania się z tych działań oraz zwolnienia aresztowanych tydzień później. 22 maja 1949 roku dowódca placówki wojskowej w Czarnym Dunajcu samowolnie przerwał i zakończył konwencję odbywającą się w tej wsi pod groźbą rozstrzelania tych, którzy nie podporządkują się jego rozkazowi oraz aresztował jej organizatorów: Floriana Bisagę i Stanisława Mleczarza. W ciągu dwóch lat pobytu misjonarzy liczba Świadków Jehowy się podwoiła i w czerwcu 1947 roku wyniosła 13 699 głosicieli, należących do 710 zborów. Ostatecznie 24 lipca 1949 roku wydalono do Francji misjonarzy Stefana Behunicka i Pawła Muhaluka, których uznano za głównych organizatorów działalności szpiegowsko-dywersyjnej na rzecz Stanów Zjednoczonych, jaką zdaniem władz mieli prowadzić polscy Świadkowie Jehowy. W sierpniu 1949 roku na 2 lata więzienia skazano krakowskiego Świadka Jehowy, Antoniego Bistę, za rzekome „rozsiewanie wrogiej propagandy antypaństwowej oraz wrogie wypowiedzi przeciwko ZSRR i krajom Demokracji Ludowej”. Innymi działaniami represyjnymi władz wobec Świadków Jehowy były akcje zwalniania pracowników z urzędów państwowych i samorządowych, gdy okazywało się, że należą do tej wspólnoty wyznaniowej. Wydalono z kraju tych członków tego wyznania, którzy nie mieli obywatelstwa polskiego. Następnymi działaniami represyjnymi władz, było uniemożliwianie organizowania kongresów i zgromadzeń obwodowych. Zbliżał się czas delegalizacji wyznania przez władze komunistyczne.

### Delegalizacja i działalność podziemna

#### Delegalizacja
Po II wojnie światowej Świadkowie Jehowy działali na podstawie reskryptu Ministra Wyznań Religijnych i Oświecenia Publicznego z 6 marca 1923 roku. Pismo Ministerstwa Administracji Publicznej z 30 czerwca 1947 roku, skierowane do Świadków Jehowy wskazuje, że władze „przyjęły do wiadomości” funkcjonowanie ich związku wyznaniowego. Na tej podstawie Świadkowie odrzucali późniejsze żądanie władz, domagających się rejestracji związku na zasadach dotyczących stowarzyszeń zwykłych, których działalność była kontrolowana przez instytucje rządowe, a zarząd zatwierdzany przez władze polityczne. 5 sierpnia 1949 roku wydano dekret o zmianie przepisów prawa o stowarzyszeniach z dnia 27 października 1932 roku, domagając się od związków wyznaniowych zalegalizowania statutu w przeciągu 90 dni (Dz. U. R. P. Nr 45, poz. 335). Zgodnie z ogłoszoną ustawą Świadkowie Jehowy złożyli projekt statutu określającego ich działalność oraz wniosek o legalizację.
16 kwietnia 1950 roku rozpoczął się proces zbierania podpisów pod apelem sztokholmskim. Złożenia asygnaty pod nim wymagano również od Kościołów i związków wyznaniowych, a ewentualną odmowę złożenia podpisu traktowano jako poparcie dla „amerykańskich imperialistów” i sprzeciw wobec „pokojowej polityki” ZSRR. Odmowa złożenia asygnaty stała się więc dla komunistów dogodnym pretekstem do rozpoczęcia szykan wobec tej grupy wyznaniowej, tym bardziej że składania podpisów pod apelem sztokholmskim odmawiali poszczególni wierni, którzy swoją postawę tłumaczyli neutralnością wobec polityki państwa. Stało się to przyczynkiem do szybkiej reakcji władz komunistycznych.
Władze komunistyczne, przede wszystkim Ministerstwo Administracji Publicznej, a od kwietnia 1950 roku Ministerstwo do spraw Wyznań, próbowały zmusić Świadków Jehowy do takich zmian w ich statucie, które wskazywałyby na uznanie systemu komunistycznego i popieranie przyjaźni z ZSRR. Projekt statu do którego Świadkowie Jehowy nie wprowadzili polecanych zmian, nie uzyskał akceptacji władz komunistycznych.
Najpierw 21 kwietnia 1950 roku UB wtargnęło do łódzkiego biura. Następnego dnia aresztowano członków zarządu krajowego, który stanowili: Edward Kwiatosz – przewodniczący, Wilhelm Scheider – wiceprzewodniczący, Harald Abt – sekretarz, Władysław Jędzura – skarbnik, rozpoczynając okres przygotowań do procesu przeciw nim. Później 21 czerwca 1950 roku w nocy dokonano setek rewizji w domach Świadków Jehowy i około 5 tysięcy aresztowań (w tym wszystkich pozostałych pracujących w Biurze Oddziału). 30 czerwca 1950 roku członkowie Sekretariatu Biura Politycznego: Bolesław Bierut, Jakub Berman, Józef Cyrankiewicz, Aleksander Zawadzki, Roman Zambrowski, Edward Ochab i Zenon Nowak uznali, że sprawę zarzucanej Świadkom Jehowy działalności agenturalnej na rzecz Stanów Zjednoczonych trzeba niezwłocznie nagłośnić w prasie (protokół Nr 67 posiedzenia Sekretariatu BP w dniu 30 czerwca 1950).
2 lipca 1950 roku Antoni Bida, dyrektor Urzędu do Spraw Wyznań podał, że wniosek o zarejestrowanie „Wyznania Świadków Jehowy (Badaczy Pisma Świętego)” został odrzucony, jak również zdelegalizował działalność Świadków Jehowy i arbitralnie ogłosił rozwiązanie ich organizacji z powodu prowadzenia „przestępczej działalności”, mogącej doprowadzić do „zagrożenia bezpieczeństwa, spokoju i porządku publicznego”. Postanowił też o przejęciu majątku Świadków Jehowy na cele oświatowe, jednak zajęte mienie przedstawiało na tyle nikłą wartość, że odstąpiono od powołania głównego likwidatora (APG, UWG, sygn. 1377, k. 93). Nie było ku temu żadnych podstaw, ponieważ członków wspólnoty łączyła wyłącznie więź religijna. Świadkowie Jehowy nie mieli żadnych celów dotyczących władzy politycznej. Kilka dni później miała miejsce konferencja, podczas której Minister Bezpieczeństwa Publicznego, Stanisław Radkiewicz określił Świadków Jehowy jako „szpiegów imperializmu siejących histerię wojenną”. 20 lipca 1950 roku Julian Leżyński w zastępstwie Naczelnego Dyrektora Głównego Urzędu Kontroli Prasy Publikacyj i Widowisk cofnął debit pocztowy oraz zakazał rozpowszechniania czasopisma „Strażnica” w języku polskim oraz „Watchtower” w języku angielskim wydawanych w Stanach Zjednoczonych (zob. czasopisma pozbawione debitu komunikacyjnego w PRL) 25 lipca 1950 roku Dyrektor Departamentu V MBP Julia Brystiger rozesłała do wszystkich szefów wojewódzkich i powiatowych UB „Instrukcję nr 29”, która powstała w oparciu o opracowany przez Departament V „Plan likwidacji wyznania Świadków Jehowy”. W ramach tej instrukcji J. Brystiger nakazała opracować „plan wysiedlenia świadków Jehowy z pasów granicznych i ważnych ośrodków gospodarczych i strategicznych”, co doprowadziło do licznych aresztowań oraz wysiedleń przeprowadzonych jeszcze latem tego roku.

#### Prześladowania
Cztery miesiące wcześniej liczebność Świadków Jehowy wynosiła około 18 tysięcy głosicieli w 864 zborach. Działalność znowu zaczęto prowadzić konspiracyjnie. Represje UB dotknęły około 90 procent Świadków Jehowy w Polsce. Niektórych, jak np. Józefa Szlauera z Cisownicy, zastrzelił podczas przesłuchań w Cieszynie oficer UB. Alojzy Prostak, nadzorca podróżujący z Krakowa aresztowany w Szczecinie w maju 1952 roku, następnie przetrzymywany dwa lata w warszawskim i łódzkim areszcie, był tak brutalnie przesłuchiwany, że znalazł się w szpitalu więziennym. Po prośbie żony złożonej za namową adwokata został zwolniony, lecz tydzień później 11 września 1954 roku zmarł. Do końca 1956 roku zmarło 16 Świadków Jehowy w wyniku tortur lub odmowy udzielenia pomocy lekarskiej (do końca roku 1958 udokumentowano 18 takich przypadków. Jeszcze większą liczbę 40 ofiar wymienia religioznawca Kazimierz Urban. Przebywający w więzieniu wspólnie z Alojzym Prostakiem adwokat Witold Lis-Olszewski, poruszony jego niezłomną postawą, złożył mu obietnicę podejmowania się po wyjściu z więzienia obrony Świadków Jehowy. Zorganizował on zespół adwokacki, który w okresie największego zakazu działalności Świadków Jehowy bronił członków tego wyznania w około 30 procesach miesięcznie.
W dniach od 16 do 22 marca 1951 roku przed Wojskowym Sądem Rejonowym przy ulicy Koszykowej w Warszawie przeprowadzono rozprawę sądową przy drzwiach zamkniętych, w której na ławie oskarżonych znalazło się siedem osób, w tym czterech członków zarządu krajowego: Wilhelm Scheider, Edward Kwiatosz, Harold Abt i Władysław Jędzura. Wilhelm Scheider, dla którego prokurator domagał się kary śmierci, otrzymał wyrok dożywotniego więzienia, pozostałym członkom zarządu zasądzono po 15 lat więzienia, natomiast Władysława Sukiennika skazano na 10 lat, Jana Liczkego na 6 lat, a Naftalego Glasberga na 5 lat więzienia. Od 10 do 14 marca 1955 roku w Łodzi odbył się proces przeciw Janowi Lorkowi, Władysławowi Sklarzewiczowi, Tadeuszowi Chodarze, Mieczysławowi Cyrańskiemu i Stanisławowi Nabiałczykowi, uznanymi przez władze za kierownictwo Świadków Jehowy. Lorek, Sklarzewicz i Chodara zostali skazani na 12 lat więzienia, Cyrański na 8 lat, a Nabiałczyk na 6 lat więzienia. W wyniku brutalnych przesłuchań, w okresie przygotowawczym do tej rozprawy szósty z oskarżonych zmarł w areszcie śledczym, a inni, postawieni później na ławie oskarżonych, doznali w trakcie śledztwa załamania nerwowego.
Ujawnieni Świadkowie Jehowy byli masowo zwalniani z państwowych zakładów pracy oraz z urzędów. Po kolejnej fali aresztowań w 1952 roku Świadkowie Jehowy nie przerwali działalności, nadal konspiracyjnie wydawali i kolportowali literaturę religijną, która była dostarczana przez informatorów do Urzędu Bezpieczeństwa, a następnie przekazywana cenzorom do oceny. Czasopismo wydawane przez Świadków Jehowy – „Strażnica” (oraz wersja anglojęzyczna „The Watchtower”) – zostało pozbawione debitu komunikacyjnego decyzją naczelnego dyrektora GUKPPiW z 20 lipca 1950 roku, a w 1955 roku prezes GUKPPiW zakazał rozpowszechniania wszelkich wydawnictw Świadków Jehowy niezależnie od miejsca i daty wykonania.
Najdotkliwszą konsekwencją delegalizacji wyznania były represje skierowane przeciwko pojedynczym Świadkom Jehowy. W okresie tym uwięziono około 5 tysięcy wyznawców, a ponad 40 osób zmarło „w śledztwie bądź w więzieniach”. Pomimo tego liczba głosicieli zwiększyła się w latach 1950–1953 o ponad 50% (do prawie 28 tysięcy). W latach 1956–1961, w kartotece zagadnieniowej Służby Bezpieczeństwa, dotyczącej Świadków Jehowy nawet nie rejestrowano szeregowych członków wyznania, lecz jedynie osoby uznawane za aktyw, skutkiem czego statystyki są niepełne. W latach 60. XX wieku frekwencja na rozprawach sądowych przeciw Świadkom Jehowy sięgnęła nawet 30 tysięcy osób rocznie. Co roku ze względu na odmowę pełnienia służby wojskowej kary więzienia odbywało też około 300–350 Świadków Jehowy. Wyroki skazujące związane z odmową pełnienia służby w wojsku zaprzestano wydawać w Polsce w 1988 roku. Pod koniec 1955 roku z powodu prowadzenia działalności religijnej w aresztach, więzieniach i obozach pracy wciąż pozostawało 185 Świadków Jehowy (w tym 30 kobiet), a także 169 skazanych za odmowę pełnienia służby wojskowej. Wiosną 1956 rozpoczął się proces zwalniania z więzień dziesiątek Świadków Jehowy. W sierpniu tego samego roku zwolniono z więzienia Wilhelma Scheidera. Mimo dotkliwych prześladowań w roku 1958 społeczność Świadków Jehowy w Polsce była trzecią pod względem liczebności społecznością Świadków Jehowy na świecie.
Świadkowie Jehowy aresztowani przez UB, wobec których prowadzone były śledztwa, starali się nie łamać w nich podstawowych zasad swojego wyznania. Dopóki mogli, nie udzielali informacji oficerom śledczym, którzy ich przesłuchiwali. Wyraźnie podkreślali, że nie prowadzili działalności szpiegowskiej, lecz tylko religijną.
Po fali ciężkich prześladowań, jakie władze zastosowały wobec Świadków Jehowy w latach 1950–1956, nastąpił krótki okres spokoju. Poprzedzał on ponowne represje oraz przyjęcie w latach 1957–1977 próby strategii „wewnętrznego rozkładu” organizacji Świadków Jehowy.
21 maja 1956 roku rozpoczęły się rozmowy na temat legalizacji wyznania, 30 sierpnia 1958 roku władze państwowe ogłosiły odmowę rejestracji z powodu niemożności pełnej kontroli i podporządkowania Świadków Jehowy władzy i ideologi politycznej. 26 października 1956 roku Świadkowie Jehowy odwołali się od tej decyzji, które nie zostało uwzględnione. Powróciły represje, aresztowania i ruszyły nowe procesy sądowe.

#### Działania operacyjne Służby Bezpieczeństwa
Jesienią 1960 roku przedstawiciele Urzędu do spraw Wyznań, Ministerstwa Spraw Wewnętrznych, Sądu Najwyższego i Prokuratury Generalnej, wzięli udział w naradzie, która wskazała, że jedynie represje wobec Świadków Jehowy mogą ich do działań zgodnych z oczekiwaniem władz. W 1961 roku obietnicą większej swobody udało się władzom nakłonić grupę 15 Świadków Jehowy na czele z Wiesławem Rejdychem i Czesławem Stojakiem do złożenia 20 czerwca tego roku wniosku o zarejestrowanie „alternatywnego” związku religijnego. Na tej podstawie, zaledwie 8 dni później, 28 czerwca 1961 roku podpisano akt formalnej legalizacji wyznania, który następnie anulowano. W rzeczywistości ta „legalizacja” miała posłużyć komunistycznym organom państwowym do przejęcia steru nad organizacją i objęcia nad nią pełnego nadzoru. Szacowano, że swoim zasięgiem grupa ta będzie miała wpływ na około 6000 osób. Ponieważ jednak jak się okazało ogół Świadków Jehowy nie poparł tej „alternatywy”, plan załamał się w roku 1963. W ciągu kilku tygodni – do końca 1960 roku – aresztowano ponad 100 członków wyznania.
Później starano się rozbić Świadków Jehowy od wewnątrz. Pojawiły się fałszywe wydania „Strażnicy” oraz szkalujące listy, za które odpowiadał fikcyjny „komitet dwunastu” – działania te miały na celu wywołanie wrażenia istnienia głębokiego podziału wśród polskich Świadków Jehowy. Na różne sposoby próbowano też poróżnić członków zarządu krajowego pomiędzy sobą.
Władze państwowe, by rozpoznać ośrodek decyzyjny wśród Świadków Jehowy, próbowały wprowadzić do tego związku wyznaniowego swoich agentów oraz umieścić ich na odpowiedzialnych stanowiskach w organizacji Świadków Jehowy. By agentom utorować drogę w organizacji, doprowadzono do aresztowań około 30–40 Świadków Jehowy. Jednak agenci zostali zdemaskowani, przez co służbom nie udało się spowodować trwałych szkód, które doprowadziłyby do rozwiązania organizacji czy choćby zmniejszenia liczby aktywnych jej członków. Na przykład w Wielkopolsce w latach 1960–1963 udało się SB pozyskać tylko jednego tajnego współpracownika o pseudonimie „Waldek”. Pod koniec lat 60. pozyskano jeszcze tajnego współpracownika o pseudonimie „Jakub”. Przeprowadzono sprawy o kryptonimach „Linotyp”, „Henryk”, „A-4”, „Szczupły” i „Artemida”.
Akcja „Linotyp” przyniosła w listopadzie 1962 roku poznańskim służbom spektakularny sukces: przejęto powielacz elektryczny, przybory introligatorskie i wydrukowane już numery „Strażnicy”, zabezpieczono 52 metalowe matryce i 250 kg czystego papieru gotowego do druku, a także aresztowano 6 osób. W trakcie akcji „Henryk” dotarto do instrukcji „Znać swe prawa jako obywatel”, wskazującej członkom zborów ich prawa w wypadku aresztowania. Sprawa „A-4” po kilku latach rozpracowywania doprowadziła do odkrycia punktu redakcyjnego, w którym znaleziono 2000 egzemplarzy „Strażnic”, jednak samą drukarnię, będącą celem w tej sprawie, zlokalizowano i zlikwidowano dopiero w lutym 1971 roku. W wyniku sprawy o kryptonimie „Szczupły” w roku 1968 doprowadzono do konfliktu w zarządzie okręgu poznańskiego, co stało się przyczyną wystąpienia ze wspólnoty dwóch aktywnych nadzorców w okręgu. Sprawa o kryptonimie „Artemida” doprowadziła do wykluczenia ze wspólnoty aktywnej głosicielki, która była figurantką w tej sprawie. Jednakże zdecydowana większość Świadków Jehowy okręgu poznańskiego nie poddała się wpływom SB.
Na terenie województwa olsztyńskiego SB pozyskała dwóch tajnych współpracowników o pseudonimach „Rysiek” i „Henryk”. Byli oni systematycznie nagradzani pieniężnie za przekazywane informacje. Materiały od nich uzyskane pozwoliły na szereg działań SB jak: rozwiązanie dwóch zebrań sługi obwodu ze sługami zborów i aresztowanie sługi obwodu, likwidację punktu, w którym składowano literaturę biblijną oraz aresztowanie dwóch osób uchylających się przed odbyciem służby wojskowej.
31 marca 1967 roku Wydział III Departamentu IV posiadał w całej Polsce 137 tajnych współpracowników zajmujących się rozpracowywaniem środowiska Świadków Jehowy (dla porównania wszystkie inne chrześcijańskie wyznania niekatolickie rozpracowywało łącznie 71 tajnych współpracowników). W całym kraju przeprowadzano też sprawę obiektową skierowaną przeciw całemu wyznaniu o kryptonimie „Babilon”, zapoczątkowaną jeszcze w latach 50., a prowadzoną co najmniej do marca roku 1989. Założeniem tej akcji było osłabienie wpływów Świadków Jehowy oraz wywołanie przepływu członków ruchu do innych związków wyznaniowych. W tym celu posłużono się innymi wspólnotami ruchu badackiego, zarejestrowanymi przez władze w roku 1960: Stowarzyszeniem Badaczy Pisma Świętego, Zrzeszeniem Wolnych Badaczy Pisma Świętego oraz Świeckim Ruchem Misyjnym „Epifania”, a legalne funkcjonowanie tych trzech związków wyznaniowych było obliczone na bezpośrednie osłabianie Świadków Jehowy. Powstała nawet legenda miejska pochodząca z materiałów SB, która mówiła jakoby w 1963 roku cały zbór Świadków Jehowy w powiecie obornickim przeszedł do ŚRME, czego jednak nie potwierdza literatura żadnej ze stron z tego okresu. Prowadzono również sprawę obiektową o kryptonimie „Kuźnia” skierowaną przeciw drukarzom i osobom obsługującym punkty drukarskie Świadków Jehowy.
Pomimo olbrzymich nakładów pracy, wkładanych przez funkcjonariuszy Służby Bezpieczeństwa, różnorodnych działań operacyjnych i stosowanych metod oraz środków, licznych aresztowań często zakończonych wyrokami skazującymi nawet na długoletnie więzienie, władze komunistyczne nie były w stanie opanować, czy choćby kontrolować działalności Świadków Jehowy w Polsce.

#### Lata 70.
29 marca 1971 roku w Poznaniu odbyła się rozprawa przeciw sześciu Świadkom Jehowy, pełniącym odpowiedzialne funkcje w związku wyznaniowym. Oskarżonych: Haralda Abta, Władysława Reszkę, Józefa Rajchela, Edmunda Frąckowiaka, Jana Wąsikowskiego oraz Henryka Grabowskiego skazano za przynależność do tajnej organizacji, za co otrzymali kary więzienia od 1 do 2,5 roku oraz grzywny. Po wniesionej przez obrońców apelacji Sąd Wojewódzki zmniejszył wymiar kary. Dzięki temu 3 lipca 1971 roku zwolniono ostatnich dwóch spośród szóstki oskarżonych.
31 maja 1972 roku kapitan Służby Bezpieczeństwa (awansowany 31 maja 1979 do stopnia podpułkownika), inspektor Inspektoratu Kierownictwa SB KW MO w Bydgoszczy, mgr Henryk Skibiński, który przez lata zbierał materiały szkalujące Świadków Jehowy, miał obronić rozprawę doktorską i uzyskać tytuł doktora nauk humanistycznych. Jego rozprawa zatytułowana „Treści i formy propagandy stosowanej przez sektę świadków Jehowy w PRL” miała stanowić podręcznik dla przedstawicieli prawa ułatwiający zwalczanie Świadków Jehowy. Przed nadaniem stopnia doktora H. Skibiński musiał obronić swoją rozprawę w publicznej dyskusji. W gmachu Uniwersytetu Toruńskiego wśród publiczności jego wywodom przysłuchiwało się kilku Świadków Jehowy. Skibiński twierdził m.in., że Świadkowie Jehowy to wrogowie państwa i jego sojuszników, szpiedzy pracujący na rzecz obcego mocarstwa, ludzie przeciwni nauce, transfuzji krwi czy krytycy teorii ewolucji. Wspomniał jednak, że mają opinię obowiązkowych i uczciwych obywateli. Po opinii promotora oraz profesorów recenzentów zaproszono do dyskusji publiczność.
Głos w dyskusji zabrał Jan W. Rynkiewicz, który w obszernym wystąpieniu całkowicie zbił zarzut dotyczący wrogości wobec państwa oraz zarzut szpiegostwa. Wskazał na szereg nieścisłości w rozprawie doktorskiej H. Skibińskiego, a także stronniczość jego argumentacji. Na przykład Skibiński całkowicie pominął fakt, iż w tym czasie sądy odstąpiły od zarzutów szpiegostwa, a nawet zrehabilitowały wielu Świadków Jehowy. Jan Rynkiewicz zwrócił również uwagę na wkład Świadków Jehowy w rozwój chirurgii, obywającej się bez przetaczania krwi, co pan Skibiński również przemilczał. Swoje wystąpienie Rynkiewicz oparł na dokumentach, które komisja przyjęła. W dalszej części Zygmunt Sawicki i Józef Rajchel przedstawili pogląd Świadków Jehowy na stosunek chrześcijan do polityki i konfliktów światowych. Zgromadzona publiczność uważnie śledziła te wystąpienia. Henryk Skibiński w wygłoszonej replice zupełnie stracił panowanie nad sobą, wobec czego przewodniczący musiał odebrać mu głos. Mimo oczekujących krewnych i znajomych kapitan SB nie otrzymał tego dnia promocji.
Wiosną 1972 roku odbyło się spotkanie przedstawicieli Świadków Jehowy i Urzędu do spraw Wyznań dotyczące próby legalizacji związku wyznaniowego. Pomimo tego służby bezpieczeństwa dalej prowadziły sprawy operacyjne przeciwko poszczególnym głosicielom i zborom. Na początku dekady przeprowadzono reorganizacje okręgów, z 22 utworzono 9. W każdym z nich funkcjonowało około 10 obwodów, w których działaly odtąd większe liczebnie zbory.
W okresie blisko 40 lat prześladowań władze komunistyczne skazały około 16 000 Świadków Jehowy na kary więzienia, często wydając wieloletnie wyroki. W grupie tej znalazło się również około 150 osób, które przeszły przez hitlerowskie obozy koncentracyjne. Od 1949 roku Świadków Jehowy pracujących na stanowiskach urzędników państwowych zwalniano z pracy. Prześladowania dotykały też młodych Świadków w wieku szkolnym, których za odmowę uczestniczenia w imprezach politycznych i manifestacjach oraz odmowę brania udziału w lekcjach przysposobienia wojskowego nierzadko wydalano ze szkół.

#### Działalność podziemna

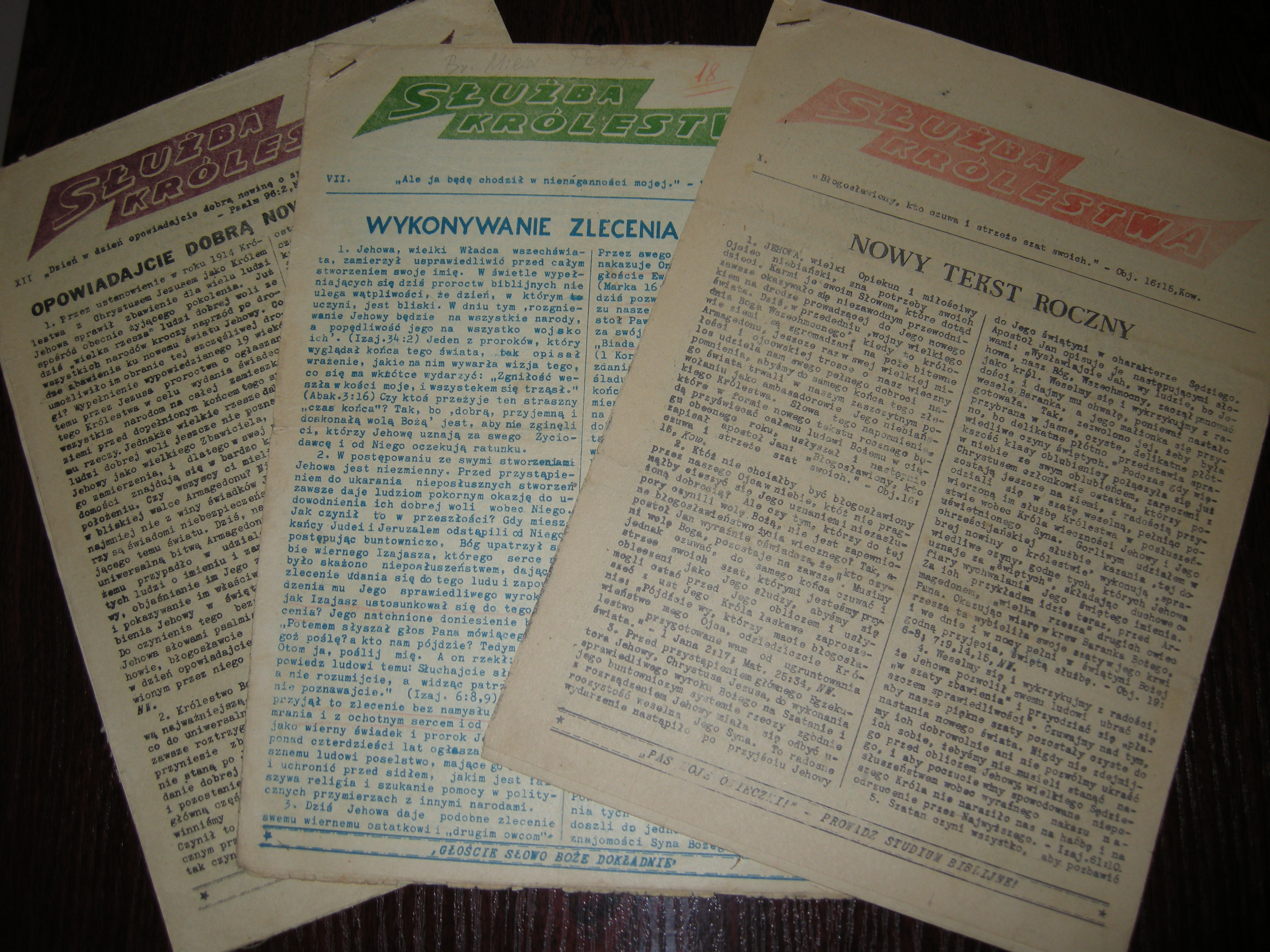
„Nasza Służba Królestwa” z lat 50. XX wieku w j. polskim wydawana wówczas w podziemiu

Jeszcze w 1954 roku z zachowaniem szczególnej ostrożności urządzono szereg kilkudniowych zgromadzeń dla pionierów, w trakcie których przedstawiono część tematów z kongresu międzynarodowego pod hasłem „Społeczeństwo Nowego Świata”, jaki zorganizowanego w 1953 roku w Nowym Jorku. Ponieważ represyjne działania UBP przynosiły skutek odwrotny od zamierzonego (po 3 latach represji było w Polsce 37 411 Świadków Jehowy, co stanowiło ponad 80-procentowy wzrost), władze zaczęły łagodzić swoje postępowanie i stopniowo zaczęto nawet zwalniać z więzień (choć niektóre osoby otrzymały kilkunastoletnie, a nawet dożywotnie wyroki).
3 czerwca 1955 roku, zostało wydane zarządzenie Prezesa Głównego Urzędu Kontroli Prasy, Publikacji i Widowisk, w sprawie pozbawienia debitu komunikacyjnego. Zakazano w nim rozpowszechniania wszelkich wydawnictw Świadków Jehowy (nr 54, poz. 638). W czasie zakazu, tajne miejsca produkcji literatury nazywano „piekarniami”. Nadzór nad drukarniami sprawowali nadzorcy okręgów. Urządzano je w ustronnych miejscach, którymi często były stodoły, piwnice czy strychy. Osoby, które zostały przyłapane na tej działalności, trafiały do więzień. W latach 1956–1969 służba bezpieczeństwa – jak wynika z jej statystyk – wykryła i zlikwidowała 34 ośrodki produkcji i dystrybucji publikacji biblijnych. Choć po każdej konfiskacie maszyny drukarskiej powstawała dotkliwa luka, to jednak około 50 drukarskich maszyn offsetowych udało się Świadkom zbudować we własnym zakresie. Ministerstwo Spraw Wewnętrznych podsumowało całokształt pracy na tym polu IV Wydziałów KW MO słowami: „Województwa nie potrafią zlikwidować drukarni świadków Jehowy” (IPN BU, 01283/1487, s. 29).
Na początku lat pięćdziesiątych „Strażnica” była drukowana na prymitywnych powielaczach ręcznych i matrycach woskowych. Z tego względu jakość druku była niska. Z powodu deficytu papier był kupowany po wygórowanych cenach. Pod koniec lat pięćdziesiątych jakość druku została znacznie poprawiona. Zastosowano fotograficzne zmniejszanie rozmiaru stron, a w 1956 roku offsetowe powielacze typu rotaprint. W roku 1960 rozpoczęto w podziemiu również druk i oprawę książek. Pierwszą książką, wydrukowaną w konspiracji była „Od raju utraconego do raju odzyskanego”. Przez dziesięć lat do roku 1974 nadzór nad produkcją literatury w całej Polsce sprawował Jan Ferenc, który był kilkakrotnie więziony za działalność kaznodziejską i druk literatury. W latach pięćdziesiątych XX w. nakład powielanych czasopism wynosił około 30 tysięcy, a w latach osiemdziesiątych wzrósł do 800 tysięcy egzemplarzy każdego numeru. W Polsce funkcjonowało około 10 takich drukarni, w każdej z nich pracowało 7–8 osób. Liczba pracujących pełnoczasowo przy produkcji publikacji wynosiła prawie 400 wolontariuszy.
Na początku lat 60. XX wieku Świadkowie Jehowy rozpoczęli organizowanie latem grupowej, wyjazdowej działalności kaznodziejskiej na terenach, gdzie mieszka mniej głosicieli (dawne nazwy: grupy pionierskie, ośrodki pionierskie, obozy pionierskie). Grupy te, liczące najczęściej po kilkanaście osób, kwaterowały w zabudowaniach gospodarskich współwyznawców, a gdy nie było takiej możliwości – pod namiotami. Początkowo działalność ta spotykała się ze sprzeciwem władz, na przykład w roku 1962 w województwie poznańskim Służba Bezpieczeństwa rozwiązała 6 takich obozów.

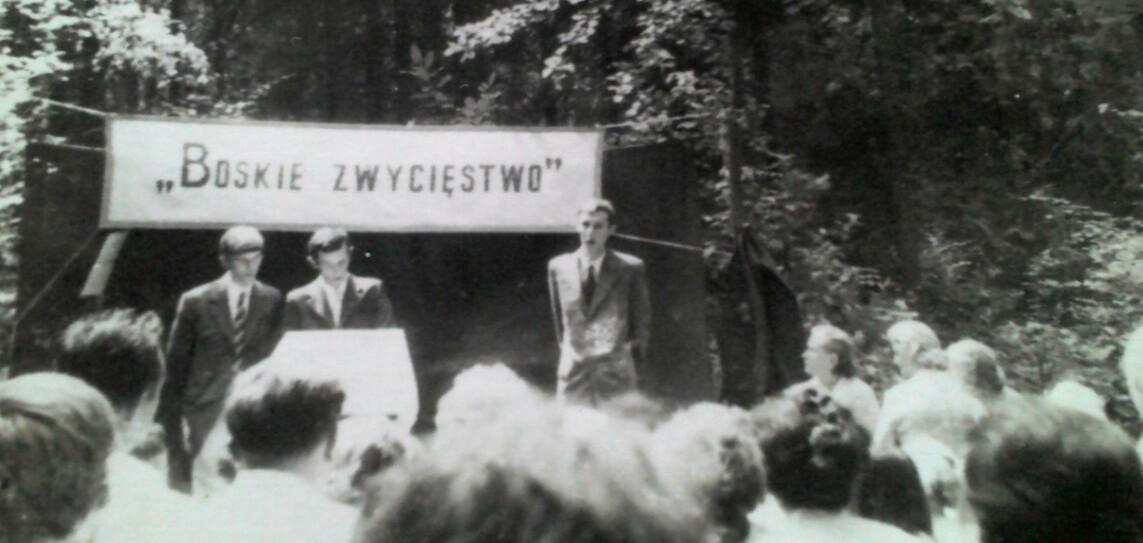
Konwencja leśna pod hasłem „Boskie zwycięstwo” w 1973 roku w okolicach Krzeszowic

Co najmniej od połowy lat 60. XX wieku Świadkowie Jehowy zaczęli regularnie spotykać się latem większymi grupami w lasach, na kilkugodzinnych tzw. konwencjach leśnych. Były one urządzane w takich miejscach do roku 1981. Początkowo władze próbowały reagować i karać zarówno organizatorów konwencji, jak też ich uczestników, jednak z biegiem czasu przyzwyczaiły się do tej formy działalności Świadków Jehowy. Zgromadzenia z czasem stawały się coraz liczniejsze. W latach 60. brało w nich udział około kilkudziesięciu osób, a w latach 70. nawet kilkaset. Regularną ich częścią był dramat biblijny i chrzest.
Wydana 31 maja 1963 roku uchwała siedmiu sędziów Sądu Najwyższego zezwoliła na indywidualne wyznawanie kultu religijnego (VI Ko 48/60, OSNKW 1963, z. 10, poz. 180), na które to orzeczenie powoływali się Świadkowie Jehowy w czasie zatrzymań przez Służbę Bezpieczeństwa podczas głoszenia lub zebrań religijnych. W miarę upływu lat, gdy nie dostrzeżono zagrożenia ze strony Świadków Jehowy, sprzeciw władz malał. W roku 1968 działalność kaznodziejską prowadziło 51 658 głosicieli.

#### Pomoc dla Świadków Jehowy w ZSRR
Do lat 60. XX wieku Biuro Oddziału Świadków Jehowy w Polsce pomagało w kierowaniu działalnością teokratyczną na Ukrainie oraz w całym Związku Radzieckim. W tym czasie literatura religijna była dostarczana na Ukrainę w postaci mikrofilmów. Pozwalało to na konspiracyjny druk pojedynczych artykułów i całych czasopism w tajnych drukarniach. Korespondencję przesyłano dzięki kolejarzom jeżdżącym na trasie z Przemyśla do Lwowa. Działalność ta nosiła kryptonim „Erika”.
W roku 1958 Świadkowie Jehowy przebywający w łagrach na Syberii (deportowani w ramach „Operacji Północ”) konspiracyjnie nagrali pieśni i pozdrowienia, które potem zostały przemycone przez małżeństwo Świadków Jehowy z Polski, przebywające na wakacjach w Rosji. Informacja o nagraniu i planie wywiezienia go w wyniku działań konfidentów dotarła do służby bezpieczeństwa. Mimo kilkukrotnej rewizji i długiego przesłuchania osób wywożących nagranie przez służbę bezpieczeństwa, dotarło ono do Nowego Jorku i zostało odtworzone na tamtejszym kongresie międzynarodowym pod hasłem „Wola Boża” w trakcie przemówienia Alfreda Rütimanna pt. „Za żelazną kurtyną”.

#### Czas „odwilży”
Czas „odwilży” dla Świadków Jehowy rozpoczął się w roku 1977. Jeszcze w okresie represyjnego zakazu z nieoficjalną wizytą przebywał w Polsce trzeci prezes Towarzystwa Strażnica Nathan H. Knorr wraz z żoną. W połowie lat siedemdziesiątych, po wyborze na członka Ciała Kierowniczego, nieoficjalnie odwiedził Polskę Teodor Jaracz z żoną. Ze względu na możliwość podsłuchu, rozmowy z nadzorcami działalności w Polsce przeprowadzał podczas spacerów na świeżym powietrzu. W roku 1977 do Biura Głównego Świadków Jehowy w Stanach Zjednoczonych oficjalnie poleciało dwóch członków Komitetu Kraju. Pod koniec listopada 1977 roku już oficjalnie do Polski przyjechało trzech członków Ciała Kierowniczego: Frederick W. Franz, Teodor Jaracz i Daniel Sydlik, którzy spotkali się z niektórymi współwyznawcami w różnych częściach kraju, a w następnym roku Polskę odwiedzili Milton G. Henschel i Teodor Jaracz, którzy złożyli wizytę w Urzędzie do Spraw Wyznań. W roku 1980 działalność kaznodziejską prowadziło 62 233 głosicieli.
Pod koniec lat 70. XX wieku niektórym głosicielom udało się wyjechać na kongresy międzynarodowe poza granice Polski – w roku 1978 na kongres pod hasłem „Zwycięska wiara” do Lille we Francji, do Stanów Zjednoczonych oraz do Kopenhagi w Danii, a rok później na kongres pod hasłem „Żywa nadzieja” do Kopenhagi. Latem 1980 roku 1883 Świadków Jehowy otrzymało oficjalne zezwolenie na wyjazd na kongres pod hasłem „Miłość Boża” do Wiednia. Rok później do stolicy Austrii na kongres pod hasłem „Lojalność wobec Królestwa” przyjechało ponad 5000 polskich Świadków Jehowy. W następnych latach władze zezwalały na organizowanie zgromadzeń w Polsce, na początku w halach – w 1981 roku pod hasłem „Lojalność wobec Królestwa” (5 lipca w gdańskiej Hali Olivia – 5751 obecnych, nieco później w mniejszej hali w Skawinie i w sali Cechu Rzemiosł w Oświęcimiu). W roku 1982 zorganizowano przeszło 80 zgromadzeń pod hasłem „Prawda o Królestwie” w różnych halach w kraju (przeszło 96 tysięcy obecnych – ochrzczono 1761 osób), a od roku 1983 kongresy zaczęto organizować na stadionach sportowych. W roku 1983 („Jedność dzięki Królestwu”) oraz w 1984 („Rozwój Królestwa”) odbyło się po 12 kongresów. W 1985 roku na czterech stadionach: w Chorzowie, Poznaniu, Wrocławiu i w Warszawie odbyły się pierwsze kongresy międzynarodowe pod hasłem „Lud zachowujący prawość”. Przemawiało czterech członków Ciała Kierowniczego Świadków Jehowy – Albert D. Schroeder, Milton Henschel, Teodor Jaracz i Daniel Sydlik. 27 sierpnia 1985 roku delegacja złożyła wizytę w Urzędzie ds. Wyznań. Rozmawiano o kongresach i perspektywach związanych z prawnym uznaniem tego wyznania religijnego w Polsce. Na tych kongresach były obecne w sumie 94 134 osoby, w tym również delegaci z 16 krajów, a ochrzczono 3140 osób. W roku 1986 („Pokój Boży”) odbyło się 9 kongresów, a w roku 1987 („Zaufaj Jehowie”) oraz w roku 1988 („Sprawiedliwość Boża”) odbyło się po 12 kongresów rocznie.

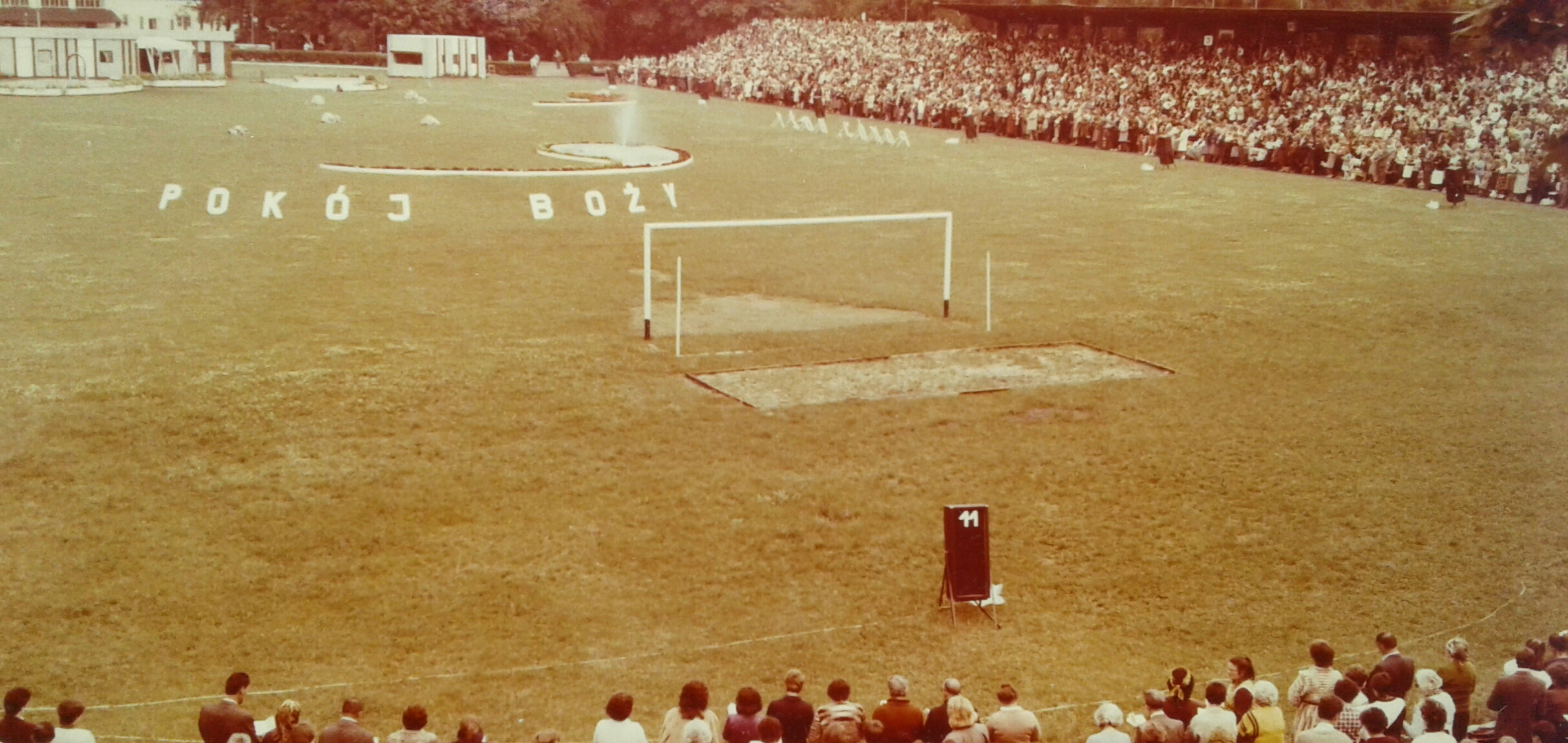
Kongres okręgowy pod hasłem „Pokój Boży” (Stadion Korony Kraków, 1986)
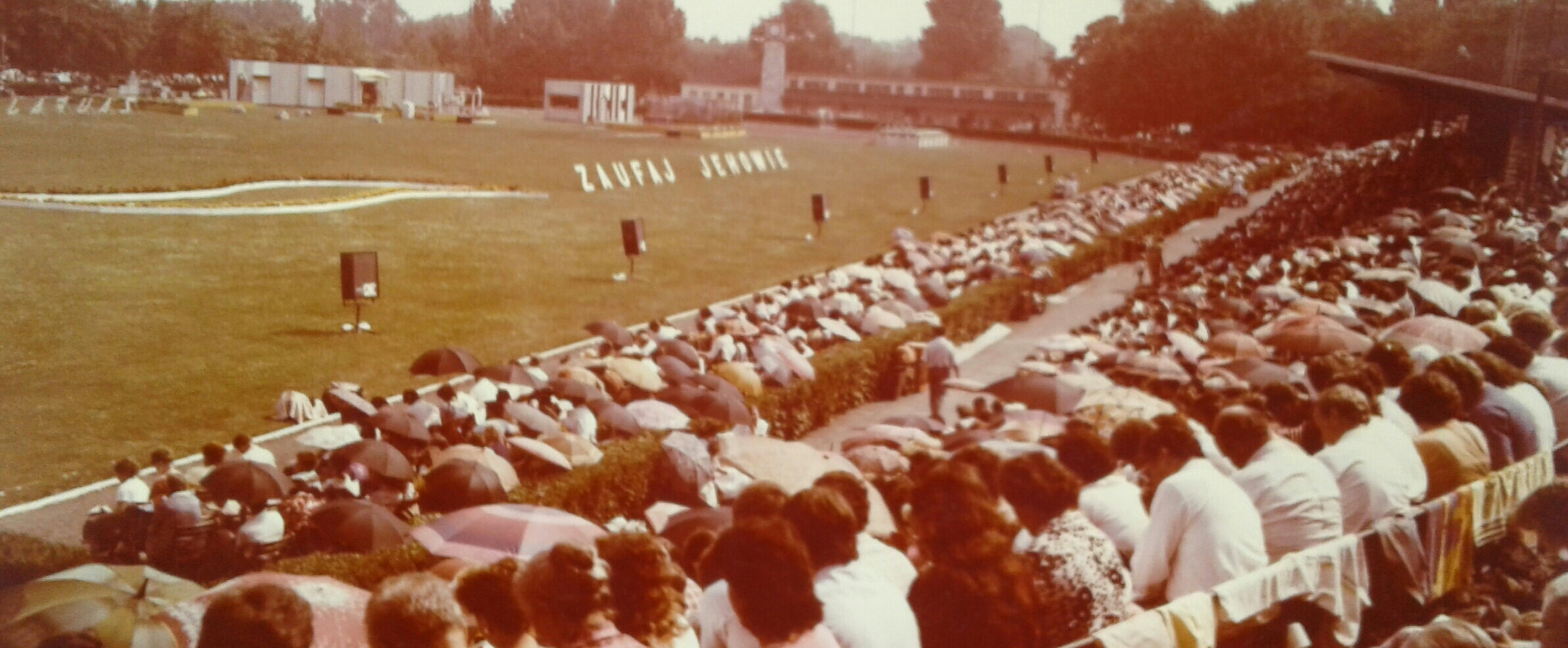
Kongres okręgowy pod hasłem „Zaufaj Jehowie” (stadion Korony Kraków, 1987)
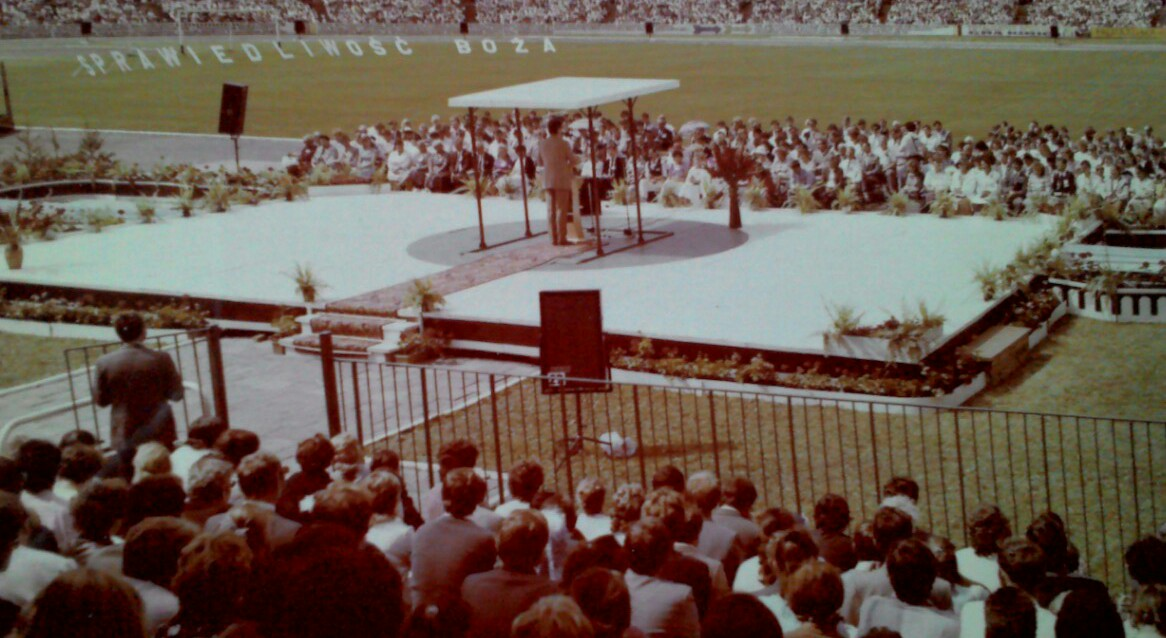
Kongres okręgowy pod hasłem „Sprawiedliwość Boża” (stadion Hutnika Kraków, 1988)
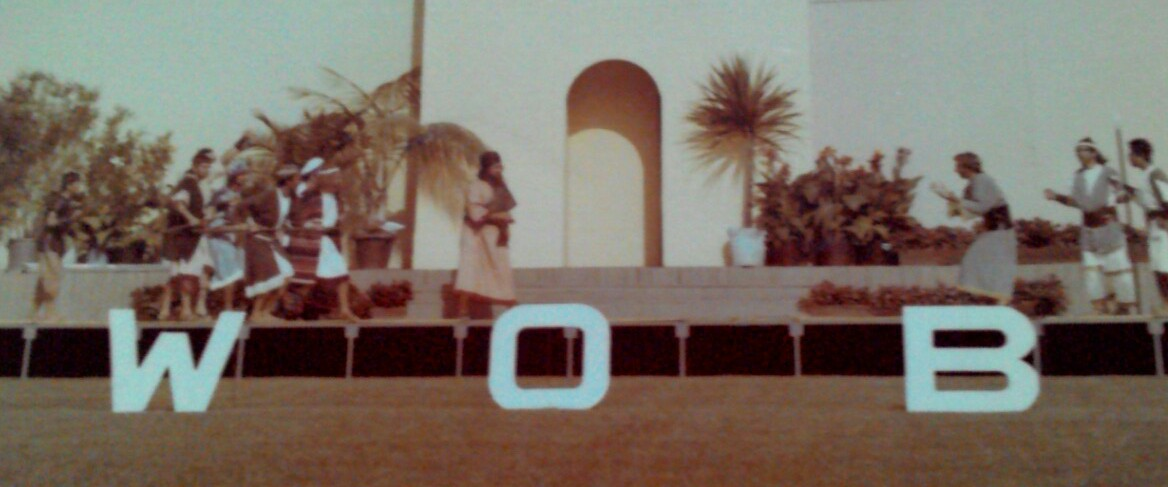
Polskojęzyczny kongres pod hasłem „Lojalność wobec Królestwa” (przedstawienie biblijne dla polskich delegatów, Wiedeń, 1981)

### Droga do ponownej legalizacji
Pomimo trwającego jeszcze zakazu działalności w 1983 roku pozwolono polskim Świadkom Jehowy sprowadzić ze Stanów Zjednoczonych dziesiątki tysięcy egzemplarzy literatury biblijnej – pierwszą publikacją była w roku 1984 książka „Mój zbiór opowieści biblijnych” w nakładzie 60 tysięcy egzemplarzy. W roku 1985 sprowadzono książkę „Będziesz mógł żyć w raju na ziemi” oraz broszury „Oto wszystko nowe czynię” i „Imię Boże”. W kolejnych latach zaczęto regularnie sprowadzać duże ilości publikacji biblijnych z Biura Oddziału w Niemczech. By ułatwić import publikacji i uprościć związane z tym procedury, Świadkowie Jehowy zarejestrowali 12 lutego 1985 roku spółkę pod nazwą „Strażnica – Wydawnictwo Wyznania Świadków Jehowy w Polsce”. W połowie 1988 roku oficjalnie zezwolono na regularne sprowadzanie czterobarwnych czasopism: półmiesięcznika „Strażnica” i miesięcznika „Przebudźcie się!” (nakład każdego z nich w języku polskim ma nakład 530 tys. egzemplarzy). W kraju działało około 84,5 tysiąca głosicieli.
W okresie zakazu działalności trzykrotnie występowano do władz z wnioskiem o zarejestrowanie stowarzyszenia, które reprezentowało by polskich Świadków Jehowy. W roku 1987 przedstawiciele Świadków Jehowy po raz czwarty złożyli wniosek o zalegalizowanie działalności. W tym roku działało 82 769 głosicieli. W 1988 roku Polskę ponownie odwiedzili członkowie Ciała Kierowniczego Milton Henschel i Teodor Jaracz.
Co roku ze względu na odmowę pełnienia służby wojskowej kary więzienia odbywało około 300–350 młodych Świadków Jehowy. Wyroki skazujące związane z tą odmową zaprzestano wydawać w Polsce pod koniec 1988 roku.

### Ponowna legalizacja
12 maja 1989 roku Świadkowie Jehowy w Polsce zostali oficjalnie zarejestrowani pod nazwą „Strażnica – Towarzystwo Biblijne i Traktatowe. Zarejestrowany Związek Wyznania Świadków Jehowy” i zalegalizowani decyzją dyrektora Urzędu do Spraw Wyznań (nr: II-803/14/16/89). Akt rejestracji prawnej podpisali Edward Kwiatosz, Harald Abt i Adam Wojtyniak, reprezentujący związek wyznaniowy w rozmowach z przedstawicielami władz. W skład pierwszego zarządu weszli: Harald Abt, Zygfryd Adach, Stanisław Kardyga, Edward Kwiatosz, Franciszek Mielczarek, Antoni Tomaszewski i Adam Wojtyniak. Liczba głosicieli zbliżała się do 90 tysięcy. 31 stycznia 1990 roku wyznanie zostało wpisane do rejestru MSWiA w dziale A pod numerem 34. Od 13 maja 2014 roku związek wyznaniowy nosi nazwę „Świadkowie Jehowy w Polsce”. Według Instytutu Pamięci Narodowej Świadkowie Jehowy byli najdłużej działającą w konspiracji nielegalną organizacją w PRL.

### Rozwój działalności

#### Biuro Oddziału, Sale Zgromadzeń i Sale Królestwa

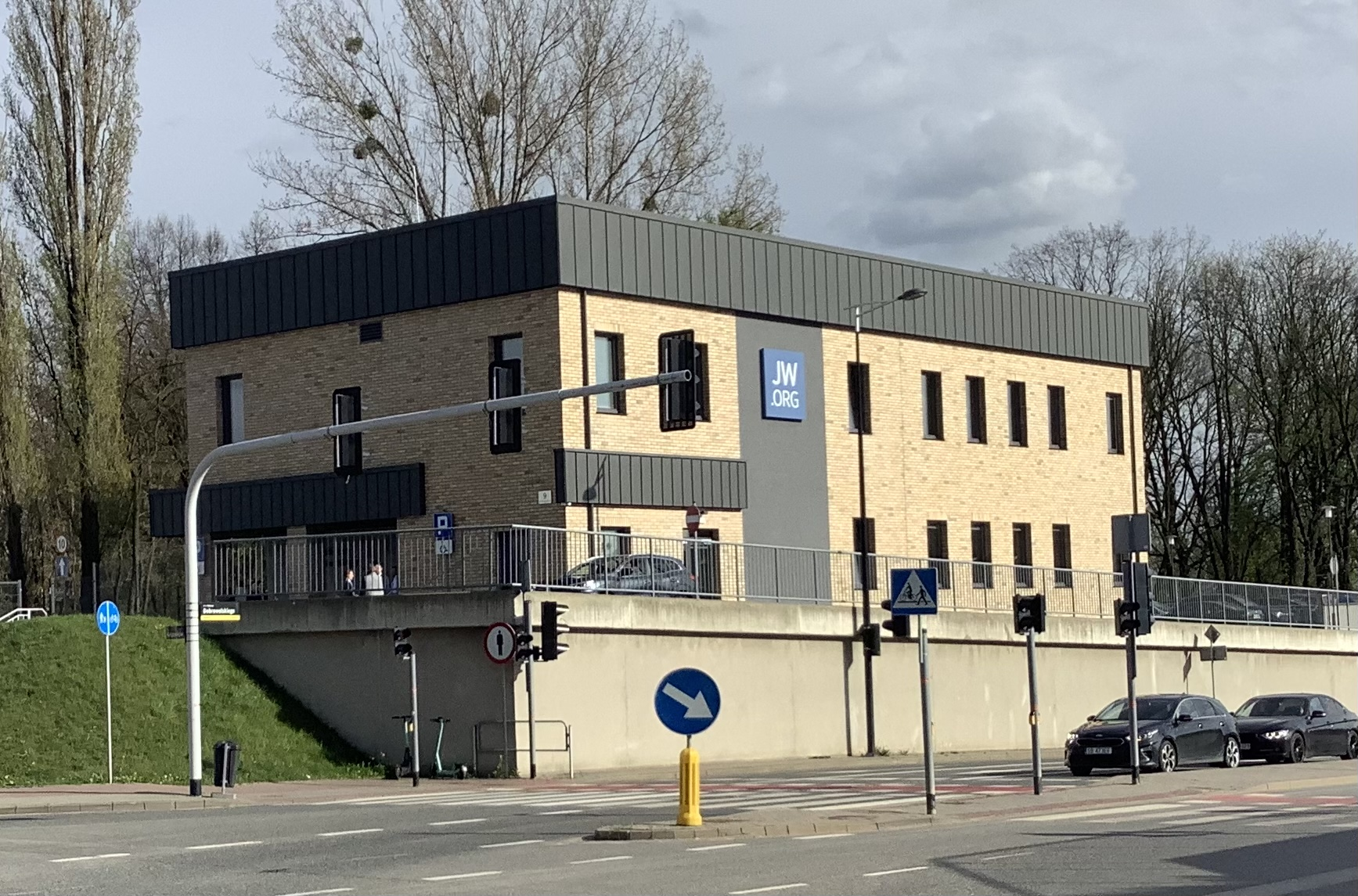
Zbory Świadków Jehowy w Polsce spotykają się w ponad 660 Salach Królestwa. Na zdjęciu: kompleks 2 Sal Królestwa, z których korzysta 9 zborów (Katowice)

28 listopada 1992 roku oddano do użytku Biuro Oddziału w Nadarzynie. Na uroczystości otwarcia był obecny członek Ciała Kierowniczego Teodor Jaracz oraz delegacje z 16 krajów. Dzień później na specjalnym programie na warszawskim Torwarze obecnych było ponad 10 tysięcy delegatów ze wszystkich zborów w Polsce (w polskim Biurze Oddziału mieszka i pracuje około 200 wolontariuszy).
W tym też okresie oddano do użytku wiele Sal Królestwa, a w późniejszych latach – także osiem Sal Zgromadzeń: w Sosnowcu (Centrum Kongresowe, 1999), Warszawie-Ursusie (2004), Lublinie (2000), Łodzi (1999), Malborku (2002), w Stęszewie k. Poznania (2001), Skarbimierzu (2000), a w 2009 roku w Mostach k. Szczecina. W Polsce działa pięć brygad budowlanych, składających się z wolontariuszy, które rocznie planują wybudowanie około 20 nowych Sal Królestwa i wykonanie około 10 remontów generalnych.
W roku 2018 zbory Świadków Jehowy w Polsce korzystały z 645 własnych Sal Królestwa, w roku 2023 z ponad 650, a w roku 2024 z ponad 660. Tylko w latach 2015–2019 wybudowano 75 nowych obiektów tego rodzaju. Potrzeba ich jeszcze około 50. Nowy obiekt powstaje na ogół w ciągu 3 miesięcy. Pomocą oraz pracami remontowo-budowlanymi kieruje „Lokalny Dział Projektowo-Budowlany” do pomocy w tym celu ma wolontariuszy: pełnoczasowych sług budowlanych oraz współpracujących ochotników ze zborów.

#### Wydanie Pisma Świętego
W lipcu 1994 roku na kongresie pod hasłem „Bojaźń Boża” ogłoszono wydanie w języku polskim Chrześcijańskich Pism Greckich w Przekładzie Nowego Świata (Nowy Testament), a 28 czerwca 1997 roku na kongresie pod hasłem „Wiara w Słowo Boże” całej Biblii – Pismo Święte w Przekładzie Nowego Świata. 10 sierpnia 2018 roku na kongresie regionalnym pod hasłem „Bądź odważny!”, w Warszawie członek Ciała Kierowniczego Mark Sanderson ogłosił wydanie zrewidowanej edycji Pisma Świętego w Przekładzie Nowego Świata opartej na wydaniu angielskim z 2013 roku. Do sierpnia 2018 roku Przekład Nowego Świata w języku polskim w różnych formatach opublikowano w nakładzie 1 828 521 egzemplarzy. 6 lutego 2020 roku udostępniono w języku polskim wydanie do studium.

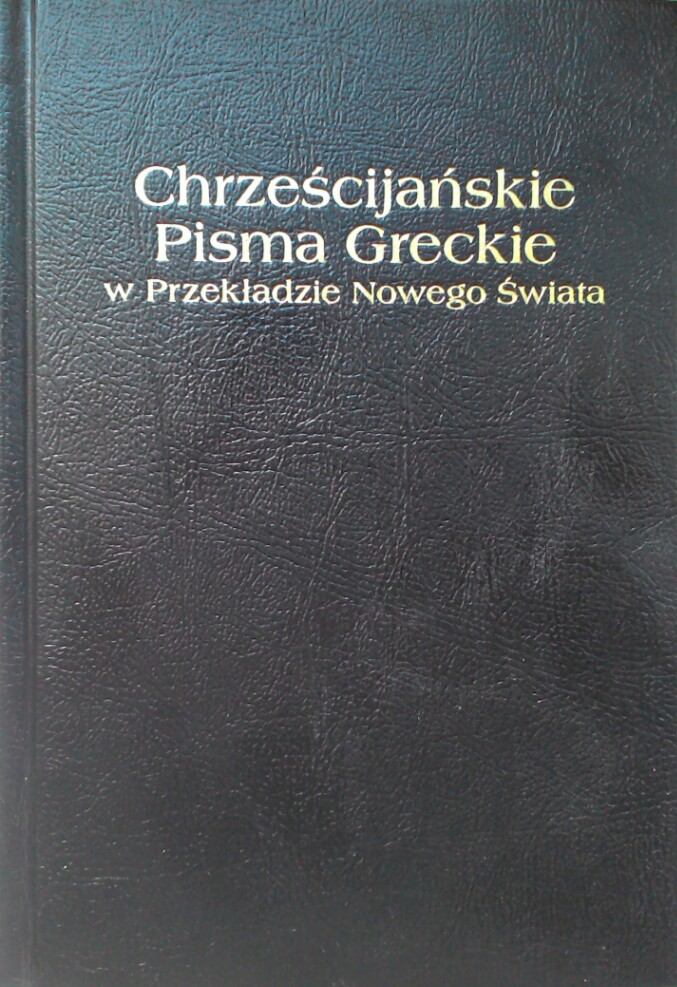
Chrześcijańskie Pisma Greckie w Przekładzie Nowego Świata wydane w j. polskim w 1994 roku
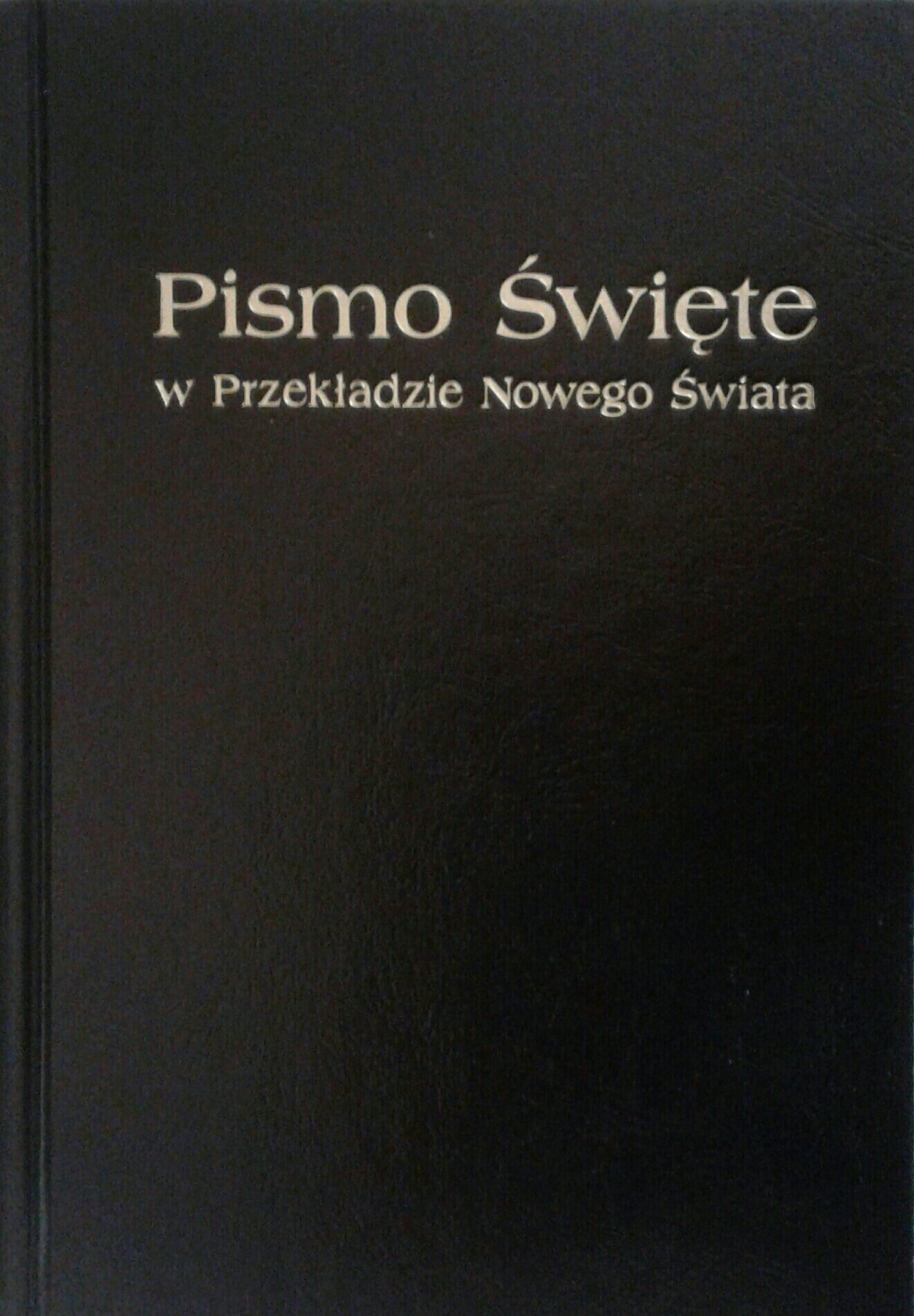
Pismo Święte w Przekładzie Nowego Świata ukazało się w j. polskim w roku 1997, wydanie zrewidowane w 2018 roku, a wydanie do studium od 2020 roku

#### Świadczenie publiczne z wózkami

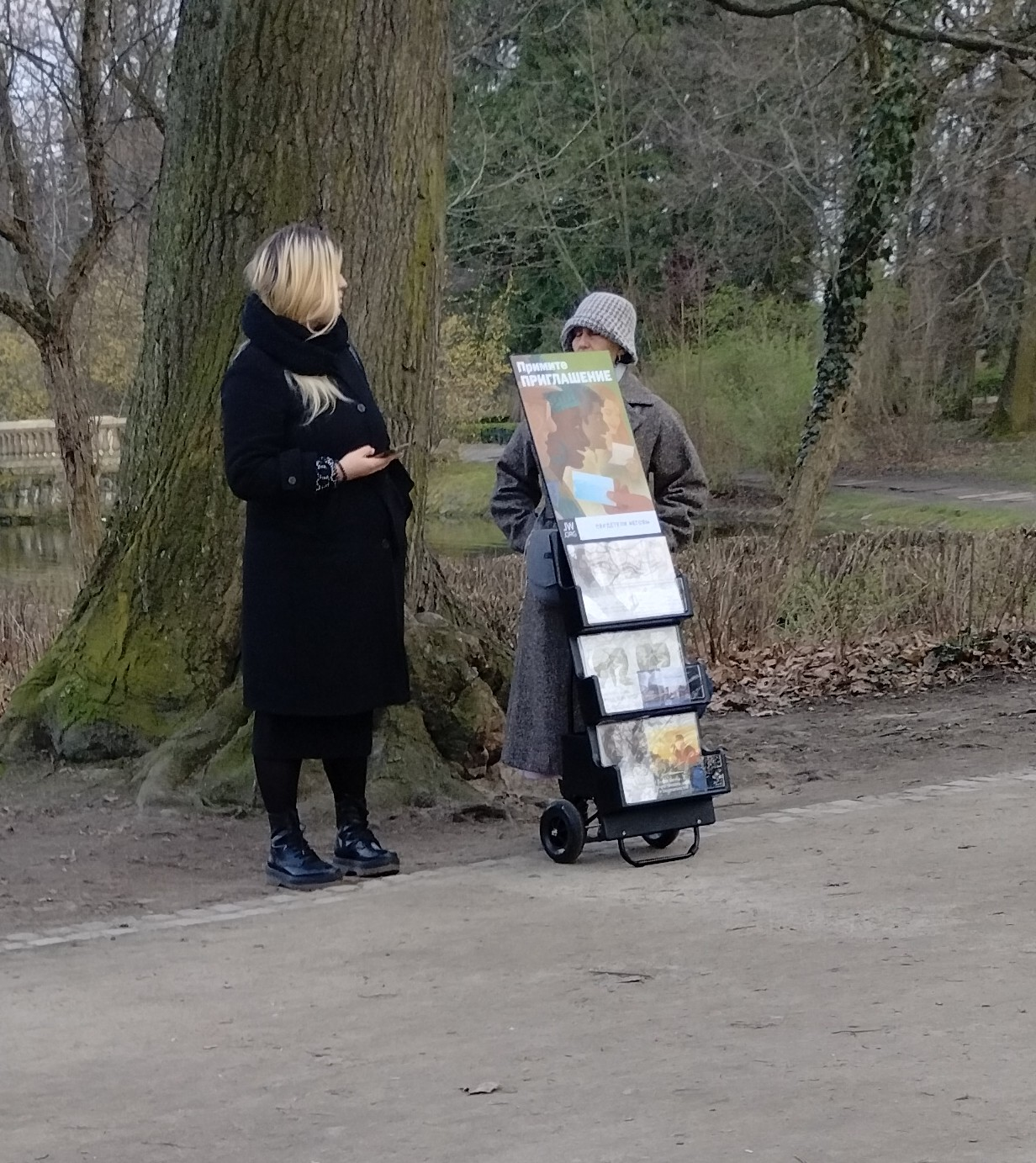
Publiczne świadczenie przy wózku z publikacjami biblijnymi
w języku ukraińskim we Wrocławiu

W sierpniu 2013 roku rozpoczęto specjalne świadczenie publiczne z wózkami z publikacjami biblijnymi (w tym obcojęzycznymi) na terenach wielkomiejskich, którym objęto najpierw 8 największych miast w Polsce, a później liczba ta wzrosła do 10 (Bydgoszcz, Gdańsk, Katowice, Kraków, Lublin, Łódź, Poznań, Szczecin, Warszawa i Wrocław). Bierze w nim udział ponad 2400 głosicieli i pionierów w 20 punktach na terenie tych miast. Wdrożono też program świadczenia publicznego na terenie poszczególnych zborów (polskojęzycznych i innojęzycznych) za pomocą wózków z literaturą biblijną.

#### Pionierzy
Corocznie latem organizuje się grupy pionierskie, które udają się tereny nieprzydzielone żadnym zborom oraz na rzadko opracowywanych przez Świadków Jehowy w trakcie głoszenia (np. latem 2014 roku było to 145 grup pionierskich, które udały się na 56 terenów nieprzydzielonych i na 60 rzadko opracowywanych).
W 2024 roku odnotowano najwyższą przeciętną liczbę pionierów pełnoczasowych (stałych i specjalnych) w Polsce – 11 663. W kwietniu 2011 roku zanotowano najwyższa liczbę pionierów pomocniczych w Polsce – 45 028, a w roku 2014 ich najwyższą przeciętną liczbę w Polsce – 9894.

#### Działalność wśród obcokrajowców i mniejszości etnicznych
Na początku XXI wieku rozpoczęto organizowanie kursów języków obcych, aby skuteczniej prowadzić ewangelizację wśród obcokrajowców. Przyczyniło się to do powstania zborów i grup innojęzycznych, które w 2024 roku prowadziły zebrania zborowe w 11 językach. Poza tym w Polsce kongresy regionalne odbywają się także w języku angielskim, rosyjskim i ukraińskim, i w tych samych językach odbywają się zgromadzenia obwodowe (w poprzednich latach zgromadzenia obwodowe odbywały się także w języku bułgarskim, hiszpańskim, ormiańskim oraz wietnamskim).
Publiczną działalność kaznodziejską prowadzi się też na parkingach przy autostradach i drogach ekspresowych (przy tzw. Miejscach Obsługi Podróżnych). W jednym z takich miejsc na południu Polski (pod Krakowem) głosiciele są przygotowani, by na miejscu udostępnić podróżnym publikacje w jednym z ponad 130 języków.
Świadkowie Jehowy korzystają też z możliwości ze specjalnej działalności wśród cudzoziemców przebywających w otwartych ośrodkach oraz osadzonych w Strzeżonych Ośrodkach Dla Cudzoziemców.
W 2015 roku wydano pierwsze publikacje Świadków Jehowy w języku kaszubskim, po śląsku (w gwarze cieszyńskiej) oraz w dialekcie języka romskiego, używanym przez polskich Romów (Polska Roma).
W kwietniu 2016 roku zorganizowano specjalną kampanię ewangelizacyjną wśród posługujących się tymi językami. Natomiast w marcu 2019 roku zorganizowano specjalną ogólnopolską kampanię wyszukiwania osób posługujących się językiem ukraińskim.

#### Absolwenci Biblijnej Szkoła Strażnicy – Gilead
W marcu 2007 roku do Polski przybyli absolwenci 122. klasy Szkoły Gilead, w grudniu 2010 roku misjonarze 129. klasy Szkoły Gilead. W marcu 2013 roku, we wrześniu 2014 i 2015 roku, w marcu 2016 i 2018 roku, we wrześniu 2018, w marcu 2019 roku oraz we wrześniu 2024 roku, wśród absolwentów: 136., 137., 139. 140., 144., 145., 146., 148. oraz 156. klasy Szkoły Gilead, znaleźli się absolwenci z Polski (lub skierowani do Polski).

#### Język migowy i alfabet Braille’a
Na początku lat 90. XX wieku rozpoczęto prowadzenie dla wytypowanych głosicieli ogólnokrajowych kursów języka migowego (m.in. w Zielonce koło Warszawy, (luty–lipiec 1991 roku), a także w okolicach Łodzi i na Śląsku), by mogli w trakcie prowadzenia działalności kaznodziejskiej docierać do osób głuchoniemych/niesłyszących, a także prowadzić zebrania w języku migowym, które w roku 2022 odbywały się w 13 zborach oraz 22 grupach i należało do nich 732 głosicieli. Pierwsze dwa zbory tego języka powstały w 2006 roku. W polskim języku migowym odbywają się również kongresy regionalne oraz zgromadzenia specjalne (do 2004 roku były tłumaczone symultanicznie). W 2004 roku wydano pierwszą publikację w polskim języku migowym. 17 grudnia 2017 roku na specjalnym spotkaniu w Sali Zgromadzeń w Warszawie ogłoszono wydanie Ewangelii według Mateusza w polskim języku migowym (do 2024 roku udostępniono kolejne, wszystkie księgi biblijne Nowego Testamentu oraz księgi biblijne Starego Testamentu, od Księgi Rodzaju do Księgi Sędziów oraz od Księgi 1 Samuela do Księgi 2 Królów oraz Księgę Jonasza, Księgę Kaznodziei i Księgę Przysłów). 19 czerwca 2022 roku Przemysław Bobów z polskiego Komitetu Oddziału ogłosił wydanie Chrześcijańskich Pism Greckich w Przekładzie Nowego Świata w polskim języku migowym. Nagrany wcześniej specjalny program okolicznościowy obejrzało około 1000 osób.
W lipcu 2014 roku oprócz już działającej oficjalnej strony internetowej Świadków Jehowy jw.org w języku polskim (najpopularniejszym religijnym serwisem internetowym w Polsce), uruchomiono ją również w polskim języku migowym, a od stycznia 2016 roku także telewizję JW Broadcasting. Od listopada 2015 roku w polskim języku migowym dostępna jest „Strażnica”.
Od lutego 2014 roku w polskim alfabecie Braille’a dostępna jest „Strażnica”, a od lipca 2014 roku rozpoczęto wydawanie kolejnych publikacji Świadków Jehowy w tym alfabecie.

#### Działalność w ośrodkach penitencjarnych

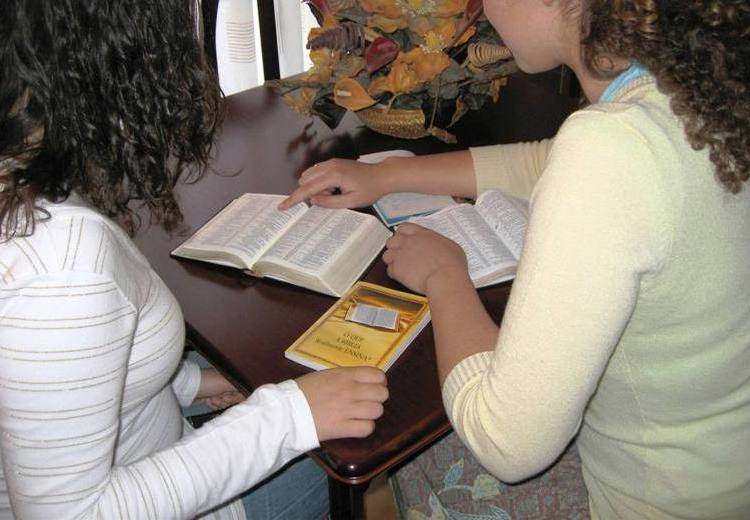
W Polsce głosiciele prowadzą przeszło 24,1 tysiąca bezpłatnych interaktywnych kursów biblijnych, a ponad 700 specjalnie przygotowanych kaznodziejów prowadzi działalność ewangelizacyjną w około 170 ośrodkach penitencjarnych i więzieniach

W całym kraju ponad 700 odpowiednio przygotowanych kaznodziejów systematycznie odwiedza około 170 ośrodków penitencjarnych i więzień. Odpowiadają oni na średnio 20 listów miesięcznie kierowanych do Biura Oddziału z prośbami o literaturę biblijną, odwiedziny lub studium biblijne. W niektórych zakładach penitencjarnych regularnie prowadzone są zebrania chrześcijańskie oraz odbywają się indywidualne lub grupowe bezpłatne kursy biblijne. Tylko w latach 2006 i 2007 ochrzczono 19 skazanych. W zakładach karnych i aresztach śledczych dla osób zainteresowanych organizuje się również uroczystość Wieczerzy Pańskiej, a w Zakładzie Karnym w Kamińsku, Piotrkowie Trybunalskim oraz w Sztumie także zebrania zborowe.

#### Prezentacje na targach książki

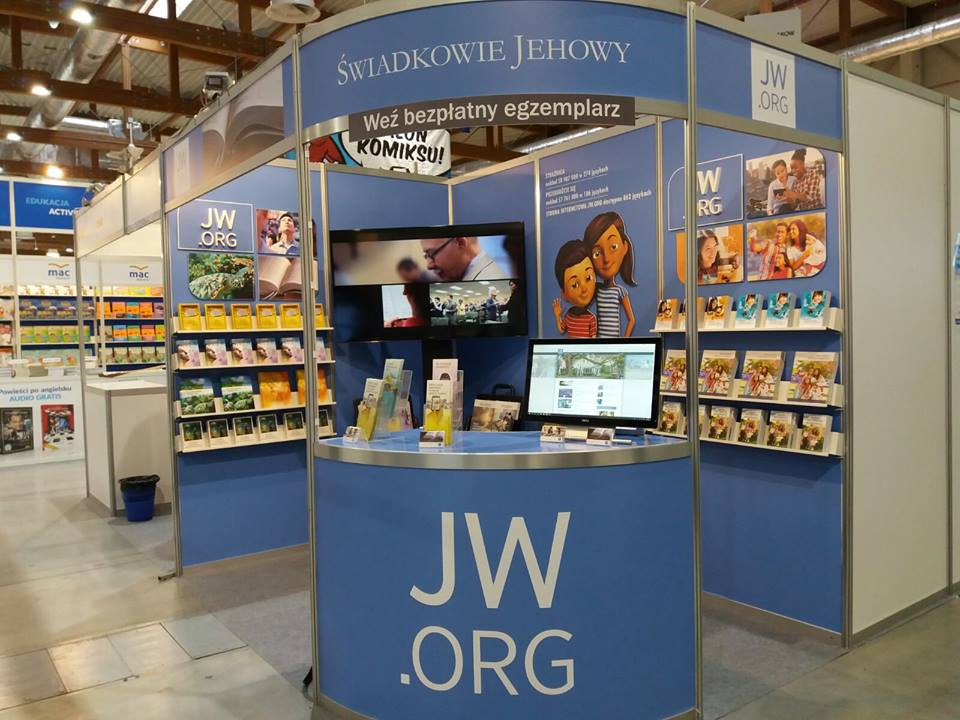
Stoisko Świadków Jehowy na „20. Międzynarodowych Targach Książki w Krakowie” (2016)

W dniach od 23 do 26 października 2014 roku Świadkowie Jehowy po raz pierwszy w Polsce brali udział w targach książki – „18. Międzynarodowych Targach Książki w Krakowie”, prezentując i udostępniając swoje bezpłatne publikacje biblijne. W dniach od 22 do 25 października 2015 roku brali udział w „19. Międzynarodowych Targach Książki w Krakowie”, w dniach od 27 do 30 października 2016 roku w „20. Międzynarodowych Targach Książki w Krakowie”, w dniach od 30 listopada do 3 grudnia 2017 roku w „26. Wrocławskich Targach Dobrych Książek”, w dniach od 5 do 8 grudnia 2019 roku w „28. Wrocławskich Targach Dobrej Książki”, a w dniach od 10 do 12 marca 2023 roku w „Poznańskich Targach Książki”.

#### Kursy
W roku 1993 w Polsce rozpoczęły się zajęcia Kursu Usługiwania. W 2011 roku w różnych częściach kraju rozpoczęły się zajęcia Kursu dla Starszych (do roku 2014 skorzystało z niego ponad 9600 nadzorców). W grudniu 2012 roku w Biurze Oddziału rozpoczęły się zajęcia Kursu dla Nadzorców Podróżujących i Ich Żon (obecnie: Kurs dla Nadzorców Obwodów i Ich Żon; do marca 2014 roku odbyło się jedenaście takich kursów – klas).
W lutym 2013 roku rozpoczęły się zajęcia Kursu Biblijnego dla Braci (do listopada 2014 roku – wraz z dawnym Kursem Usługiwania – odbyły się 44 takie kursy), a w kwietniu – pierwszej klasy Kursu Biblijnego dla Małżeństw (do listopada 2014 roku odbyło się pięć takich kursów: w Słupsku, Krakowie, Lublinie, Chorzowie i Łodzi). W marcu 2015 roku rozpoczęła naukę pierwsza klasa Kursu dla Ewangelizatorów Królestwa w Polsce (do 2025 roku naukę zakończyło 46 klas, m.in.: w Bydgoszczy, Gdańsku, Głogowie, Gorzowie Wielkopolskim, Poznaniu, Jeleniej Górze, Kielcach, Kołobrzegu, Krakowie, Lublinie, Łodzi, Mostach, Piotrkowie Trybunalskim, Sanoku, Sosnowcu, Świdnicy, Szczecinie, Warszawie i Zabrzu). Organizuje się również zajęcia Kursu Służby Pionierskiej (w języku polskim, polskim migowym, angielskim, rosyjskim i ukraińskim), Kursu Służby Królestwa oraz Kursu dla Starszych. W Polsce w 2024 roku prowadzono około 24,1 tysiące bezpłatnych interaktywnych kursów biblijnych.

#### Kongresy
W 1989 roku ponownie zorganizowano kongresy międzynarodowe, tym razem pod hasłem „Prawdziwa pobożność”. Odbyły się one na trzech stadionach – w Chorzowie, Poznaniu i Warszawie. Na kongresach tych gościło 5 członków Ciała Kierowniczego oraz delegaci z ponad 37 krajów. Programu wysłuchało 166 518 osób, a 6093 zostały ochrzczone. Niektóre punkty programu tłumaczono na 16 języków.
W roku 1990 odbyło się 12 kongresów pod hasłem „Czysta mowa”. Na Stadionie Dziesięciolecia w Warszawie, oprócz Polaków, obecnych było ponad 17 tysięcy delegatów zza wschodniej granicy.
W 1991 roku odbyło się 12 kongresów pod hasłem „Lud miłujący wolność”. W roku 1992 pod hasłem „Nosiciele światła” i w 1993 roku pod hasłem „Pouczani przez Boga” (po 13 kongresów), w roku 1994 pod hasłem „Bojaźń Boża” – 15 kongresów, a w roku 1995 pod hasłem „Rozradowani chwalcy Boga” – 19 kongresów.
W roku 1996 w Łodzi i w Warszawie odbył się (po raz trzeci w Polsce) kongres międzynarodowy – pod hasłem „Posłańcy pokoju Bożego”. Łącznie w Polsce w tym roku odbyło się 21 kongresów.
W roku 1997 – „Wiara w Słowo Boże”, w 1998 – „Boża droga życia”, w 1999 – „Prorocze słowo Boże”, w 2000 roku – „Wykonawcy słowa Bożego”, w 2001 – „Nauczyciele słowa Bożego”, w 2002 – „Gorliwi głosiciele Królestwa”, w 2003 – „Oddajcie chwałę Bogu” (po 22 kongresy rocznie), w roku 2004 – „Chodź z Bogiem” (23 kongresy) i w 2005 – „Posłuszni Bogu” (22 kongresy).
W sierpniu 2006 roku w Chorzowie i Poznaniu zorganizowano (po raz czwarty w Polsce) kongresy międzynarodowe – pod hasłem „Wyzwolenie jest blisko!”. Na kongresy te przybyło około 15 tysięcy delegatów zagranicznych oraz niektórzy z członków Ciała Kierowniczego. Ogółem w 8 kongresach w Polsce uczestniczyło ponad 160 000 osób, a chrzest przyjęło 2037 osób.
W lipcu 2007 roku na 22 kongresach pod hasłem „Naśladuj Chrystusa!” ochrzczono 1684 osoby. Latem 2008 roku odbyły się 24 kongresy pod hasłem „Kierowani duchem Bożym” (także po raz pierwszy kongres w polskim j. migowym), ochrzczono 1427 osób. W lipcu 2009 roku w Poznaniu odbył się po raz piąty kongres międzynarodowy w Polsce – pod hasłem „Czuwajcie!” (20 133 obecnych, delegacje z 10 krajów), Ciało Kierownicze reprezentował Samuel F. Herd, a niektóre punkty programu były transmitowane do innych miejsc zgromadzeń.
W 2010 roku odbyło się 26 kongresów pod hasłem „Trwaj przy Jehowie!” w 4 językach, ochrzczono 1195 osób. Po raz pierwszy przedstawiono wtedy program kongresu w języku angielskim i rosyjskim. W 2011 roku na 25 kongresach pod hasłem „Niech przyjdzie Królestwo Boże!” zgromadziło się w Polsce 147 513 obecnych, a chrzest przyjęło 1019 osób. Po raz kolejny program przedstawiono także w języku migowym, angielskim i rosyjskim. Latem 2012 roku odbyły się 24 kongresy pod hasłem „Strzeż swego serca!” w 4 językach w 19 miastach, a w 2013 roku odbyło się 16, ale za to większych kongresów pod hasłem „Słowo Boże jest prawdą!” w 4 językach, w 11 miastach. Liczba obecnych wyniosła 140 337, a 1036 osób zostało ochrzczonych.
W 2014 roku zorganizowano 23 kongresy regionalne pod hasłem „Szukajmy najpierw Królestwa Bożego!”, w 19 miastach, w 4 językach: polskim, angielskim, rosyjskim i polskim migowym. Latem 2015 roku odbyły się 33 kongresy regionalne pod hasłem „Naśladujmy Jezusa!” w 27 miastach, w 4 językach. Uczestniczyło w nich 138 566 osób, a 809 przyjęło chrzest. W 2016 roku w 25 miastach zorganizowano 32 kongresy regionalne pod hasłem „Lojalnie trwajmy przy Jehowie!”, w 4 językach.
W 2017 roku w 22 miastach zorganizowano 32 kongresy regionalne pod hasłem „Nie poddawaj się!”, w 5 językach (w tym po raz pierwszy w Polsce w języku ukraińskim, a także dwa w języku rosyjskim). Uczestniczyło w nich 138 343 osoby, a 693 przyjęły chrzest. W Sali Zgromadzeń w Malborku dla Świadków Jehowy z obwodu królewieckiego odbył się w języku rosyjskim.
W 2018 roku w 21 miastach w 5 językach odbyło się 28 kongresów regionalnych pod hasłem „Bądź odważny!”.
W 2019 roku w Warszawie (po raz szósty w Polsce) odbył się kongres międzynarodowy pod hasłem „Miłość nigdy nie zawodzi!”. Uczestniczyło w nim 32 069 osób, w tym 6892 zagranicznych delegatów z ponad 35 krajów. Ciało Kierownicze reprezentował Gerrit Lösch. Pozostałych 7 kongresów regionalnych odbyło się w tym samym terminie, a niektóre punkty programu były transmitowane z Warszawy. W sumie uczestniczyły w nich 128 164 osoby. Tydzień później odbyło się 10 kongresów regionalnych. Program kongresów regionalnych został przedstawiony w 5 językach: polskim, angielskim, rosyjskim, ukraińskim i polskim migowym.
Po trzyletniej przerwie związanej z pandemią COVID-19 (w czasie której kongresy z osobistym udziałem obecnych w obiektach były odwołane, nagrany wcześniej program został zamieszczony w serwisie jw.org), w 2023 roku zorganizowano 29 kongresów pod hasłem „Okazujcie cierpliwość!” (w 20 obiektach w 18 miastach, w 5 językach: polskim, angielskim, rosyjskim (dwa), ukraińskim (dwa) i polskim migowym). Ochrzczono 793 osoby. W 2024 roku w 19 miastach zorganizowano 32 kongresy pod hasłem „Głośmy dobrą nowinę!”, odbyły się w 5 językach: polskim, angielskim, rosyjskim (trzy), ukraińskim (trzy) i polskim migowym, na których obecne były 116 472 osoby, 697 zostało ochrzczonych.
Poza tym w Polsce co roku organizuje się ponad 250 zgromadzeń obwodowych.

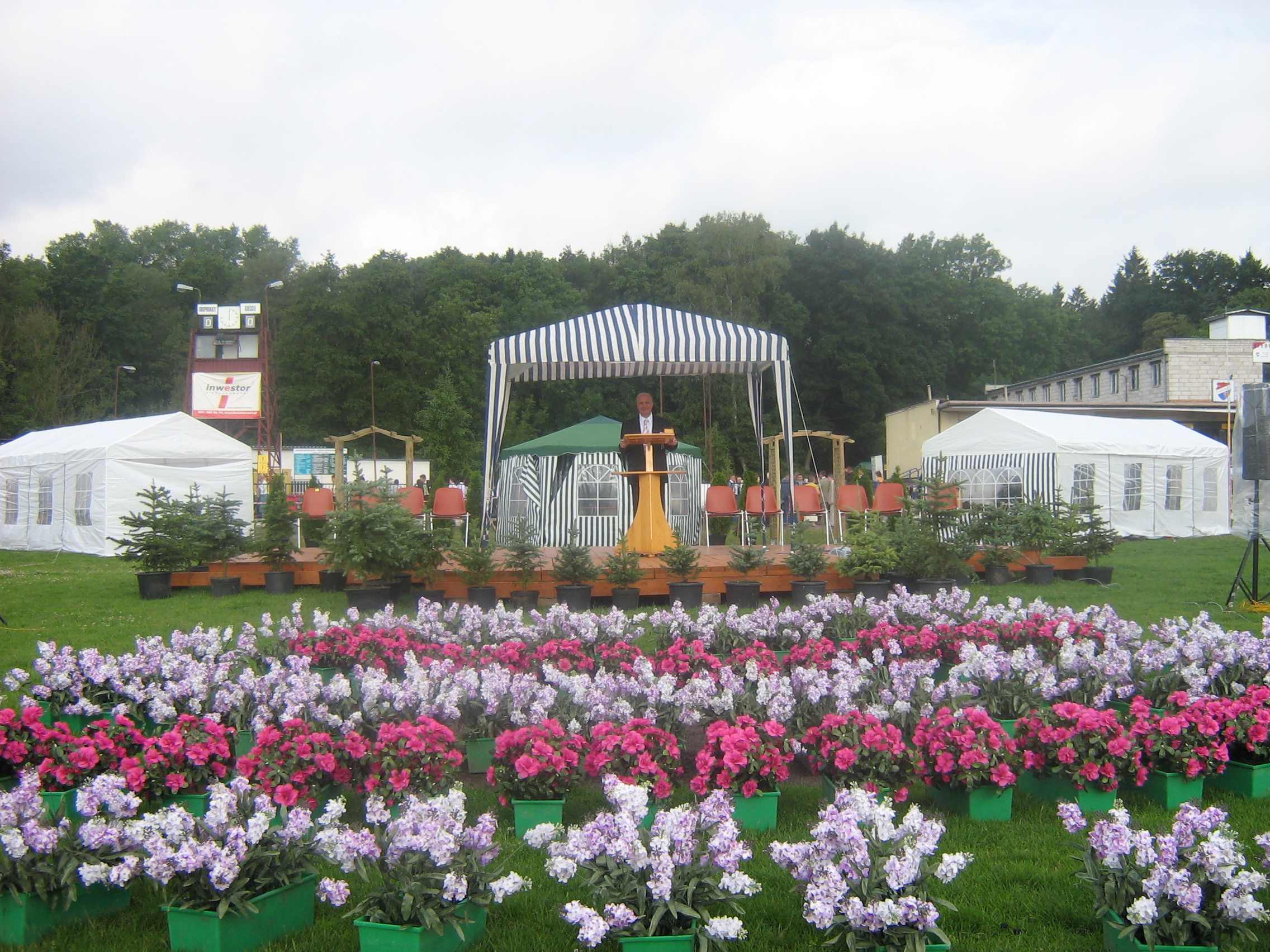
Kongres okręgowy pod hasłem „Kierowani duchem Bożym” (Szczecin, 2008)
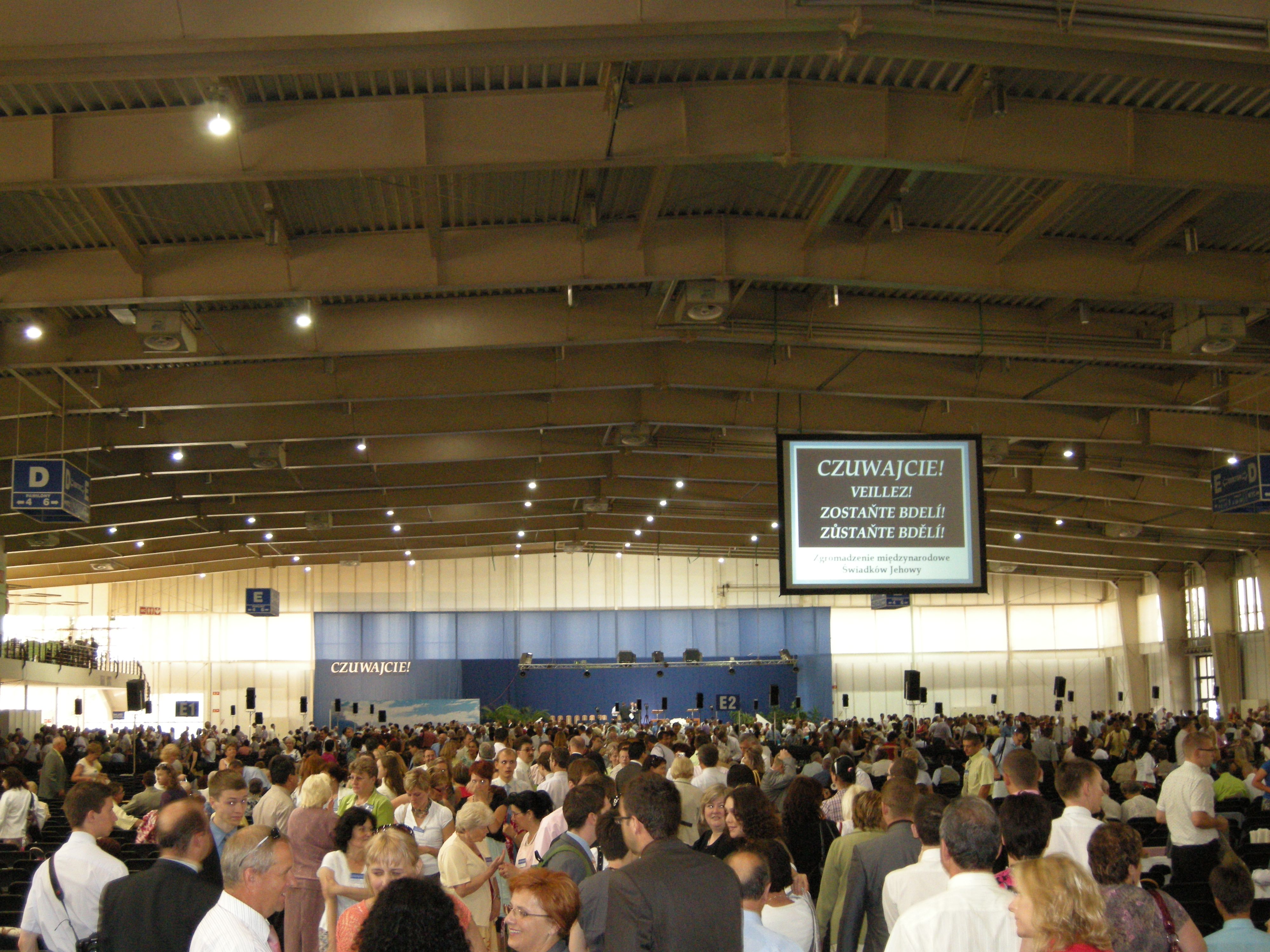
Jeden z sześciu kongresów międzynarodowych, które odbyły się w ostatnich latach w Polsce („Czuwajcie!”, Poznań, 2009)
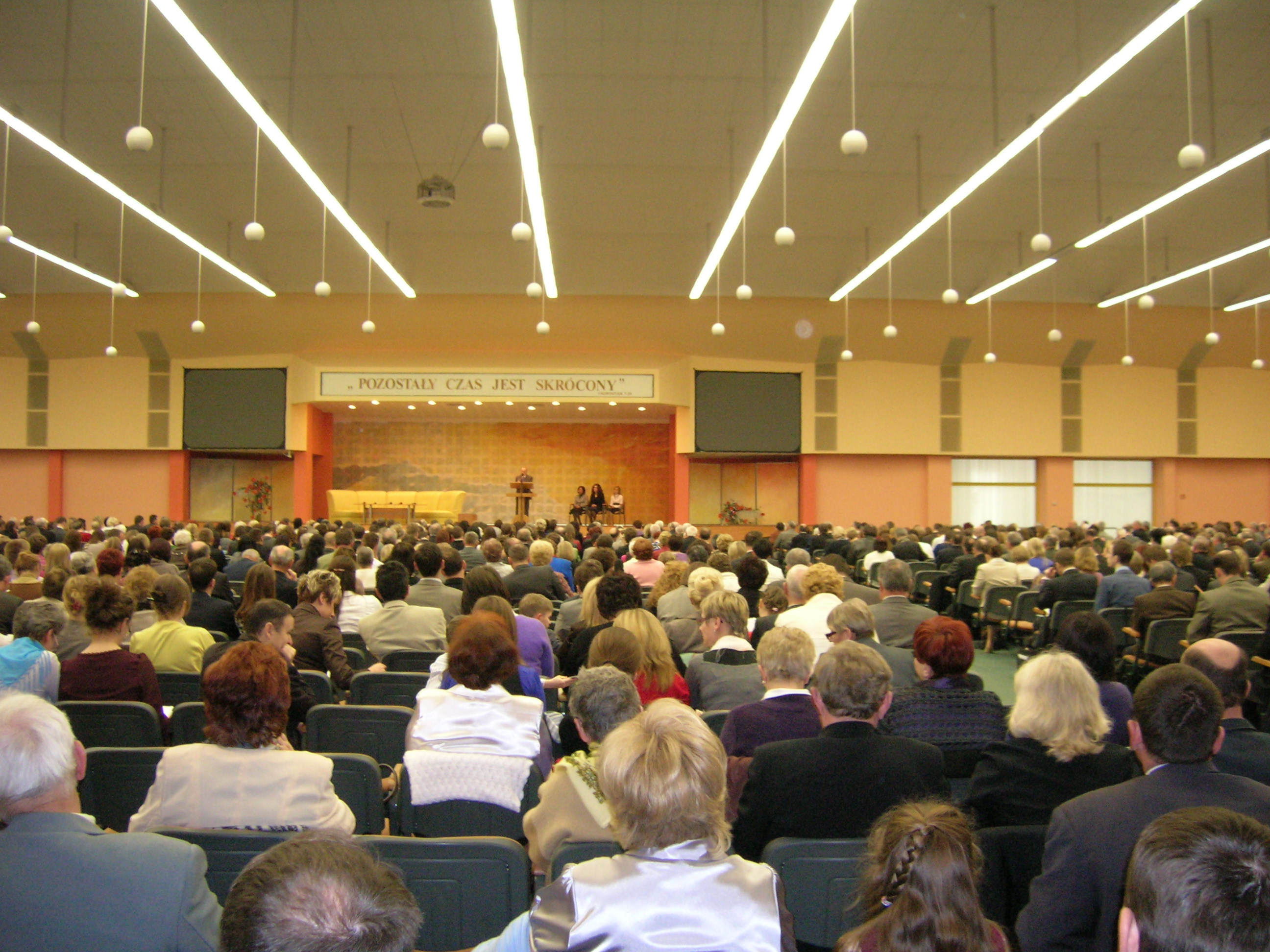
Zgromadzenie specjalne pod hasłem „Pozostały czas jest skrócony” (Sala Zgromadzeń, Sosnowiec, 2010)
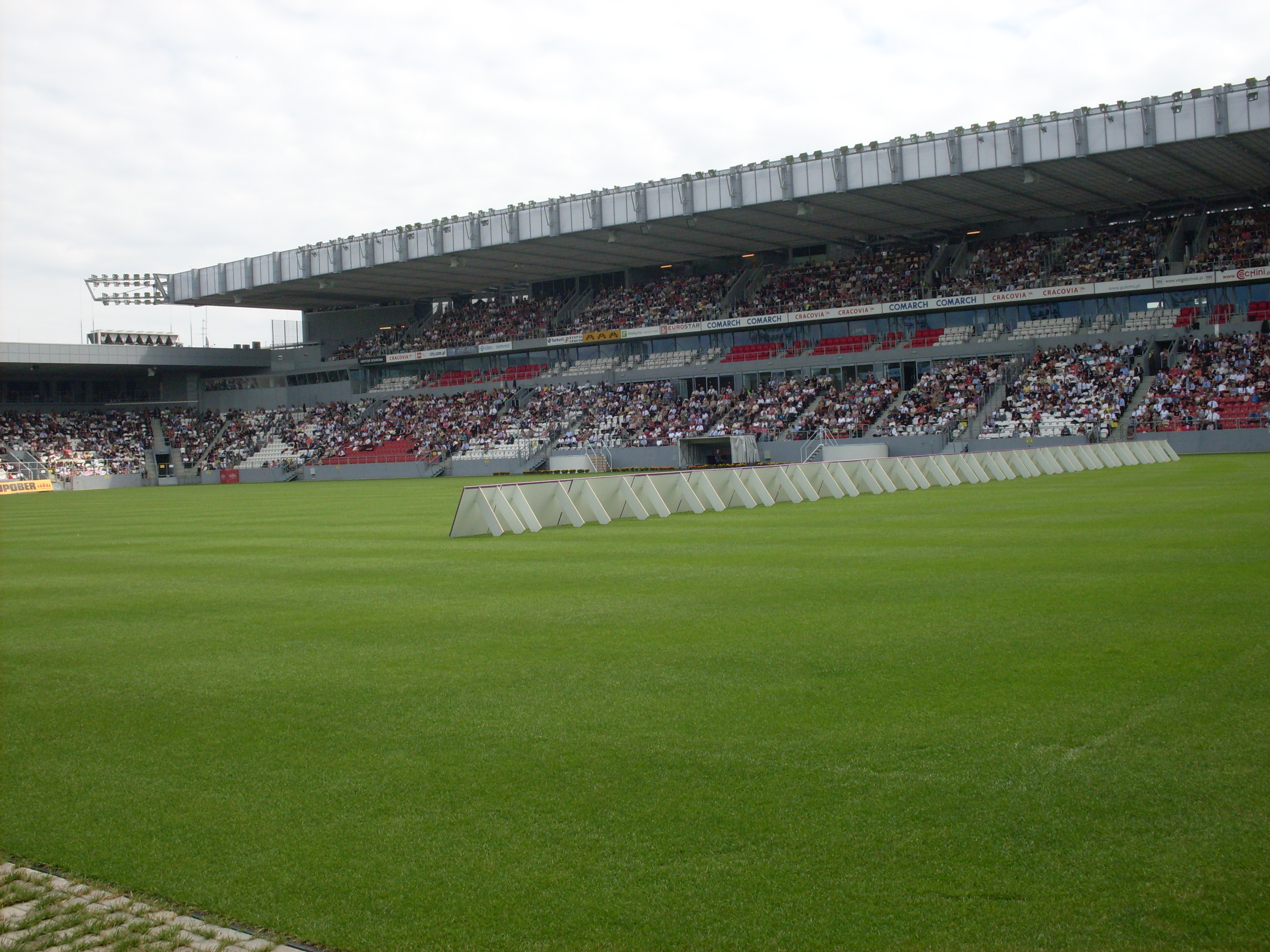
Kongres pod hasłem „Niech przyjdzie Królestwo Boże!” (Kraków, 2011)

#### Delegacje kongresowe z Polski
Delegaci z Polski byli obecni na kongresach międzynarodowych oraz specjalnych m.in. w: Niemczech („Czysta mowa” (1990), „Boża droga życia” (1998), „Wyzwolenie jest blisko!” (2006), „Czuwajcie!” (2009), „Miłość nigdy nie zawodzi!” (2019)), Czechach („Lud miłujący wolność” (1991), „Posłańcy pokoju Bożego” (1996)), Rosji („Nosiciele światła” (1992), „Pouczani przez Boga” (1993), Stanach Zjednoczonych ((1998), „Szukajmy najpierw Królestwa Bożego!” (2014), (2019), „Głośmy dobrą nowinę!” (2024)), Kanadzie (1998), Szwecji („Strzeż swego serca!” (2012)), Korei Południowej (2014), Ekwadorze (2019), Danii (2019), Gruzji („Bądź odważny!” (2018)), Rumunii („Nie poddawaj się!” (2017)), Finlandii (2024), Islandii (2024) oraz we Francji ((1998), „Nauczyciele słowa Bożego” (2001), (2009), (2016)), na Ukrainie (1993) i na Węgrzech (1991, 2024). W 2025 roku będą uczestniczyć w kongresach specjalnych w Japonii i w Wielkiej Brytanii (Szkocji).

#### Pomoc dla potrzebujących

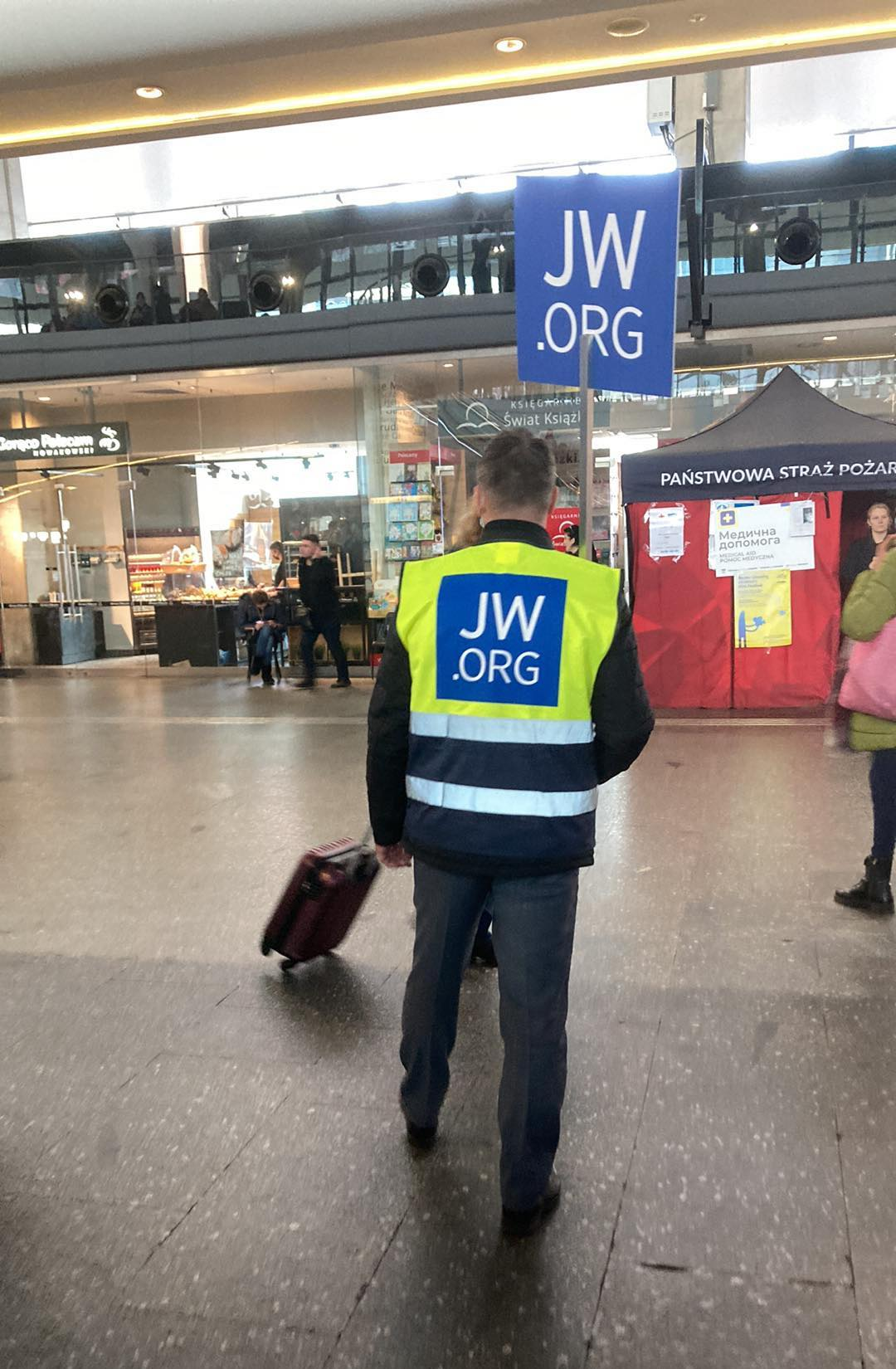
Świadek Jehowy jako wolontariusz z logo „JW.ORG” na warszawskim Dworcu Centralnym podczas ukraińskiego kryzysu uchodźczego w 2022 roku

Latem 1997 roku zorganizowano pomoc humanitarną (w tym remontowo-budowlaną) głównie dla współwyznawców poszkodowanych przez tzw. powódź tysiąclecia.
W okresie od maja do sierpnia 2010 roku ponownie zorganizowano taką pomoc dla współwyznawców i innych mieszkańców poszkodowanych przez powódź. Podobną pomoc zorganizowano we wrześniu 2024 roku dla współwyznawców i innych mieszkańców poszkodowanych przez powódź.
Świadkowie Jehowy organizują również lokalną pomoc dla współwyznawców poszkodowanych przez różne zdarzenia losowe. Pomocą oraz pracami remontowo-budowlanymi kierują złożone z wolontariuszy „Komitety Pomocy Doraźnej”, wyznaczone przez Biuro Oddziału oraz „Lokalny Dział Projektowo-Budowlany” (poprzednio 10 „Regionalnych Komitetów Budowlanych”) do pomocy w tym celu ma pełnoczasowych sług budowlanych oraz współpracujących ochotników ze zborów.
Od 24 lutego 2022 roku rozpoczęto organizowanie pomocy dla Świadków Jehowy z Ukrainy, uchodźców – ofiar inwazji Rosji. 16 Komitetów Pomocy Doraźnej (powołanych w Polsce w 2020 roku), miały na celu zorganizowanie i nadzorowanie działania związane z tą pomocą w całej Polsce. Pomagało im prawie 60 tysięcy przeszkolonych wolontariuszy (w tym około 850 opiekunów uchodźców). Zorganizowano całodobowe dyżury na przejściach granicznych i dworcach, aby móc ich odebrać, zapewnić im bezpłatne zakwaterowanie i wyżywienie w mieszkaniach Świadków Jehowy oraz w 22 Salach Królestwa i w czterech Salach Zgromadzeń w Lublinie, Stęszewie, Warszawie i Sosnowcu, w których były zorganizowano punkty recepcyjne i ośrodki pomocy uchodźcom (w 2023 roku działy dwa centra pomocy: w okolicy Warszawy, które pomagało osobom o szczególnych potrzebach oraz w Radymnie, pomagające przekraczającym granicę). Przygotowano bezpłatne kwatery dla prawie 25 tysięcy osób. W Sali Zgromadzeń w Stęszewie zorganizowano centrum, w którym wolontariusze przygotowywali pakiety pomocy humanitarnej. Do 7 czerwca 2022 roku Świadkowie Jehowy dostarczyli na Ukrainę już ponad 200 ton artykułów pierwszej potrzeby, a do końca sierpnia 2022 roku liczba ta wzrosła do ponad pół tysiąca ton. Jesienią 2022 roku z pomocą polskiego Biura Oddziału przewieziono na Ukrainę 105 palet z ponad 26 tonami ubrań, które przekazali współwyznawcy.
Do 7 kwietnia 2022 roku do Polski z Ukrainy uciekło co najmniej 11 000 Świadków Jehowy i ich krewnych, a do 30 kwietnia już 20 469 (na terenie zborów nadal było zakwaterowanych 7755 uchodźców; 2023 roku w Polsce mieszkało ich ponad 5 tysięcy, a w ich usamodzielnieniu i współpracy z ich opiekunami pomagało ponad 900 wolontariuszy). Ogółem pomocą objętych było ponad 15 tysięcy uchodźców. Tylko do końca sierpnia 2022 roku Świadkowie Jehowy w Polsce przygotowali co najmniej 80 000 paczek głównie z żywnością i środkami higieny osobistej. W akcję zaangażowano ponad 3000 wolontariuszy. Zorganizowano również regularne transporty z pomocą humanitarną na Ukrainę.
15 kwietnia 2022 roku w Sali Zgromadzeń w Warszawie zorganizowano uroczystość Pamiątki śmierci Jezusa Chrystusa w języku ukraińskim. 30 kwietnia 2022 roku w tym samym obiekcie odbył się „specjalny program duchowy” z myślą o udzieleniu duchowego wsparcia dla Świadków Jehowy w Polsce oraz na Ukrainie (szczególnie dla uchodźców i udzielających pomocy). W programie uczestniczył członek Ciała Kierowniczego, Mark Sanderson, który w dniach od 1 do 6 maja 2022 roku wraz z grupą niektórych członków Komitetów Oddziałów w Polsce oraz w Finlandii przebył ponad 2500 km spotykając się z uchodźcami rozlokowanymi w różnych częściach Polski. Były to cztery Sale Zgromadzeń i kilka Sal Królestwa. Grupa spotkała się też z ochotnikami dyżurującymi na polsko-ukraińskich przejściach granicznych. Dodatkowo nadzorcy obwodów wraz ze starszymi zborów dokonują tzw. „wizyty pasterskie”. Rozmowy te mają na celu przyniesienie uchodźcom duchowych korzyści i pocieszenia z Biblii.

#### Bezkrwawa chirurgia
W latach 80. XX wieku nastąpił rozwój bezkrwawej chirurgii w Polsce. W roku 1984 Klinika Kardiochirurgii w Krakowskim Szpitalu Specjalistycznym im. Jana Pawła II pod przewodnictwem prof. Antoniego Dziatkowiaka zainicjowała program „Sojusz dla ratowania życia bez użycia krwi”, adresowany do osób chcących przejść operację bez użycia krwi – głównie dla Świadków Jehowy. W programie tym operowali też inni kardiochirurdzy, m.in. Jerzy Sadowski. W późniejszym czasie specjalny program operacji bez transfuzji krwi dla dzieci Świadków Jehowy opracował Janusz Skalski z Uniwersyteckiego Szpitala Dziecięcego w Krakowie. Dr Edward Malec z Kliniki Kardiochirurgii Dziecięcej Instytutu Pediatrii UJ w Krakowie, przeprowadził kilkaset operacji na otwartym sercu bez podawania krwi.
W specjalnej edycji wydanego z okazji XIII Zjazdu PTAiIT miesięcznika „Twój Magazyn Medyczny” uznani lekarze z Kliniki Kardiochirurgii Śląskiego Centrum Chorób Serca w Zabrzu, profesor Zbigniew Religa i profesor Marian Zembala, podali, że w latach 1985–1998 przeprowadzono tam około 140 operacji kardiochirurgicznych u Świadków Jehowy, zarówno dorosłych, jak i dzieci. Wszystkie te operacje odbyły się bez użycia homologicznej krwi, z zastosowaniem nowoczesnych metod alternatywnych. Wskazano też na znaczącą rolę Komitetów Łączności ze Szpitalami, które „służą znaczną dodatkową pomocą zarówno lekarzom prowadzącym, jak i pacjentom”. W samym tylko okresie od czerwca 2000 roku do kwietnia 2003 roku odbyły się w Polsce 72 spotkania Służby Informacji o Szpitalach z ich personelem. Wzięło w nich udział przeszło 1000 lekarzy, pielęgniarek i studentów.
W Polsce Służba Informacji o Szpitalach mieści się w Biurze Oddziału w Nadarzynie i nadzoruje 17 Komitetów Łączności ze Szpitalami, z którymi współpracuje około 300 wolontariuszy.
Innym ośrodkiem, który wyspecjalizował się w bezkrwawych operacjach, jest I Klinika Kardiochirurgii w Katowicach. Według docenta Marka Witesa metody alternatywne „w kilku polskich klinikach są już stosowane rutynowo”. Kierowany przez niego zespół lekarzy pomyślnie wykonał w ten sposób kilkaset zabiegów u dzieci z wrodzoną wadą serca. Ponad 100 operacji bez użycia krwi, z zastosowaniem nowoczesnych metod alternatywnych, wykonał również profesor Andrzej Bochenek.
Bezkrwawe operacje wykonywano w szeregu placówek medycznych, m.in. w Wojewódzkim Szpitalu Zespolonym w Szczecinie, w warszawskim Szpitalu Klinicznym Dzieciątka Jezus, w Instytucie „Centrum Zdrowia Matki Polki” w Łodzi, w Uniwersyteckim Szpitalu Klinicznym w Białymstoku, Wojewódzkim Szpitalu Specjalistycznym w Olsztynie, Uniwersyteckim Szpitalu Klinicznym im. Jana Mikulicza-Radeckiego we Wrocławiu oraz we wrocławskim Wojskowym Szpitalu Klinicznym, gdzie pod kierownictwem Tomasza Wróbla dokonano pierwszego w Polsce przeszczepu szpiku bez transfuzji krwi.
W 1999 roku na XIII Międzynarodowym Zjeździe Polskiego Towarzystwa Anestezjologii i Intensywnej Terapii w Łodzi Świadkowie Jehowy przedstawili ekspozycję na temat bezkrwawej chirurgii. Ufundowali również placówkom medycznym urządzenia do takich operacji (m.in. Cell saver).
27 października 2005 roku Sąd Najwyższy postanowił, że oświadczenie o niewyrażaniu zgody na transfuzję krwi musi być respektowane, a lekarze powinni być przygotowani na stosowanie metod alternatywnych.

#### Wystawy, prezentacje i konferencje naukowe poświęcone represjom w trakcie II wojny światowej
W 1998 roku na Uniwersytecie Warszawskim prezentowano film „Niezłomni w obliczu prześladowań – Świadkowie Jehowy a hitleryzm” z wywiadami Świadków Jehowy, którzy przeżyli pobyt w obozach koncentracyjnych. W marcu 1998 roku prezentacja tego filmu odbyła się w Szczawnie-Zdroju. Wykład z tej okazji wygłosił Wojciech Sitek.
21 stycznia 2004 roku w Centrum Kultury Żydowskiej w Krakowie otwarto wystawę czasową pt. „Świadkowie Jehowy – zapomniane ofiary”. Odbyła się również prezentacja filmu „Niezłomni w obliczu prześladowań – Świadkowie Jehowy a hitleryzm” z udziałem przedstawicieli Państwowego Muzeum Auschwitz-Birkenau (m.in. Teresa Wontor-Cichy) oraz żyjących jeszcze wówczas trzech Świadków Jehowy – byłych więźniów tego obozu (Bolesław Cebo, Mieczysław Kaleciński i Stanisław Zając) oraz więzień obozu Gross-Rossen i Buchenwald (Henryk Dornik). Film był wyświetlany również w kilku telewizjach kablowych.
Podobna wystawa była prezentowana też w Wodzisławiu Śląskim.
W dniach od 21 września do 21 listopada 2004 roku w byłym hitlerowskim obozie koncentracyjnym Auschwitz-Birkenau była prezentowana wystawa pt. „Więzieni za wiarę – Świadkowie Jehowy a hitleryzm”, poświęcona zdecydowanej neutralności i martyrologii Świadków Jehowy w okresie narodowego socjalizmu. Zwiedziło ją 142 095 osób z 71 krajów świata. Od 26 kwietnia do końca września 2006 roku prezentowano ją w KL Stutthof, od 20 czerwca do 13 września 2006 roku w KL Lublin (Majdanek), od 20 maja do połowy lipca 2008 roku w byłym hitlerowskim obozie karno-śledczym w Żabikowie, a od 2 kwietnia do 31 lipca 2009 roku również w Gross-Rosen. W marcu 2004 roku skrótowa wystawa prezentowana była też w Miejskim Ośrodku Kultury w Olkuszu. 7 kwietnia 2004 roku Towarzystwo Interwencji Kryzysowej w Krakowie zorganizowało projekcję filmu pt. „Niezłomni w obliczu prześladowań – Świadkowie Jehowy a hitleryzm” wraz z wykładem pt. „Zapomniane ofiary”.
15 kwietnia 2004 roku dr Carine Beaurain z Uniwersytetu Wiedeńskiego w Nauczycielskim Kolegium Języków Obcych w Sieradzu przedstawiła wykład pt. „Nazistische Verfolgung der Kinder von Zeugen Jehovas im Dritten Reich”. Ten sam wykład dotyczący prześladowań dzieci Świadków Jehowy przez nazistów w Trzeciej Rzeszy, wygłosiła 17 kwietnia 2004 roku na Uniwersytecie Łódzkim. 18 stycznia 2008 roku również na Uniwersytecie Łódzkim dr Aleksandra Matelska wygłosiła wykład pt. „Haben die Deutschen Recht dazu, sich als Opfer des Zweiten Weltkrieg zu sehen?”.
6 czerwca 2014 roku w czasie „V Ogólnopolskiej Konferencji Auschwitz i Holokaust na tle zbrodni ludobójstwa w XX wieku. Kobiety wojny” w Państwowym Muzeum Auschwitz-Birkenau w Oświęcimiu wygłoszony został wykład naukowy pt. „Więźniarki IBV. Losy Świadków Jehowy w obozie Auschwitz”.
Tego samego dnia na II Ogólnopolskiej Konferencji Naukowej Doktorów i Doktorantów pt. „Prześladowani za wiarę. Represje religijne we współczesnym świecie” zorganizowana przez Instytut Dialogu Kultury i Religii oraz Koło Naukowe Religiologów UKSW, Elżbieta Jaroś (UKSW) przedstawiła wykład pt. „Nazistowskie prześladowania Świadków Jehowy”.
17 grudnia 2014 roku prof. Eugeniusz Cezary Król, dyrektor Instytutu Studiów Politycznych PAN przedstawił w Muzeum Historii Żydów Polskich Polin wykład pt. „Polityka III Rzeszy wobec mniejszości” m.in. o prześladowaniu Świadków Jehowy w okresie nazizmu.
13 października 2019 roku na Gender Studies UW dr Joanna Ostrowska przedstawiła wykład pt. „Matelska/Wontor-Cichy: Opracowania o Świadkach Jehowy vs relacja Hermine Schmidt „Ocalona radość” z cyklu wykładów „Zapomniane ofiary nazizmu”.
W czerwcu 2020 roku miała miejsce premiera publikacji dr hab. Barbary Czarneckiej (Uniwersytet w Białymstoku) pt. „Kobiety Świadkowie Jehowy w nazistowskich obozach koncentracyjnych. Przyczynek do charakterystyki społeczności kobiecych w lagrach”.
Na temat więźniów obozów koncentracyjnych będącymi Polakami i Świadkami Jehowy przedstawiono wykłady także poza granicami kraju. 19 kwietnia 2020 roku z okazji obchodów 75 rocznicy wyzwolenia obozu koncentracyjnego Ravensbrück, przedstawiono wykład pt. „Fioletowy trójkąt jako symbol cierpienia i nadziei – Polskie więźniarki będące Świadkami Jehowy w KL Ravensbrück”.
4 lipca 2024 roku miała miejsce premiera lekcji internetowej online pt. „Więźniowie z fioletowym trójkątem. Los Świadków Jehowy i Badaczy Pisma Świętego w obozie Auschwitz” przygotowana przez Międzynarodowe Centrum Edukacji o Auschwitz i Holokauście, działające w Miejscu Pamięci w Oświęcimiu.
W holu Sali Zgromadzeń w Centrum Kongresowym Świadków Jehowy w Sosnowcu udostępniona została stała ekspozycja pt. „Fioletowe trójkąty – Świadkowie Jehowy w obozach koncentracyjnych”.

#### Konferencje naukowe poświęcone represjom w okresie powojennym
W czerwcu 2006 roku w ogólnopolskim konkursie pt. „Życie religijne w czasach PRL – jednostka, wspólnota, instytucja” II nagroda zespołowa przypadła za pracę pt. „...lecz Jehowa stał się moją podporą – Świadkowie Jehowy w rzeczywistości PRL” oraz za pracę pt. „Nie-boskie życie szczecińskich wspólnot wyznaniowych z władzami PRL” opisująca m.in. powojenną historię działalności w tym mieście.
Od 8 listopada 2007 roku do 5 października 2010 roku poznański oddział Instytutu Pamięci Narodowej przy współudziale Instytutu Historii UAM zorganizował cykl czterech konferencji naukowych ph.: „Władze wobec Kościołów i związków wyznaniowych w Wielkopolsce w latach 1945–1989” z udziałem zarówno historyków, jak i świadków historii. Częścią tego cyklu konferencji były wykłady dr hab. Jana Miłosza pt. „Prześladowania Świadków Jehowy na terenie woj. poznańskiego”, „Już nie szpiedzy, jeszcze nielegalni – Świadkowie Jehowy w oczach wielkopolskiej SB w latach 1956–1970”, „Świadkowie Jehowy w dobie gierkowskiego otwarcia” i „Świadkowie Jehowy w latach osiemdziesiątych XX wieku jako obiekt zainteresowania władz”, które dotyczyły wielkopolskich Świadków Jehowy. Prelegent na przykładzie losów kilku członków tej społeczności przedstawił szczególnie zacięte represje ze strony władz komunistycznych wobec Świadków Jehowy.
19 października 2007 roku w Warszawie dr hab. Jan Mironczuk wygłosił wykład pt. „Świadkowie Jehowy wobec władz Polski Ludowej – geneza kontestacji”.
28 października 2010 roku zorganizowano konferencję poznańskiego oddziału Instytutu Pamięci Narodowej ph. „Władze wobec Kościołów i związków wyznaniowych na Środkowym Nadodrzu w latach 1945–1956”. W jej ramach dr Anna Chabasińska (Akademia im. Jakuba z Paradyża w Gorzowie Wielkopolskim), wygłosiła referat pt. „Lubuscy Świadkowie Jehowy wobec represji komunistycznego państwa w latach 1945–1956”, dotyczący represji władz wobec lubuskich Świadków Jehowy. Na podstawie przeprowadzonych badań w 2012 roku IPN wydał książkę „Władze wobec Kościołów i związków wyznaniowych na Środkowym Nadodrzu w latach 1945–1956”, zawierającą rozdział dr Anny Chabasińskiej „Lubuscy Świadkowie Jehowy wobec represji komunistycznego państwa w latach 1945–1956”.
26 kwietnia 2012 roku w Warszawie odbyła się międzynarodowa konferencja naukowa ph. „Narracja i pamięć. Konstrukcje i destrukcje tożsamości”, na której wygłoszono temat pt. „Świadkowie Jehowy na Syberii – ustne narracje wspomnieniowe zesłanych za wiarę”.
W dniach 19–20 października 2012 roku na Uniwersytecie Mikołaja Kopernika w Toruniu odbyła się konferencja naukowa ph. „Polskie Kresy Wschodnie i ludzie stamtąd”, na której dr Tomasz Bugaj (Instytut Nauk o Kulturze Wydziału Humanistycznego Uniwersytetu Śląskiego), wygłosił referat pt. „Swój czy Obcy? Świadkowie Jehowy z Kresów Wschodnich w Białorusi”, w którym m.in. opisano historię operacji Północ.
W programie Międzynarodowej Konferencji ph. „Kresowe dziedzictwo – narody, wyznania, kultura”, która odbyła się 8 listopada 2012 roku w Przemyślu dr Tomasz Bugaj przedstawił wykład pt. „‚W tych czasach była i wolność i prześladowanie’. Kulturowe narracje Świadków Jehowy z Kresów”.
14 czerwca 2013 roku w czasie „IV Ogólnopolskiej Konferencji Auschwitz i Holokaust na tle zbrodni ludobójstwa w XX wieku. Słowa w służbie nienawiści” w Oświęcimiu dr Tomasz Bugaj (Uniwersytet Opolski) wygłosił wykład pt. „Świadkowie Jehowy w propagandzie sowieckiej”.
25 października 2017 roku na ogólnopolskiej konferencji naukowej ph. „Pamięć Kresów. Kresy w pamięci” w Gliwicach organizowanej przez IPN dr Tomasz Bugaj w wykładzie pt. „‚Mieliśmy wszystko (...), wszystko, co było potrzebne’. Kresy w pamięci Świadków Jehowy deportowanych na Syberię” przedstawił historię operacji Północ.
22 listopada 2017 roku w Centrum Edukacyjnym Instytutu Pamięci Narodowej Przystanek Historia im. Janusza Kurtyki w Warszawie odbyła się konferencja naukowa ph. „Margines społeczny w komunistycznej Warszawie (1945–1989)” przygotowana przez Oddział IPN w Warszawie, dr Tomasz Bugaj (Uniwersytet Śląski w Katowicach) przedstawił wykład pt. „‚Szpiedzy imperializmu siejący histerię wojenną’ – wyznanie Świadków Jehowy wobec komunistycznej polityki Warszawy w latach 1945–1989”.
23 maja 2018 roku w Rzeszowie w programie „I Międzynarodowego Kongresu Praw Człowieka” organizowanym przez Uniwersytet Rzeszowski, Michał Kuzdak z tej uczelni przedstawił wykład pt. „Delegalizacja Świadków Jehowy w Rosji jako przejaw dyskryminacji na tle wyznaniowym”.
8 kwietnia 2021 roku dr Tomasz Bugaj reprezentował swą uczelnię na wideokonferencji pt. „Operacja Północ 70 lat później: ważne wnioski płynące z represji wobec wiary”.
27 września 2019 roku na ogólnopolskiej konferencji naukowej pt. „Struktury administracji wyznaniowej i pierwsze lata działalności Urzędu ds. Wyznań w Polsce »ludowej« (1945–1956)” w Trębkach Nowych organizowanych przez IPN, dr hab. Jan Miłosz (Instytut Historii UAM) przedstawił wykład pt. „Aparat wyznaniowy Polski „ludowej” wobec Świadków Jehowy i ich delegalizacja 1948–1956”, 2 września 2020 roku na ogólnopolskiej konferencji naukowej pt. „Urząd ds. Wyznań: struktury, działalność, ludzie w latach 1957–1975” organizowanej przez IPN w Wólce Magierowej przedstawił wykład pt. „Działania Urzędu ds. Wyznań – wobec Świadków Jehowy i związków badaczy Pisma Św. w latach 1956–1975 – próby legalizacji i podporządkowania”, a 15 września 2021 roku na ogólnopolskiej konferencji naukowej pt. „Urząd ds. Wyznań: struktury, działalność, ludzie” organizowanej przez IPN w Konstancinie-Jeziornie przedstawił wykład pt. „Urząd ds. Wyznań a Świadkowie Jehowy i proces dochodzenia do ich legalizacji 1975–1989”.
23 września 2023 roku na międzynarodowej konferencji IPN we Wrocławiu ph. „»W poszukiwaniu wroga…« Aparat bezpieczeństwa w państwach Europy Środkowo-Wschodniej wobec środowisk niezależnych, przejawów oporu społecznego i postaw opozycyjnych 1956–1980”, prof. Jan Miłosz (Wydział Historii Uniwersytetu im. Adama Mickiewicza w Poznaniu), wygłosił wykład pt. „Świadkowie Jehowy w PRL i nie tylko – od zwalczania do prób legalizacji”, natomiast dr Tomasz Bugaj (Uniwersytet Śląski w Katowicach), wygłosił wykład pt. „Władza w walce z wrogiem - „sektantem”. Próba refleksji na przykładzie wyznania Świadków Jehowy w państwach Europy Środkowo-Wschodniej”.
11 czerwca 2024 roku na konferencji ph. „Tożsamość religijna i duchowa w pamięci zbiorowej i funkcjonowaniu współczesnych społeczeństw” w Rzeszowie, dr Tomasz Bugaj (Uniwersytet Śląski w Katowicach) przedstawił wykład pt. „Praktyki religijne podczas zakazu działalności - studium przypadku na przykładzie Świadków Jehowy w Rosji”.

#### Konferencje naukowe i spotkania poświęcone obecnej działalności Świadków Jehowy w Polsce
22 czerwca 2009 roku na konferencji naukowej pt. „Religijność i duchowość – dawne i nowe formy” we Wrocławiu Agnieszka Morawiak (Uniwersytet Wrocławski), wygłosiła wykład pt. „Stosunek Świadków Jehowy do pluralizmu religijnego”.
We wrześniu 2012 roku na XXVI Letniej Szkole Młodych Pedagogów w Supraślu, dr Marzena Rusaczyk (Uniwersytet w Białymstoku), wygłosiła wykład pt. „Przyczajeni, zagrożeni i gotowi na bitwę: strategie radzenia Świadków Jehowy z „kłopotliwym położeniem” w środowisku szkolnym”.
26 maja 2015 roku na Ogólnopolskiej Studencko-Doktoranckiej Konferencji Naukowej pt. „Wiara a polityka i prawo. Wpływ wyznań religijnych na kształtowanie się doktryn politycznych i prawnych, na scenę polityczną i opinię publiczną” we Wrocławiu, Dominika Chrostowska (Uniwersytet Mikołaja Kopernika w Toruniu), wygłosiła referat pt. „Świadkowie Jehowy – wpływ wiary na możliwość przeprowadzania zabiegów medycznych”. Jolanta Rosiak (Uniwersytet Wrocławski), przedstawiła referat dotyczący stosunku do służby wojskowej m.in. Świadków Jehowy w Polsce.
12 września 2019 roku na XVII Ogólnopolskim Zjeździe Socjologicznym we Wrocławiu ph. „Ja, My, Oni? Podmiotowość, tożsamość, przynależność”, dr Kamila Fiałkowska, dr Michał P. Garapich, dr Elżbieta Mirga-Wójtowicz (Uniwersytet Warszawski), wygłosili wykład pt. „‚Jest szeroka ścieżka i jest wąska ścieżka. My wybraliśmy wąską’. Rola religii w negocjowaniu przynależności i kontestacji władzy wśród polskich Romów – Świadków Jehowy w Wielkiej Brytanii”.
12 lutego 2021 roku na seminarium (w formie webinarium) Obserwatorium Wielokulturowości i Migracji przy Uniwersytecie Ekonomicznym w Krakowie ph. „Wieloreligijny Kraków a procesy migracyjne”, dr hab. Konrad Pędziwiatr (UEK) przedstawił wykład pt. „Świadkowie Jehowy” na temat ich działalności wśród obcokrajowców w Krakowie (w tym funkcjonowania zborów i grup obcojęzycznych oraz udzielanie pomocy osobom, które były objęte kwarantanną oraz wsparciu duchowym i emocjonalnym w czasie pandemii COVID-19).
25 września 2021 roku na „Międzynarodowym Taborze Pamięci Romów 2021” w Muzeum Etnograficznym w Tarnowie odbyła się „III Konferencja Taborowa”, na której dr Kamila Fiałkowska, dr Ignacy Jóźwiak, dr Elżbieta Mirga-Wójtowicz (Ośrodek Badań nad Migracjami Uniwersytetu Warszawskiego), przedstawili wykład pt. „Aktywność online, cyfrowe rodzinowanie i nadawanie sensu pandemii wśród polskich romskich Świadków Jehowy”.
11 października 2024 roku w Biurze RPO w Warszawie odbyło się spotkanie zastępcy RPO Wojciecha Brzozowskiego z przedstawicielami Świadków Jehowy, dotyczące problemów związanym z odbywaniem przez nich służby zastępczej, z wykonywaniem sprzeciwu sumienia w odniesieniu do przewidzianych ustawą tzw. świadczeń na rzecz obrony oraz  konsekwencji prawnych wyroku Wielkiej Izby Europejskiego Trybunału Praw Człowieka w sprawie Pindo Mulla przeciwko Hiszpanii, dotyczącego prawa do odmowy poddania się zabiegowi przetaczania (transfuzji) krwi.

#### Weryfikacja stanowiska Sądu Najwyższego wobec powojennej działalności Świadków Jehowy
10 listopada 1995 roku Sąd Najwyższy stwierdził, że „czyny polegające na naruszeniu norm karnych sprzecznych z normą konstytucyjną, uniemożliwiające swobodne wykonywanie praktyk religijnych w zakresie poręczonej przez Konstytucję wszystkim obywatelom wolności sumienia i wyznania, jako stanowiące wyraz usprawiedliwionego nieposłuszeństwa wobec prawa, nie mogą być traktowane jako przestępstwo” (II KRN 137/95).
21 maja 1999 roku Sąd Najwyższy uchylił zaskarżone wyroki Sądu Wojewódzkiego w Poznaniu z 2 marca 1963 roku i Sądu Powiatowego w Poznaniu z 29 marca 1971 roku i uniewinnił jednego z wyznawców, „który był uznany za winnego tego, że do kwietnia 1970 roku na terenie kraju uczestniczył i pełnił kierowniczą funkcję członka Komitetu Krajowego w zdelegalizowanym związku” (VKKN 14/99).
24 lutego 2000 roku Sąd Najwyższy stwierdził, „że wyrażał konsekwentnie pogląd, że skazania członków wspólnoty religijnej „Świadkowie Jehowy”, po odmowie zarejestrowania tego związku decyzją Urzędu do Spraw Wyznań z dnia 2 lipca 1950 r., następowały w rezultacie instrumentalnego traktowania odpowiednich przepisów prawa karnego materialnego, a w istocie – ich rażącej obrazy. Argumentacja najpełniej wykazująca naruszenie prawa w orzeczeniach, którymi represjonowano członków tej grupy wyznaniowej, została przedstawiona w wyroku składu siedmiu sędziów Sądu Najwyższego z dnia 6 lutego 1995 r., II KRN 252/94, OSNKW 1995, z. 5-6, poz. 27. W całej rozciągłości zachowuje ona aktualność.” (III KK 34/99).
27 września 2000 roku na wniosek Rzecznika Praw Obywatelskich Sąd Najwyższy uchylił zaskarżony wyrok Sądu Wojewódzkiego w Olsztynie z 1954 roku i uniewinnił jednego z wyznawców, który od sierpnia 1952 roku do grudnia 1953 roku na terenie powiatów Pisz i Kolno był aktywnym członkiem związku pod nazwą Świadkowie Jehowy (II KKN 160/00).
27 czerwca 2003 roku Sąd Najwyższy stwierdził, „iż odmowa uznania przez władze państwowe w 1950 roku wspólnoty religijnej Świadków Jehowy, była sprzeczna z Konstytucją PRL oraz dekretem z 5 sierpnia 1949 roku Z tego względu, że oba akty prawne przyznały obywatelom wolność wyznawania każdej religii i prawo swobodnego udziału w wykonywaniu każdego kultu. Delegalizacja tego związku nie mogła, powodować automatycznego pociągnięcia jego członków do odpowiedzialności karnej (III KK 227/03)”.
12 sierpnia 2004 roku Sąd Najwyższy orzekł, że objęcie pism wydawanych przez Świadków nadzorem Głównego Urzędu Kontroli Prasy, Publikacji i Widowisk, było bezprawnym pozbawieniem prawa swobodnego wykonywania praktyk religijnych. Dlatego też zachowanie skazanych, polegające na rozpowszechnianiu literatury oraz jej drukowaniu, należało uznać za przejaw korzystania z wolności sumienia i wyznania, i nie zawierało znamion czynu zabronionego (III KK 111/04).
25 lutego 2005 roku Sąd Najwyższy orzekł, że istnienie, ustrój i cel wyznania Świadkowie Jehowy nie stanowił dla władz żadnej tajemnicy. Wszystkie te elementy były jawne, zarówno w okresie legalnego funkcjonowania, jak również po odmowie rejestracji (III KK 16/05). Uniewinnił Świadka Jehowy skazanego w 1958 roku przez Sąd Wojewódzki w Katowicach na 1,5 roku więzienia za prowadzenie w latach 1950–1958 działalności religijnej w Bytomiu.
Natomiast 1 marca 2006 roku ten sam sąd orzekł, że niesłuszne było stawianie Świadkom Jehowy wymogu powojennej rejestracji w oparciu o przepisy ustawy o stowarzyszeniach, podobnie jak nieuprawnione było podjęcie przez Urząd do Spraw Wyznań decyzji o odmowie w 1950 roku rejestracji „związku religijnego Świadkowie Jehowy” (V KK 306/05).
27 stycznia 2011 roku Sąd Najwyższy uchylił wyroki więzienia wydane w 1953 roku na pięcioro Świadków Jehowy, uwzględniając kasację wniesioną przez Rzecznika Praw Obywatelskich. Orzekł też, że treść zakazanych przez władzę publikacji Świadków Jehowy wiązała się wyłącznie z kultem religijnym, a więc ze sferą, w której obywatele powinni korzystać z deklarowanej wolności religijnej (II KK 142/10).
14 czerwca 2013 roku Sąd Najwyższy stwierdził dodatkowo, że zachowanie Świadków Jehowy nie stanowiło przestępstwa z art. 36. m.k.k. oraz że traktowanie ich jak przestępców, stanowiło naruszenie obowiązującego wówczas prawa. Orzekł, że brak było przesłanek do uznawania publikacji o charakterze ściśle religijnym jako pism tajnego związku, jak również poddawania wydawnictw tego rodzaju nadzorowi i kontroli cenzury. Stanowiłoby to bowiem przyznanie organowi administracji uprawnień do ingerowania w sferę zasad wiary i religii (IV KK 146/13).
14 marca 2018 roku Sąd Najwyższy uchylił wyroki wrocławskich sądów z 1970 i 1971 roku, skazujące Świadka Jehowy za udział w związku, którego istnienie, ustrój i cel miało być „tajemnicą wobec organów państwowych” (sygn. akt V KK 106/18).
11 października 2021 roku Sąd Najwyższy uchylił zaskarżony prawomocny wyrok Sądu Wojewódzkiego w Katowicach z 26 sierpnia 1964 roku wobec aktywnego członka związku pod nazwą Świadkowie Jehowy, który w „swym budynku mieszkalnym udostępnił do roku 1960 pomieszczenia dla prowadzenia przez członków tego związku tajnej drukarni” (IV KK 393/22).
21 listopada 2018 roku Sąd Najwyższy (III KK 527/18) uwzględnił kasację RPO, dotyczącą 7 członków tego wyznania i uniewinnił skazanych w Lublinie i Zamościu w latach 1973–1974.
13 kwietnia 2022 roku Sąd Najwyższy (sygn. akt IV KK 343/21), uchylił wyrok i uniewinnił skazanego w roku 1953 Świadka Jehowy z Dobrej k. Staszowa.
11 października 2022 roku na wniosek Rzecznika Praw Obywatelskich Sąd Najwyższy uchylił zaskarżony wyrok Sądu Wojewódzkiego w Stalinogrodzie (ówczesna nazwa Katowic) postępowanie karne umorzono na mocy amnestii z 27 kwietnia 1956 roku wobec aktywnego członka związku pod nazwą Świadkowie Jehowy (IV KK 172/22).
23 listopada 2022 roku Sąd Najwyższy (sygn. akt I KK 373/22) uniewinnił Świadka Jehowy, oskarżonego w 1964 roku o „udział w zdelegalizowanym związku „Świadków Jehowy”, którego istnienie, ustrój i cel działalności miały pozostać tajemnicą wobec władz państwowych”.
22 lutego 2023 roku Sąd Najwyższy (sygn. akt KK 605/22) po kasacji RPO uniewinnił kobietę oskarżoną w październiku 1972 roku o „przynależność do Świadków Jehowy” i „wykonywanie prac drukarskich w drukarni, produkując nielegalną literaturę przeznaczoną do jej rozpowszechniania”.
Łącznie po 1989 roku oczyszczono z zarzutów i przyznano odszkodowanie grupie ponad 500 Świadków Jehowy sądzonych i więzionych w okresie PRL.
Kolejne, wniesione przez Prokuratora Generalnego i Rzecznika Praw Obywatelskich są rozpatrywane przez Sąd Najwyższy.

#### Działalność zagraniczna
Świadkowie Jehowy polskiego pochodzenia przyczynili się do rozwoju działalności wśród Polonii w Stanach Zjednoczonych już od roku 1891 oraz do rozwoju dzieła m.in. na terenie obecnej Rosji – początek XX wieku, we Francji – w roku 1923, w Belgii i Wielkiej Brytanii, w latach 20. XX wieku na terenie dzisiejszej Ukrainy, Białorusi i Litwy, w 1927 w Brazylii oraz w Holandii, w latach 30. XX wieku w Argentynie oraz Paragwaju, w latach 50. XX wieku w Izraelu, w roku 1955 na Madagaskarze, w roku 1958 w Ekwadorze, w roku 1959 na Reunionie, a w późniejszych latach głównie wśród Polaków mieszkających m.in. w Australii, w Austrii, na Cyprze, Czechach, w Danii, Grecji, Hiszpanii, Holandii, Irlandii, Islandii, Kanadzie, Luksemburgu, Niemczech, Norwegii, Szwajcarii i w Szwecji oraz w innych krajach.
Od października 1992 roku ponad 170 pionierów z Polski wyjechało aby wspierać działalność kaznodziejską w Rosji. W 1995 roku 14 pionierów specjalnych z Polski przeniosło się do Wilna na Litwie. Polscy absolwenci Kursu Biblijnego dla Małżeństw oraz Kursu dla Ewangelizatorów Królestwa działają także m.in. w Bułgarii, Irlandii, Niemczech, Łotwie oraz w Słowenii. Pionierzy z Polski prowadzą działalność kaznodziejską m.in. w Dominikanie, Kosowie, Kirgistanie oraz innych krajach – głównie w 20, w których znajdują się zbory i grupy polskojęzyczne, w specjalnych kampaniach ewangelizacyjnych (m.in. w Bośni i Hercegowinie, w Bułgarii, w Chorwacji, w Izraelu, na Litwie), a także w Biurach Oddziału m.in. w Indiach (do 2019), Niemczech (do 2021) i Korei Południowej.
W 2018 roku językiem polskim posługiwało się na całym świecie 127 tysięcy Świadków Jehowy.

#### Telewizja JW Broadcasting
Świadkowie Jehowy w Polsce mieli dostęp do telewizji JW Broadcasting od maja 2015 roku w języku polskim z napisami, natomiast od września 2016 roku program jest przygotowywany w wersji z lektorem (z opcją wyświetlania również napisów). Od marca 2017 roku telewizja jest dostępna w polskim języku migowym dla osób niesłyszących.

## Statystyki
W roku 1989 w Polsce zanotowano liczbę 91 024 głosicieli. W marcu 1991 roku przekroczono liczbę 100 000 głosicieli. Na corocznej uroczystości Wieczerzy Pańskiej (Pamiątce) w roku 1997 zebrało się 246 458 osób (najwięcej w dziejach wyznania w Polsce). W 2004 roku zanotowano najwyższą dotąd liczbę głosicieli w Polsce – 128 616. W roku 2012 rozpoczęto przeprowadzanie reorganizacji zborów, wskutek czego zbory stały się większe i lepiej zorganizowane, lecz ich liczba zmniejszyła się do 1350 w roku 2014 i do 1267 w roku 2023.

### Statystyki Świadków Jehowy w Polsce od 1989
Statystyka liczebności oraz chrztów Świadków Jehowy w Polsce za lata 1989–2017, na podstawie Rocznika Świadków Jehowy 1990–2017 i serwisu jw.org. (W okresie zakazu działalności wyznania do 1989 roku oficjalne statystyki nie były podawane do wiadomości publicznej.)

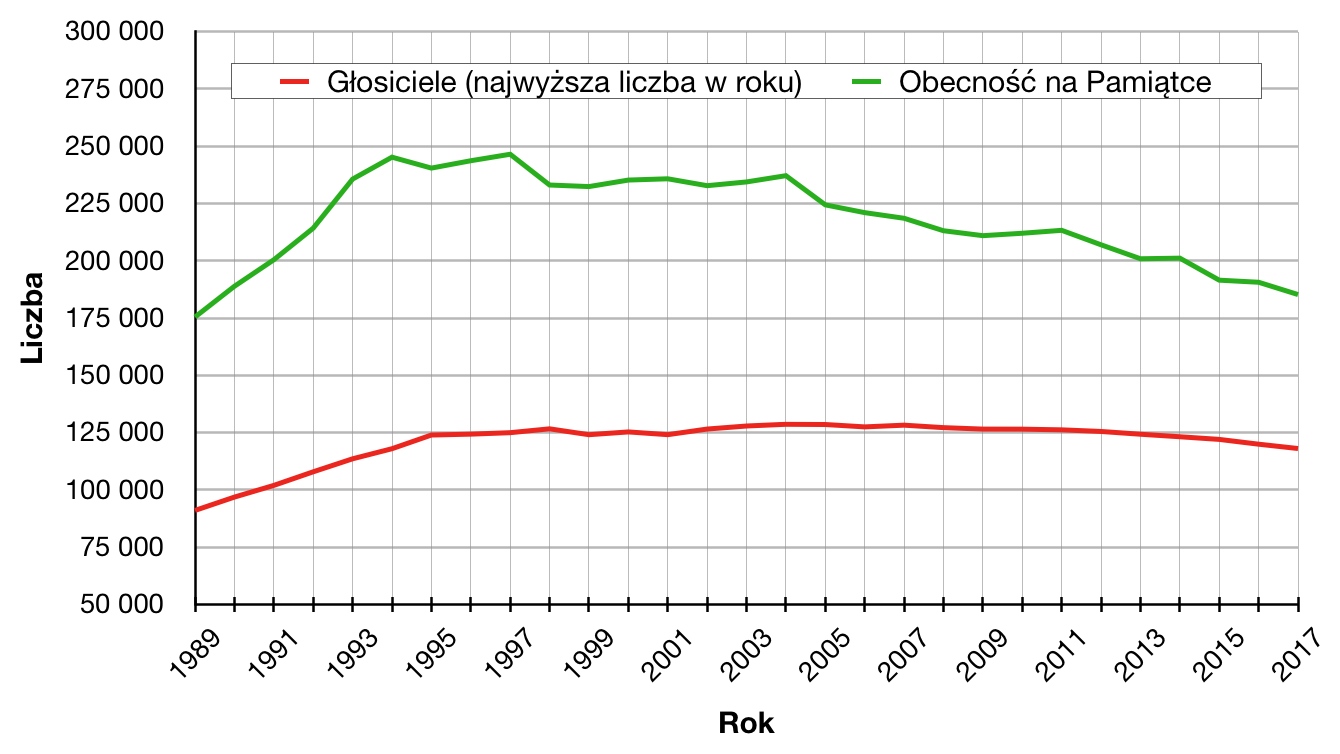
Najwyższa liczba głosicieli Świadków Jehowy w Polsce w latach 1989–2017
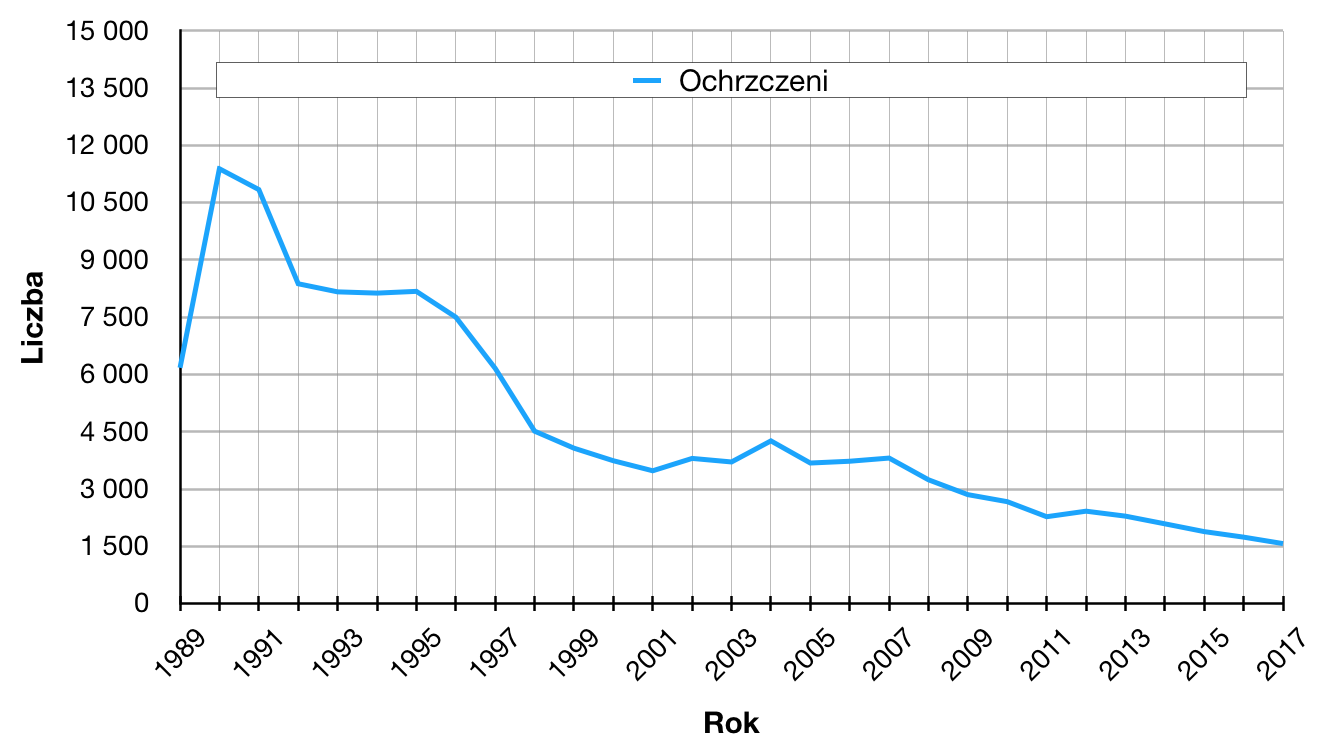
Liczba nowo ochrzczonych jako Świadkowie Jehowy w Polsce w latach 1989–2017

### Liczba wyznawców według GUS i liczba głosicieli
W wyniku Narodowego Spisu Powszechnego Ludności i Mieszkań 2011 określono liczbę osób deklarujących swoją przynależność religijną do Świadków Jehowy na 137 308. Natomiast liczba głosicieli według opracowania GUS „Wyznania religijne w Polsce 2019–2021” w roku 2021 wynosiła 114 435.
| Świadkowie Jehowy w poszczególnych województwach | Świadkowie Jehowy w poszczególnych województwach | Świadkowie Jehowy w poszczególnych województwach | Świadkowie Jehowy w poszczególnych województwach | Świadkowie Jehowy w poszczególnych województwach |
| Województwo                                      | Ludność                                          | Deklarowana liczba wyznawców (2011)              | Udział w ludności (2011, %)                      | Liczba głosicieli (2018)                         |
| ------------------------------------------------ | ------------------------------------------------ | ------------------------------------------------ | ------------------------------------------------ | ------------------------------------------------ |
| dolnośląskie                                     | 2 915 241                                        | 15 371                                           | 0,53                                             | 12 188                                           |
| kujawsko-pomorskie                               | 2 097 635                                        | 6616                                             | 0,32                                             | 5878                                             |
| lubelskie                                        | 2 175 700                                        | 10 793                                           | 0,50                                             | 8345                                             |
| lubuskie                                         | 1 022 843                                        | 5329                                             | 0,52                                             | 4207                                             |
| łódzkie                                          | 2 538 677                                        | 8078                                             | 0,32                                             | 6974                                             |
| małopolskie                                      | 3 337 471                                        | 7245                                             | 0,22                                             | 6606                                             |
| mazowieckie                                      | 5 268 660                                        | 11 817                                           | 0,22                                             | 12 883                                           |
| opolskie                                         | 1 016 212                                        | 3749                                             | 0,37                                             | 2855                                             |
| podkarpackie                                     | 2 127 286                                        | 4030                                             | 0,19                                             | 3359                                             |
| podlaskie                                        | 1 202 365                                        | 2450                                             | 0,20                                             | 2247                                             |
| pomorskie                                        | 2 276 174                                        | 9406                                             | 0,41                                             | 8144                                             |
| śląskie                                          | 4 630 366                                        | 24 084                                           | 0,52                                             | 19 431                                           |
| świętokrzyskie                                   | 1 280 721                                        | 3092                                             | 0,24                                             | 2846                                             |
| warmińsko-mazurskie                              | 1 452 147                                        | 4996                                             | 0,34                                             | 3666                                             |
| wielkopolskie                                    | 3 447 441                                        | 10 530                                           | 0,31                                             | 9678                                             |
| zachodniopomorskie                               | 1 722 885                                        | 9724                                             | 0,56                                             | 7628                                             |
| Polska                                           | 38 511 824                                       | 137 308                                          | 0,36                                             | 116 935                                          |

| Świadkowie Jehowy w poszczególnych województwach (stan: 2021) | Świadkowie Jehowy w poszczególnych województwach (stan: 2021) | Świadkowie Jehowy w poszczególnych województwach (stan: 2021) | Świadkowie Jehowy w poszczególnych województwach (stan: 2021) |
| województwo                                                   | Liczba głosicieli                                             | Liczba starszych zboru                                        | Liczba zborów                                                 |
| ------------------------------------------------------------- | ------------------------------------------------------------- | ------------------------------------------------------------- | ------------------------------------------------------------- |
| dolnośląskie                                                  | 11864                                                         | 925                                                           | 131                                                           |
| kujawsko-pomorskie                                            | 5674                                                          | 443                                                           | 64                                                            |
| lubelskie                                                     | 8122                                                          | 597                                                           | 89                                                            |
| lubuskie                                                      | 4182                                                          | 355                                                           | 48                                                            |
| łódzkie                                                       | 6768                                                          | 535                                                           | 79                                                            |
| małopolskie                                                   | 6472                                                          | 562                                                           | 74                                                            |
| mazowieckie                                                   | 12691                                                         | 1030                                                          | 140                                                           |
| opolskim                                                      | 2806                                                          | 232                                                           | 32                                                            |
| podkarpackie                                                  | 3235                                                          | 243                                                           | 41                                                            |
| podlaskie                                                     | 2268                                                          | 169                                                           | 25                                                            |
| pomorskie                                                     | 8218                                                          | 645                                                           | 83                                                            |
| śląskie                                                       | 18702                                                         | 1541                                                          | 196                                                           |
| świętokrzyskie                                                | 2747                                                          | 200                                                           | 30                                                            |
| warminsko-mazurskie                                           | 3642                                                          | 255                                                           | 47                                                            |
| wielkopolskie                                                 | 9485                                                          | 797                                                           | 108                                                           |
| zachodniopomorskie                                            | 7559                                                          | 624                                                           | 85                                                            |
| Polska                                                        | 114435                                                        | 9153                                                          | 1272                                                          |

| Zbory i grupy polskojęzyczne w krajach: |
| --- |
| Austria • Belgia • Dania • Francja • Grecja • Hiszpania • Holandia • Irlandia • Islandia • Kanada • Luksemburg • Niemcy • Norwegia • Stany Zjednoczone • Szwecja • Wielka Brytania • Włochy |

| Zbór i grupy posługujące się językiem romani (Polska) w krajach: |
| ---------------------------------------------------------------- |
| Niemcy • Wielka Brytania                                         |